# Quäkerschule Eerde
Die Quäkerschule Eerde war eine im April 1934 in Eerde, einem Ortsteil von Ommen, Provinz Overijssel, in den Niederlanden eröffnete Exil-Schule für in Deutschland durch die Nazis bedrohte Kinder. 

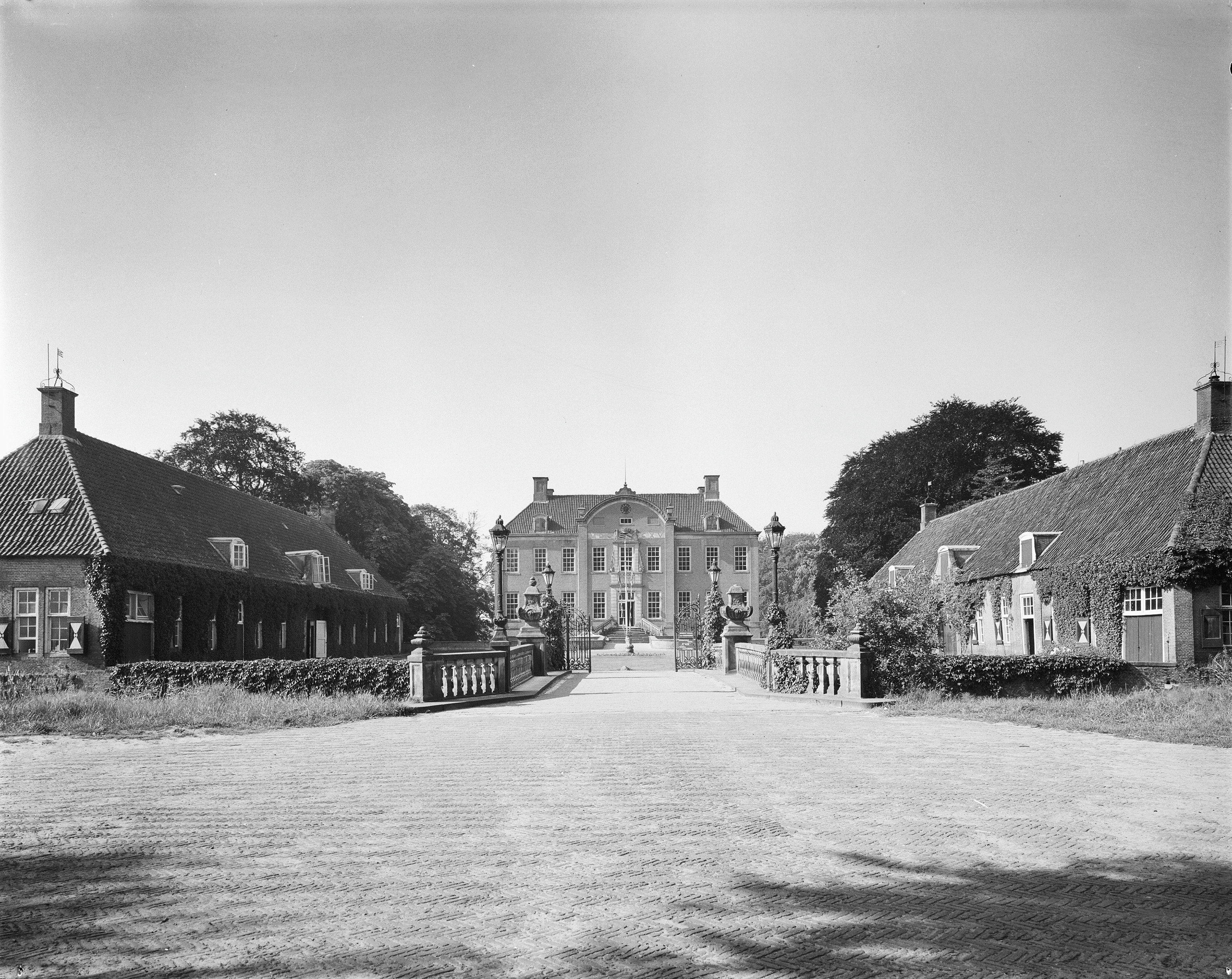
Blick auf Schloss Eerde mit Nebengebäuden

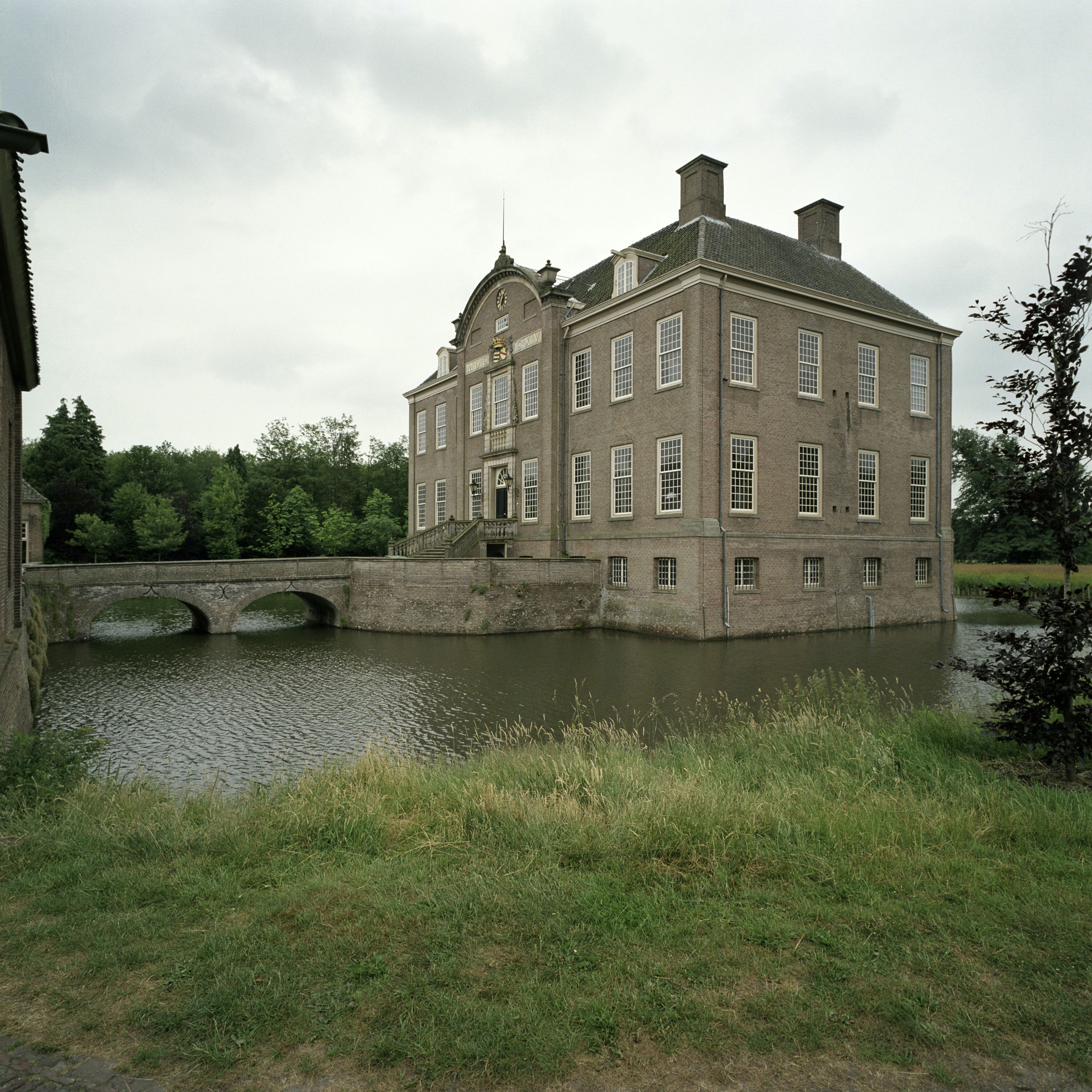
Wasserschloss Eerde

## Schloss Eerde und die Familie van Pallandt
Die ersten bekannten Aufzeichnungen stammen aus dem 13. Jahrhundert und erwähnen ein Haus Eerde, das im Jahr 1380 von dem Raubritter Evert van Essen in eine befestigte Burg umgewandelt wurde. Van Essen gab die Burg bald wieder auf, und in der Folgezeit wurde sie mehrmals belagert, geplündert und abgebrannt, aber immer auch wieder auf- und umgebaut. Im Jahre 1521 plünderten die Bewohner von Zwolle die Burg. Auch diese Plünderung wurde überwunden, und seit 1715 existiert das Schloss in seiner heutigen Form. Die Schlossanlage kam in den Besitz von August Leopold von Pallandt (1701–1779) aus einem weitverzweigten Adelsgeschlecht. Der Park wurde im englischen Landschaftsstil umgestaltet, und es wurde eine Orangerie gebaut.
Um 1900 kam das Haus in den Besitz von Rudolph Theodorus van Pallandt (geboren 1868), der 1913 kinderlos starb. Er hinterließ Schloss Eerde seinem entfernten Cousin Philip Dirk Baron van Pallandt (1889–1979). Im Jahr 1924 übergab dieser das Schloss und Gut dem indischen Philosophen Jiddu Krishnamurti, der es zu einem Zentrum des theosophischen Order of the Star in the East machte. In der Folge kamen Tausende von Menschen aus der ganzen Welt in Eerde zusammen, um hier Krishnamurti zu hören. Für diese jährlichen Treffen des „Sternenordens“ wurde in der Nähe des Schlosses eine große Anzahl von Holzbaracken für die Verwaltung, Küche, Sanitäranlagen und Lagerung errichtet, die später den Grundstock für das von den Nationalsozialisten eingerichtete Kamp Erika bildeten.
Im Jahre 1931 gab Krishnamurti, der sich 1929 vom „Sternenorden“ getrennt hatte, das von ihm offenbar schon länger nicht mehr genutzte Schloss Eerde an die van Pallandts zurück, während das Kampgelände noch bis 1939 für die Treffen des „Sternenordens“ genutzt wurde. Einige Details hierzu steuert der deutsch-amerikanische Historiker Hans A. Schmitt, ein ehemaliger Schüler der Quäkerschule Eerde, bei:

„Nach der Auflösung des Ordens im Jahre 1929 war das Schloß kurzzeitig ein Ferienhotel, aber als Kappers’ Suche begann, stand es leer. […] Pallandt hatte nach dem Ersten Weltkrieg mit Quäker-Helfern zusammengearbeitet, vor allem in Österreich; sein Freund Krishnamurti war im Friends House, wo er 1928 gesprochen hatte, nicht unbekannt; und schließlich war Pallandts Frau Absolventin der Odenwaldschule.“

Nach Feidel-Mertz war es jedoch nicht nur van Pallandts Ehefrau, die die Odenwaldschule besucht hatte, sondern auch sein Schwager und sein Stiefvater, und seine Mutter Edith, eine Engländerin, sei so kinderfreundlich gewesen, dass sie eine nach ihr benannte Stiftung gegründet habe, die eine Montessori-Schule betrieb. Dank dieser günstigen Voraussetzungen konnte der in dem Zitat von Hans A. Schmitt erwähnte Piet Ariëns Kappers Schloss Eerde 1934 – nach Prüfung von 90 anderen Objekten in den Niederlanden – zum Aufbau der Quäkerschule Eerde übernehmen.

## Vorgeschichte der Quäkerschule in Eerde
Der Aufbau der Schule auf Schloss Eerde entsprach nicht dem ursprünglichen Plan der deutschen Quäker, sondern war der politischen Entwicklung in Deutschland zu Beginn der 1930er Jahre geschuldet. Um das zu verstehen, ist ein Blick auf die Geschichte des deutschen Quäkertums hilfreich:
Die in Deutschland recht kleine Gemeinschaft der Quäker, die 1933 etwa 500 Mitglieder zählte, hatte sich Ende der 1920er Jahre dennoch dafür entschieden, eine eigene Schule zu gründen. Es sollte eine Schule für die eigenen Kinder werden, und Unterstützung erhielten die deutschen Quäker dabei von ihren britischen, amerikanischen und niederländischen Freunden. Hans A. Schmitt, der eine innere Verbindungslinie von der Ende des 18. Jahrhunderts von Ludwig Seebohm gegründeten ersten deutschen Quäkerschule zu den reformpädagogischen Ansätzen der Landerziehungsheime zieht, sieht die Motivation für eine solche Gründung in der den Quäkeridealen (competence, good sense, and service) zuwiderlaufenden deutschen Schulwirklichkeit:

„Die Quäker waren besorgt über die Diskrepanz zu ihren Prinzipien, wie sie sich im Geiste der deutschen öffentlichen Schulen manifestierte. Weder Brüderlichkeit noch Wahrhaftigkeit tauchten in den Klassenzimmern auf. Die Autorität hatte Vorrang vor dem ‚freundlichen Miteinander‘. Geschichtsbücher verherrlichten militärische Fähigkeiten und das alte politische System Deutschlands, im Gegensatz zu versöhnlicheren Ansätzen, die an englischen Schulen gelehrt wurden.“

1931 gründete die Deutsche Jahresversammlung, das Organisationsforum der Quäker, einen Ausschuss, der die Machbarkeit einer Schulgründung untersuchen sollte:

„Die Deutsche Jahresversammlung wählte einen Sonderausschuss, der über die Einrichtung einer Quäkerschule nachdachte, die Grund- und Sekundarunterricht, einschließlich akademischer und handwerklicher Ausbildung, anbieten sollte. Der Religionsunterricht sollte nicht-sektiererisch sein, aber auch das Bibelstudium und die Geschichte anderer Religionen einbeziehen. Ziel war eine Bildungsgemeinschaft, die eine "soziale Einheit bis zum untersten Küchenarbeiter" bildete. Die Ernsthaftigkeit der Bildungsplanung spiegelte sich in der Mitgliedschaft im Komitee wider, dem das Triumvirat des Berlin Centers - Hans Albrecht, Richard Cary und Corder Catchpool - sowie die aktivsten Bildungsreformer unter den deutschen Freunden, Wilhelm Hubben, Manfred Pollatz und Elisabeth Rotten angehörten.“

Der Bericht fiel positiv aus, und es begann sofort die Suche nach einem Standort, der für Tages- und Internatsschüler gleichermaßen geeignet sein sollte. Obwohl mit dem Verwaltungsgebäude der ehemaligen Saline Leopoldshall bald auch ein geeigneter Platz gefunden schien, verzögerte sich die Angelegenheit. Bedenken griffen um sich, dass das Vorhaben angesichts der zu geringen Schülerzahlen nicht zu realisieren bzw. den über ganz Deutschland verstreut lebenden Eltern ein einziger zentraler Schulstandort nicht zumutbar sei. Im Oktober 1932 setzte sich dann die Auffassung durch, dass die Schule nur zu verwirklichen sei, wenn sie „einen substantiellen Teil der Anmeldungen außerhalb Quäker-Kreisen finden“ könne. Und auch die finanzielle Unterstützung durch die amerikanischen und britischen Quäker wurde nun als unabdingbar erachtet.
Das Jahr 1933 warf dann alle weiteren Überlegungen über den Haufen. Nach der nationalsozialistischen Machtergreifung war schnell klar, dass eine Quäkerschule in der bisher diskutierten Form in Deutschland nicht mehr möglich sein würde. Der Glaube an die Notwendigkeit einer solchen Schule aber war ungebrochen, und hinzu kam, dass nun auch Arbeitsmöglichkeiten für Lehrer gefunden werden mussten, die durch die neuen politischen Verhältnisse ihre Existenzgrundlage verloren hatten.

„Ende 1933 verlagerte sich daher der Fokus. Eine kontinentale Quäkerschule, unabhängig vom Standort, könnte als Zufluchtsort für Kinder errichtet werden, denen die neue politische Ordnung den Zugang zu einer guten Bildung verwehrt. Lehrer in einer solchen Schule würden auf der Grundlage von Talent und nicht auf der Grundlage persönlicher Bedürfnisse rekrutiert werden.“

Sich dieser Herausforderung zu stellen, bedeutete eine fundamentale Abkehr von den alten Schulplänen und hatte weitreichende Konsequenzen: Eine von den Quäkern initiierte Schule für die Verfolgten wäre möglicherweise eine Quäkerschule, in der es weder Quäker als Lehrer noch Quäkerkinder geben könnte. Und, da daran festgehalten wurde, eine deutsche Schule aufzubauen, musste das in letzter Konsequenz auch eine deutsche Schule außerhalb Deutschlands vorsehen. Der ursprüngliche Zweck, Quäkerkinder vor einem feindlichen Bildungsumfeld zu beschützen, verlangte nun nach breiteren und komplexeren Lösungswegen. Und, da nach Hans A. Schmitt Quäker nie in erster Linie darum besorgt waren, vorrangig sich untereinander zu helfen, sondern denen, die am meisten Not litten, war das Ziel vorgegeben:

„Die neue Schule auf dem Kontinent sollte ein Zufluchtsort für begabte Kinder werden, deren Familien in Deutschland mit politischer Ächtung konfrontiert waren oder die im Begriff waren, eine neue Karriere aufzubauen.“

## Quäkerschule Eerde
Welche Gründe dafür ausschlaggebend waren, die Schule in den Niederlanden anzusiedeln, ist nicht dokumentiert. Während deutschen Emigranten in Dänemark die Nähe zu Deutschland bedrohlich erschien und sie von dort in neue Länder aufbrachen, so zum Beispiel Minna Specht mit den Nachfolgeeinrichtungen des Landerziehungsheims Walkemühle oder Max Bondy, dem es selbst in Les Rayons in der Schweiz noch zu gefährlich schien, war den verantwortlichen Quäkern die Nähe zu Deutschland 1933/1934 offenbar noch kein Problem. Es hilft deshalb auch nicht, wenn Claus Bernet im Rückblick feststellt: „Hätte man zu diesem Zeitpunkt den Einmarsch der deutschen Wehrmacht im Mai 1940 in Holland geahnt, hätte man einen Ort in der Schweiz gewählt.“ Allerdings: In Les Rayons existierte damals noch eine recht großzügig ausgestattete Quäkerschule, die von der englischen Quäkerin Emma Thomas geleitete International Fellowship School. Sie wurde 1936 aus finanziellen Gründen geschlossen und anschließend von Max und Gertrud Bondy übernommen.
Mit der Entscheidung für die Niederlande fiel dem oben schon erwähnten Piet Ariëns Kappers eine wichtige Rolle zu. Er war ein Kaffee-Importeur und Schreiber (ein offizielles Quäkeramt) des auch erst 1931 gegründeten „Dutch Yearly Meeting“ und verfügte über Kontakte ins niederländische Erziehungsministerium. Dadurch konnte er die Konditionen klären, zu denen eine Schule für ausländische Schüler machbar wa und ebenso die Konditionen für die Aufnahme niederländischer Schüler in eine solche Schule. Parallel dazu betrieb er die ebenfalls schon erwähnte Standortsuche und kam so nach etwa 90 geprüften Objekten auf Schloss Eerde und den Baron van Pallandt.

„Kappers wusste von dem früheren deutschen Schulprojekt und seiner intellektuellen Verbundenheit mit der deutschen Reform-Schulbewegung. Dieses Wissen trug dazu bei, dem noch jungen Unternehmen Form und Aufgabe zu geben. Er war ebenfalls mit britischen Quäkerschulen vertraut. Kappers blickte auch über die vom Nationalsozialismus verursachte aktuelle Notsituation hinaus und betrachtete die Schule in Eerde als festen Bestandteil eines noch nicht aufgebauten Netzwerks von kontinentalen Quäkerschulen, das die besten und neuesten Entwicklungen der europäischen Bildungsreform widerspiegelt.“

So präzise die Vorstellungen von Kappers waren, so erfolgreich seine Vorarbeiten für die Schulgründung: diese selbst stand noch im März 1934 auf der Kippe, weil sich mit dem Akt der Gründung unterschiedliche Interessen verbanden:

„Die deutschen Quäker hofften weiterhin vor allem darauf, dass die Schule eine dauerhafte Bindungen zwischen den jungen Vertriebenen und der heimischen Kultur, die sie zurücklassen mussten, herstellen und in einem angenehmerem Umfeld die Errungenschaften der deutschen Reformschulbewegung weiterführen würde. Die Niederländer zogen offenbar die Aussicht auf eine ausgewogenere internationale Quäkerschule vor, während Bertha Bracey in London, die die wichtigste Spendensammlerin für das Unternehmen war, ihre kontinentalen Partner daran erinnerte, dass die britische finanzielle Unterstützung bald ins Stocken geraten könnte, wenn die britischen Quäker ihre umfangreiche Internatserfahrung nicht aktiv in die Gestaltung der Schule einbringen könnten. Ihrer Ansicht wurde durch die Tatsache bekräftigt, dass von den rund zwölfhundert Pfund, die bis zur Eröffnung der Schule im April 1934 gesammelt worden waren, mehr als 80 Prozent aus britische Spenden stammten.“

Wie verfahren die Situation, war geht aus einem von Budde zitierten Dokument hervor, nach dem die zuvor erwähnte Bertha Bracey noch am 23. März 1934 dafür plädiert habe, das gesamte Schulprojekt aufzugeben und das eingeworbene Geld anderweitig für deutsche Flüchtlinge zu verwenden. Nur wenige Tage zuvor, am 16. März 1934, hatte Katharina Petersen ihre Zusage gegeben, die Schule zu leiten. Ihrer Berufung war ein nicht minder verworrener und von unterschiedlichen Interessen geleiteter Auswahlprozess vorausgegangen.

„Der Schulleiter sollte Quäker und pädagogisch qualifiziert sein. War er kein Quäker, konnte man annehmen, daß er prinzipiell auf Grund der Eignung schon über ‚Quäker-Eigenschaften‘ verfügte, die sich möglicherweise noch nicht artikuliert hatten. Das erwies sich als richtig, nicht nur die Schulleiterin wurde später aus Überzeugung Quäker. War der Schulleiter ein Mann, sollte ihm eine ‚in Ausbildung und Persönlichkeit gleichwertige Frau als Ergänzung (!) zur Seite gestellt werden, umgekehrt natürlich genauso‘.“

Angesprochen wurden vor dem Hintergrund dieses Anforderungsprofils Personen, die überwiegend reformpädagogische Ansätze in der schulischen Erziehung oder der Sozialpädagogik vertraten: Paul Geheeb, Elisabeth Rotten, Elisabeth Blochmann, Amalie Keller sowie der Pastor Wilhelm Mensching und der in der deutschen Quäkerorganisation sehr aktive Rudolf Schlosser. Sie alle sagten ab. Auf Vorschlag von Schlosser wurde dann Katharina Petersen angesprochen. Budde führt noch eine deutlich längere Liste von Namen an, die für die Schulleitung gewonnen werden sollten, und zitiert dann zu der getroffenen Entscheidung den Schreiber der „Deutschen Jahresversammlung“, Hans Albrecht, der in einem Brief an Katharina Petersen verdeutlicht, „dass es sich bei der Schule selbst wie bei der Mitarbeit um ein ‚Wagnis (adventure) im quäkerischen Sinne‘ handelt, weshalb wenigstens für das erste Jahr eine gegenseitige Lösung des Mitarbeiterverhältnisses innerhalb von vier Wochen jederzeit möglich sein soll, ja sogar im Interesses des Aufbaues nötig ist“.
Auch bei der Berufung des stellvertretenden Schulleiters spielten einige Unwägbarkeiten eine Rolle:

„Zum anderen wurde Kurt Neuse, dessen außergewöhnliche pädagogische Begabung Eerde schnell zu einer Schule von bemerkenswerter Qualität machte, vom Vorstand akzeptiert, ‚um es ganz ehrlich zu sagen, nur weil seine Frau Mitglied der englischen [sic] Jahresversammlung ist‘. Neuse hatte vor seiner Entlassung aus dem preußischen Schuldienst Latein und Griechisch unterrichtet, sollte aber in Eerde Englisch unterrichten. Die Gründer der Schule hatten nur die Zusicherung seiner Frau, dass er für diese Aufgabe qualifiziert sei. Rose Neuse, die die Buchhalterin und Sekretärin der Schule wurde, war die einzige britische Staatsbürgerin, und das Paar waren die einzigen Quäker unter dem Personal.“

### Aufbaujahre
Nach Hans Albrecht wurde in Eerde keine Schule „eröffnet“, sondern nach Quäkerart mit ersten Schritten einfach angefangen zu arbeiten. Erster Lehrer vor Ort war ab März 1934 Heinz Wild, der zugleich gelernter Gärtner war. Ihm folgten am 4. April die beiden ersten Schüler, die Zwillinge Bruno und Johannes Lüdecke. Sie fanden in Eerde leere Räume ohne jegliche Möblierung, die erste Nacht verbrachten sie auf dem Flur. Am 5. April traf Katharina Petersen ein, begleitet von der künftigen Hauswirtschaftleiterin Josepha Einstein aus Hamburg und der Küchenchefin Marie Kuck, die zuvor mit Rudolf Schlosser in der sächsischen Fürsorge- und Erziehungsanstalt in Bräunsdorf (Oberschöna) zusammengearbeitet hatte. Durch Josepha Einsteins zwei eigene Kinder verdoppelte sich die Schülerzahl.
Diese ersten Bewohner von Eerde mussten sofort mit dem beginnen, was weiterhin prägend für die Schule blieb: theoretischen Unterricht und praktische Arbeit miteinander zu verbinden, Verpflichtung zur praktischen Arbeit für alle, ob Lehrer oder Schüler. „Die erste Aufgabe dieser gemischten Truppe war die Reinigung des Hauses, das Bettenmachen, das Abladen von Mobiliar, und anzufangen im Garten zu arbeiten, wo die Gemüseernte zu einem wichtigen Teil des Schulhaushaltes wurde.“ Eduard Zuckmayer, der sich kurze Zeit später als Musiklehrer bewarb, hielt sich damit zurück, obwohl er aus einem Landerziehungsheim, der Schule am Meer, kam und von dort mit bestimmenden Notwendigkeiten und Zwängen hätte vertraut sein müssen. Doch er ging nachmittags bloß „mit hinaus in den seit fünf Jahren verwahrlosten Garten, sah bei der Arbeit zu und ließ uns abends den von ihm bei dieser Gelegenheit ersonnenen Kanon singen: ‚Kampf den Quecken, Kampf den Quecken, die so tief im Boden stecken; alle Quecken reißt die quicke Quäkerschule raus.‘“ Er wurde nicht eingestellt.
Am 7. April wurde erstmals eine Stunde zum Erlernen der niederländischen Sprache abgehalten. Für Katharina Petersen diente das einem doppelten Zweck: zum einen natürlich der Steigerung des sprachlichen Ausdruckvermögens, zum anderen aber auch, um in den chaotischen Anfangstagen „die Kinder gleich in eine geistige Zucht hinein“ zu bringen. Am 8. April wurde das Ritual zum ersten Mal zelebriert, das zur Quäkerschule fortan dazugehörte: die sonntägliche „stille Andacht im sogenannten Gobelinsaal“, zu der sich später „regelmäßig etwa zwei Drittel der Schüler und Lehrer einfanden, während andere in die umliegenden Kirchen gingen oder sich anderweitig beschäftigten“. On Sunday, April 8, the weary band held the first Quaker meeting in the castle’s great hall, where, surrounded by impressive Gobelin tapestries and portraits of wigged Pallandt ancestors, Piet Kappers invoked a God who knew no nations and no races, a fitting introit to a new life. Katharina Petersen kommentiert das in ihren Aufzeichnungen folgendermaßen: „Das kurze Gebet von Piet Kappers: ‚Vater, wir sind Deine Kinder. Du kennst keine Völker, Du kennst keine Rassen – alle Menschen sind Deine Kinder‘, wird uns allen, die wir aus der deutschen Not herauskommen, unvergeßlich bleiben.“
Für Schmitt sind die sonntäglichen stillen Andachten ein wichtiges Zeichen dafür, wie an dieser Quäkerschule mit der Religion umgegangen wurde.

„Obwohl Katharina Petersen sich bei ihrem ersten Besuch in Großbritannien nach ihrer Übernahme der Leitung gezwungen fühlte, den britischen Freunden zu versichern, dass Religion ein ‚wichtiges Thema‘ sei, war diese kein sichtbarer Teil des Lehrplans. Ohne jeglichen Druck triumphierte die Toleranz der Quäker jedoch, als die sonntäglichen stillen Gottesdienstveranstaltungen zu ‚einem wichtigen Bestandteil, vielleicht sogar dem Zentrum des Gemeinschaftslebens‘ wurden. Die Teilnahme war freiwillig, aber fast einhellig, während einige Lehrer und Schüler in den katholischen oder protestantischen Kirchen in Ommen beteten.“

In diesen frühen Tagen wurden auch bereits Festlegungen über die Gestaltung des Lehrplans getroffen. In der ersten Konferenz, am 11. April, wurde festgelegt, sich an der „Kursarbeit im Sinne der Odenwaldschule“ zu orientieren. Doch sollte dies pragmatisch geschehen, ohne theoretische Festlegung, um nicht in Abhängigkeiten zu geraten, die die „schöpferische Gestaltungskraft bedrohen“. Einen weiteren Orientierungspunkt sollte der Dalton-Plan nach Helen Parkhurst beisteuern. Dem möglichen Nachteil dieses Verfahrens, dem einseitig verbalisierenden Umgang mit Lerngegenständen, wurde durch dessen Verzahnung mit Elemente der Arbeitsschule begegnet: „Der Dalton-Plan, im Verein mit Arbeitsschulelementen, der Art des Zusammenlebens, dem ständigen Gespräch, den Auseinandersetzungen in der Gruppe und der ausführlichen Beschäftigung mit der Arbeit und musischen Inhalten beugt so der Einseitigkeit vor.“
1938 gab es an der Schule 15 Klassen, davon fünf deutsche, neun holländische und eine deutsch-englische. Neben dem Unterricht in den üblichen Schulfächern und der Hausaufgabenbetreuung waren praktische Arbeiten ein wichtiges Element im Schullalltag: Bettenmachen, Fegen, Tischdienst:

„Am beliebtesten war die Weberei. Da wurde später auch die Wolle der seit Januar 1936 selbstgezogenen Schafe verarbeitet, gesponnen und verwebt. Beliebt war auch sog. Kraftarbeit, Bauen neuer Wege oder Ausbessern alter, der Bau eines eigenen Schwimmbades mit Abflüssen, Wasserleitungen, Dusche (auch Mädchen nahmen daran teil). […] Von Beginn an sollte ein Gleichgewicht zwischen Praxis- und Wissensteilen hergestellt werden. […] Die Schüler sahen in ihren eigenen manuellen und musischen Fähigkeiten und Fertigkeiten, ihr Arbeitsvermögen und ihre Einstellung dazu als Ergänzung oder zum Teil als (erwünschten) Ersatz für intellektuelle. Oder sie konnten beide Aspekte als unterschiedliche Erscheinungsformen einer Sache erkennen. […] Diese Kombinationen von Unterricht und Arbeit waren nur in einer Heimschule ‚der kurzen Wege‘ möglich und bildeten die Voraussetzung für die Entstehung einer ‚pädagogischen Provinz‘, meint Katharina Petersen später.“

Gleichberechtigt zum theoretisch und praktisch orientierten Schulalltag stand der musikalisch-kulturelle Bereich:

„Die Aufführungen, die neben dem vom Stundenplan vorgeschriebenen Musikunterricht herliefen, bestimmten das kulturelle Gesicht der Schule: die Darbietung von Opern, Singspielen, Oratorien, Messen, die heiteren Abende kabarettistischer Art, die Weihestunden mit Gedichten und chorischen oder solistischen Musiken, ob sie an Wochenend-Nachmittagen oder zu Elterntagen stattfanden, zu Weihnachten um einen kerzenbesteckten Baum im Wald oder an warmen Sommerabenden draussen auf dem Gras vor einem der Pavillons – immer war man stolz auf das Privileg, an diesen festlichen Aktivitäten mitbeteiligt zu sein.“

Die Person, die für diese musikalisch-kulturelle Bildung verantwortlich war, woran schon Friedrich W. Buri keinen Zweifel ließ, war in erster Linie William (Billy) Hilsley:

„Jeden Montagmorgen versammelten sich alle Schüler von vierzehn und älter im Musikzimmer zu Billys musikwissenschaftlichen Darbietungen. Hier haben wir eine bisher unbekannte Fremdsprache gelernt: Musik. […] Sich seiner Sache sicher, war unser Musiklehrer kein Drillmeister. Aber er hatte eine Botschaft zu übermitteln; er hatte einen Unterrichtsplan, von dem er nie abwich. Was er uns tatsächlich gelehrt hat, war natürlich die Geschichte der deutschen Musik, plus Chopin. Wir kamen ganz unschuldig von den Italienern, Russen (außer Strawinsky), Tschechen, Nordeuropäern und den Franzosen her, sowohl von den Romantikern als auch den Impressionisten. Aber das, was fehlte, war beträchtlich und aufregend genug. Wir lernten das Vokabular von Bach, Händel, Gluck, Haydn, Mozart, Beethoven und den deutschen Romantikern, darunter Wagner. […] Konservativ wie er war, sowohl als Klassizist als auch als deutscher Kulturchauvinist, fand er an der modernen Musik wenig zu loben. Aber er hat uns angehalten, drei Zeitgenossen im Auge zu behalten, die die Maßstäbe, nach denen er urteilte, wunderbar bestätigten: Strawinsky, Béla Bartók […] und Kurt Weill […]. Billy hat uns nicht alles gelehrt, aber er hat uns sehr gut gelehrt.“

Die Bedeutung Hilsleys für diese musisch-kulturelle Bildung belegen eindringlich die Briefe und Tagebuchaufzeichnungen von Enzio Meyer-Borchert, der im Herbst 1940 in Eerde sein Examen ablegte. Er schreibt mit Begeisterung über den Musikunterricht, Aufführungen in der Schule und für Gäste oder über Begegnungen mit unterschiedlichen Künstlern. Dabei betont er immer wieder das Engagement einzelner Lehrer, die für diese Tradition in Eerde besonders prägend waren: Neben William Hilsley dessen Freund Friedrich W. Buri und Max Adolph Warburg. Buri selber beschreibt das Wirken Hilsleys („Cyril“) folgendermaßen:

„Cyril kam mir vor wie der ungekrönte König des Schlosses. Obgleich er in seinem Kellerverlies nicht viel geräumiger hauste, als ich in der Dachkammer, liefen in seiner Klause alle Fäden der Parzen zusammen. Hier plante und entwarf er die ernsten Feuerstunden und heiteren Feste, die nicht nur für die Erwachsenen und Schüler die festen Höhepunkte bildeten, nach denen sich die fliehende Zeit gliederte; auch für Besucher von draussen bestimmte sich das Gesicht der Schlossgemeinschaft durch Cyrils Tätigkeiten.“

War die musikalisch-kulturelle Bildung eher eine Rückbesinnung auf die deutsche Kultur, so bot die Schule aber auch handfeste Möglichkeiten, sich auf das Leben in einer anderen Kultur vorzubereiten. Den Schülern stand eine Option offen, die gerade für die Emigrantenkinder von besonderer Bedeutung gewesen sein dürfte: Sie konnten in Eerde das „Oxford School Certificate“ und später das „General Certificate of Education (GCE)“ erwerben, das ein Studium in Großbritannien ermöglichte.

#### Abschied von Katharina Petersen
Katharina Petersen kehrte exakt vier Jahre nach der Schulgründung, im März 1938, und nach allseits bestätigter guter Arbeit nach Deutschland zurück. Die Gründe hierfür sind unklar. Dühlmeier spricht von gesundheitlichen Gründen, ohne dies zu belegen. Seine These wird allerdings gestützt durch Katharina Petersen selbst. Im März 1938 schreibt sie auf der ersten Seite der Eerder Berichtsblätter:

„Liebe Eerder, wenn diesmal die Berichtsblätter herauskommen, dann gehöre ich zu dem Kreis der Alt-Eerder, die darauf warten, zu hören, was inzwischen alles im alten Haus passiert ist. Ich habe einige Monate ausspannen müssen für eine Kur und muß auch wieder für längere Zeit nach D. zurück. Da fand ich es untragbar, dass die Schule so lange Zeit noch warten sollte auf jemand, der vielleicht in 10-12 Monaten wieder tätig sein könnte und habe mich entschlossen, von der Leitung zurückzutreten. Aber was ich gerne möchte, das ist später wiederkommen, jedes Jahr einige Monate, und Stunden geben. Fast 3 Wochen bin ich jetzt, der März geht zuende, hier gewesen und habe mit großer Freude am Leben hier teilgenommen. Gewiss, wir haben immer noch nicht lauter Engel im Haus, (möchte ich auch gar nicht) aber an einer Schar froher, gesunder und im Großen und Ganzen auch lerneifriger Kinder, kann man sich schon freun. Was an Nachrichten von draußen hier einläuft, zeigt auch, dass ihr es an vielen Stellen nicht leicht habt, aber dass ihr euch durchbeißt. Ich kann auch allen nur noch einmal wieder sagen, was ich hier am vorigen Sonntag in der Andacht aussprach: Möchtet ihr alle es ganz tief fühlen, dass hier durch dieses Haus hindurchgegangen zu sein heißt, eine Verpflichtung zu haben. Wir wünschen nicht, dass ihr an Eerde hängt in sentimentaler Erinnerung, dass ihr es später empfindet, wenn das Leben schwer wird, wie ein verlorenes Paradies, und dass diese Erinnerung euch etwa anspruchsvoll macht gegenüber dem neuen und anderen das in euer Leben kommt. Nein, Eerde treu sein heißt, alles, was man hier versucht hat mit Euch zu leben und Euch zu lehren, wieder umsetzen in Wirkung und Kraft, heißt zu leben und Euch zu lehren, wieder umsetzen in Wirkung und Kraft, heißt alles, was ihr hier in euch aufnehmen durftet, wieder ausstrahlen wollen. Ich grüße euch alle von Herzen. Glückauf! Eure K. P.“

Hegner dagegen behauptet, Katharina Petersen sei „von den deutschen Behörden zur Aufgabe ihres Amtes gezwungen“ worden, was er aber ebenfalls nicht belegt. Am plausibelsten scheint die Vermutung von Budde zu sein, der Petersens Schritt in Verbindung mit ihrer 1933 erfolgten Beurlaubung aus dem preußischen Staatsdienst bringt:

„Abrupt erscheint Katharina Petersens Weggang aus Eerde 1938, offenbar begründet im Ablaufen ihrer zeitweisen Beurlaubung. Ihre Haushälterin Emmi Meyer, die insgesamt 34 Jahre bei ihr war, erhält im Frühjahr 1938 die Aufforderung aus Deutschland, sich trotz ihrer Aufenthalts- und Arbeitserlaubnis für Holland bei den deutschen Behörden zu melden. Sie empfand das als Aufforderung zur Rückkehr, da sie sonst ihren Paß abliefern sollte. Ähnlich sieht sie Frau Petersens Position – nur daß diese keine Aufforderung erhielt, sondern Eerde im März 1938 ohne heute berichtbaren äußeren Anlaß verließ. Niemand der bisherigen zahlreichen Gesprächspartner kann genauere, konkrete Angaben darüber machen. […] Kahtharina Petersen hatte zu der Zeit – laut Frau Meyer – noch keine festen Vorstellungen über eine neue Tätigkeit. Während Emmi, damals 32 Jahre alt, nach Hamburg zu ihrer Familie zurückging, blieb Katharina Petersen eine Zeitlang bei ihrer Schwester Lene in Lünen. Dann erst ging sie nach Hamburg.“

Buddes Vermutungen über Katharina Petersens Rückkehrgründe nach Deutschland – das Ende der Beurlaubung und der möglicherweise drohende Verlust von Pensionsansprüchen – beschreibt der deutsch-amerikanische Historiker Hans A. Schmitt als Fakt – allerdings ohne dies zu belegen: „Die Nazis machten ihre Rente von einer Rückkehr nach Deutschland abhängig, und da sie keine andere Einnahmequelle hatte, war sie gezwungen, sich an die Vorschriften zu halten.“ Allerdings: In einem früheren Buch hatte Schmitt auch schon einmal eine ganz andere Version geliefert: „Ich habe bereits die Chefin der Schule erwähnt, Katharina Petersen, eine tatkräftige humanitäre Person, die aus Schleswig-Holstein stammte. Sie hatte Deutschland angewidert verlassen, um den Verfolgten behilflich zu sein, aber in den späten dreißiger Jahren zwang sie der Druck eines Bruders, dessen zivile Karriere ihr demonstratives Exil gefährdete, aufzugeben und nach Hause zurückzukehren.“
Was immer die Gründe für Petersens Rückkehr nach Deutschland gewesen sein mögen: Nach Budde gibt es keine Hinweise darauf, dass sie sich danach um eine Wiedereinstellung in den staatlichen Schuldienst bemüht habe. Sie arbeitete zunächst an der christlich geprägten Hamburger Elise-Averdieck-Schule, wurde ausgebombt und zog nach Berlin. Dort wurde sie Privatlehrerin für den Sohn eines Rechtsanwaltes und dessen Freund und betreute die beiden Jungen in den Wirren der letzten Kriegsjahre. Nach mehreren Stationen – von Berlin in die Nähe von Breslau und wieder zurück, dann nach Hamburg – landete Petersen schließlich in Hannover.
In den schon zitierten Eerder Berichtsblättern kommentiert die Redaktion Katharina Petersens Abschiedsbrief folgendermaßen:

„Gong und Glocke riefen an einem warmen Frühlingstag alle Eerder auf die Schloßbrücke zusammen, um von K. P. Abschied zu nehmen Als das Auto unseren Blicken entschwunden war, verstummte jäh die große Schaar der Zurückbleibenden. Dieses Schweigen einer sonst so fröhlichen Jugend drückte inniger als große Worte die tiefe unseres Abschiedsschmerzes aus.“

#### Landbauschule
Nur wenige Hinweise finden sich über eine weitere Einrichtung in Eerde, auf die in einer Anmerkung zu Klaus Seckels Tagebüchern hingewiesen wird: „Die Quäkerschule hatte mit amerikanischer Hilfe im Jahre 1939 einen Bauernhof in der Nähe gemietet um dort eine Landbauschule zu errichten. In dieser Schule konnten junge Menschen aus Deutschland eine gründliche landwirtschaftliche Ausbildung erhalten. Diese Schule erwies sich in späteren Jahren als eine ideale und vollkommen sichere Stätte für solche Jungen, die als Studenten Gefahr liefen, als Fremdarbeiter nach Deutschland eingezogen zu werden.“ Etwas ausführlicher stellt Hans A. Schmitt diesen agricultural annex von Eerde dar:

„Es begann bescheiden mit der Anmietung von weiteren hundert Hektar Land von Philip van Pallandt, zusammen mit einem Antrag an die niederländische Regierung - die zunehmend entschlossen war, den Zustrom deutscher Flüchtlinge einzudämmen -, die Aufnahme von fünfzehn jungen Exilanten zu ermöglichen, die eine zweijährige Ausbildung erhalten sollten, bevor sie in andere Länder ziehen. Einer der Beauftragten des AFSC, Robert Balderston, bot der Schule Mittel an, um den Bau eines Wohnheims für zwanzig Schüler zu finanzieren, und versprach gleichzeitig, Absolventenplätze auf australischen, neuseeländischen und nordamerikanischen Farmen zu finden. Ein zertifizierter niederländischer Landwirtschaftslehrer übernahm diese Aufgabe, und als Eerde den fünften Jahrestag seiner Gründung feierte, war diese Erweiterung zu einer gelungenen Tatsache geworden und ergänzte den Leistungskatalog der Quäkerschule.“

Dieses Projekt Landbauschule erinnert ein wenig an das in Südfrankreich ebenfalls von Quäkern initiierte Projekt La Coûme, wo junge deutsche Flüchtlinge zu Landwirten ausgebildet werden sollten. Dieser Ansatz ist dort allerdings gescheitert. Schmitt stellt die landwirtschaftliche Ausbildungsstätte Eerde dagegen eher in die Tradition von Groß Breesen, einem nicht-zionistischen Ausbildungsgut für junge deutsche Juden und Jüdinnen.

#### Per Kindertransport nach Eerde
Im Rahmen der Kindertransporte verließen am 5. Januar 1939 zwei Gruppen von jüdischen Kindern Frankfurt am Main. Eine größere Gruppe reiste auf Vermittlung von Martha Wertheimer in die Schweiz. Eine weitere Gruppe, 11 Kinder, reiste in die entgegengesetzte Richtung ab. Für sie hatten die Frankfurter Quäker Plätze in Eerde organisiert.
Am 12. Januar 1939 wurden von der Quäkerschule Eerde 25 neue Schülerinnen und Schüler bei der Gemeinde Ommen angemeldet, darunter auch die elf Kinder, die am 5. Januar 1939 aus Frankfurt abgereist waren.
Zu den Kindern, die auf diese Weise nach Eerde kamen, gehörten auch die Brüder Thomas (* 1925) und Gerhard (* 1930) Leo. Ihre Eltern waren der bereits nach Venezuela emigrierte Romanist Ulrich Leo und dessen Frau Helene. Die beiden Jungen blieben nur kurz an der Schule und reisten im August 1939 zusammen mit ihrer Mutter nach Venezuela weiter. Andere aus dieser Gruppe folgten noch vor dem Ausbruch des Zweiten Weltkriegs ihren Eltern oder Verwandten nach England oder wurden dort durch den Kriegsausbruch überrascht und an der Rückkehr nach Holland gehindert. Zu dieser Gruppe zählen die Schwestern Gisela und Alix Dorothea Feist (* 13. Mai 1927), Michael Rossmann (siehe unten), Hilde Oppenheimer (siehe Rosemarie Oppenheimer), Anne Isaac (siehe Hermann Isaac) oder Peter Miodownik.

### Zeit der deutschen Besatzung
Nach Katharina Petersens Rückkehr nach Deutschland 1938 war ihr bisheriger Stellvertreter, Kurt Neuse, kommissarischer Schulleiter geworden. Ihm sei es nach Max Warburg vor allem zu verdanken, dass sich die Schule ihre Identität bewahrt habe.
Doch die Gefahr kam von außen. Der Kriegsausbruch 1939 führte dazu, dass sich die Schülerzahl reduzierte. Hauptgrund hierfür war, dass englische Kinder nicht mehr aus den Ferien nach Eerde zurückkehrten. Dass die Schule in dieser Situation möglicherweise nicht durchweg glücklich agierte, ergibt sich aus Claus Victor Bocks Darstellung. Der befand sich bei Kriegsausbruch auch zu einem Ferienaufenthalt in England. Ein Telegramm seiner Eltern, mit dem er zum Verbleiben in England veranlasst werden sollte, verspätete sich. Stattdessen traf ein Telegramm der Schule bei seinen Gasteltern ein, in dem seine Rückkehr nach den Niederlanden verlangt wurde. Gegen den Willen seiner Eltern landete er somit wieder in Eerde. Auch Hans A. Schmitt konstatiert, dass die Schule keine Evakuierungspläne hatte und schlecht auf eine mögliche deutsche Invasion vorbereitet war. Dass der Schülerexodus im Spätsommer 1939 gleichwohl nicht drastischer ausgefallen sei, führt er auf Neuses Überredungskunst zurück, teilweise auch auf Schüler, die sich dem Rückkehrwunsch ihrer Eltern widersetzten. 11 Schüler hatten demnach Ende 1939 die Schule verlassen, 8 waren neu hinzugekommen, der Schülerzahl insgesamt lag bei 85. Unverständlich ist allerdings, dass der Historiker Schmitt auch Jahre später noch die Bedenken vieler Eltern, ihre Kinder nach dem deutschen Überfall auf Polen weiter in Eerde zu belassen, als verfrüht ansah, weil im Herbst 1939 schlimme Folgen für Eerde noch nicht zu befürchten gewesen seien: „Solche verständliche Sorge erwies sich, einmal mehr, als verfrüht, denn es sollte noch länger dauern, bis der Krieg und seine Folgen Eerde erreichten.“
Am 10. Mai 1940 erfolgte die Besetzung der Niederlande durch die deutschen Truppen. Doch für die Schule änderte sich, bemerkenswerterweise, erst einmal wenig. Es gab finanzielle Engpässe, die zur Halbierung des Taschengeldes für die Mitarbeiter führten, doch der Schulbetrieb ging weiter, die Prüfungen für das „Oxford School Certificate“ wurden abgehalten. Sichtbarster Einschnitt war zunächst die Verhaftung des britischen Staatsbürger William Hilsley am 25. Juli 1940 und das Untertauchen von Friedrich W. Buri im September. An Weihnachten 1940/1941 mussten 30 Kinder die Ferien in Eerde verbringen, weil sie kein Zuhause mehr hatten beziehungsweise dies nicht mehr aufsuchen konnten. Hilsleys Internierung beeinträchtigte das musikalisch-kulturelle Leben an der Schule stark, weshalb auch der 7. Geburtstag der Schule am 4. April 1941 nur mit einem reduzierten Programm gefeiert werden konnte.
Am 13. Juni 1941 begann in der unmittelbaren Nachbarschaft von Schloss Eerde offiziell die Einrichtung des Straf- und Arbeitslagers Erika, was in der Schule nicht verborgen blieb, wie eine Bemerkung von Claus Victor Bock zeigt. Das Lager war dem Durchgangslager Amersfoort eng verbunden und wurde zur Internierung der Niederländer benutzt, die zur Zwangsarbeit herangezogen werden sollten. Auch dem dreizehnjährigen Klaus Seckel blieb das Lager nicht verborgen: „Wo früher das Sterkamp war ist jetzt ein Niederländisches SS-Lager namens Erika.“

#### Segregation und Flucht

##### Verweigerte Flucht
Im Mai 1940, als die deutsche Armee in die Niederlande einmarschierte, gab es noch fast zwanzig jüdische Kinder an der Schule. Als die Registrierung der Juden befohlen wurde, lebten in Ommen 54 Juden, davon 21 in der Quäker-Schule: die Lehrer Elisabeth Schmitt, Otto Reckendorf und Heinz Wild und insgesamt 18 jüdische Schülerinnen und Schüler. Mit dem Beginn des Schuljahres 1941/1942 wurde es der Schule untersagt, neue Schüler aufzunehmen. Am 1. September 1941 kam dann das, was Hans A. Schmitt als the heaviest blow bezeichnete: 18 remaining Jewish children were segregated in House ‚De Esch‘ under the tutelage on a Jewish teacher, Elisabeth Schmitt.
Klaus Seckel, der, obwohl protestantisch getauft, aufgrund seiner jüdischen Abstammung auch zu den Kindern gehörte, die aus dem Schloss ausziehen mussten, erfuhr am 30. August 1941 erstmals von diesen Plänen, die einigen seiner Kameraden aber schon bekannt waren: „Nach dem Abendbrot, ungefähr um 10 Uhr sagte mir Ernst B., das Arier nicht mehr Nichtarier unterrichten dürften. Ich wollte es erst gar nicht glauben, und machte mir noch nicht klar, was das für Eerde bedeutete. Als ich dann in die Turnhalle ging wo Harald und Peter auf dem Klavier klimperten und es ihnen erzählte wollten sie es nicht glauben. Ich ging erst sehr spät in Bett. Am nächsten Tag sollte ich nach Zeist fahren, also die letzte Nacht vor der Fahrt in meinem Zimmer. War es die letzte Nacht auch im Flügel?“ Am 7. September 1941 kehrte Klaus Seckel aus seinem Ferienaufenthalt in Zeist zurück nach Eerde, wo ihn zunächst seine Freunde mit der neuen Situation vertraut machten.

„Nach dem Essen treffe ich Rudolf und Ernst, sie sagen mir wie alles geregelt ist. Wir kommen auf die Esch und werden dort Unterricht haben, und dürfen nur wenn es ganz unbedingt nötig ist und wenn man bei einem Lehrer eingeladen ist rüberkommen. Sie dürfen wohl auf die Esch kommen. Frau Sch[mitt]. wird die Leiterin dieses Heimes sein.
Plötzlich rief mich Herr W[ild]. und ich ging mit ihm zusammen in den Garten. Er sagte mir, was Rudolf und Ernst auch schon gesagt hatten und das wir drüben sehr sparsam sein müssten wegen der Finanzien. Er zeigte mir die Blumen in Töpfen welche ich mit rüber nehmen sollte. Ich packte dann gleich meine Sachen, Harald half mir dabei. […] Bald war dann Abendbrot, es war die letzte richtige Mahlzeit im Schloss, denn ab morgen assen wir drüben.
Um 8 Uhr war Versammlung bei Frau Sch[mitt].. Von allen die in der Esch wohnen 16 Kinder und 3 Lehrer. Frau Sch. erwähnte immer wieder, dass das ganze hier eine grosse Vertrauenssache ist. Sie sagte auch, wenn jemand irgendwo mit nicht einverstanden wäre oder einen Vorschlag hatte solle er es ruhig bei den Mahlzeiten sagen. Wir essen im grossen zimmer. Dort stehen auch die Blumentöpfe, welche ich immer begiessen werde. Am Ende wurden noch die Küchengruppen genannt, die den Tisch decken u.s.w. Alles warme Essen wird von drüben geholt. (Im roten Wagen ist so ein Holzgestell für die Eimer gemacht). Thomas holt das Essen. Alles andere wird hier gemacht werden. Damit war die Versammlung zu Ende.“

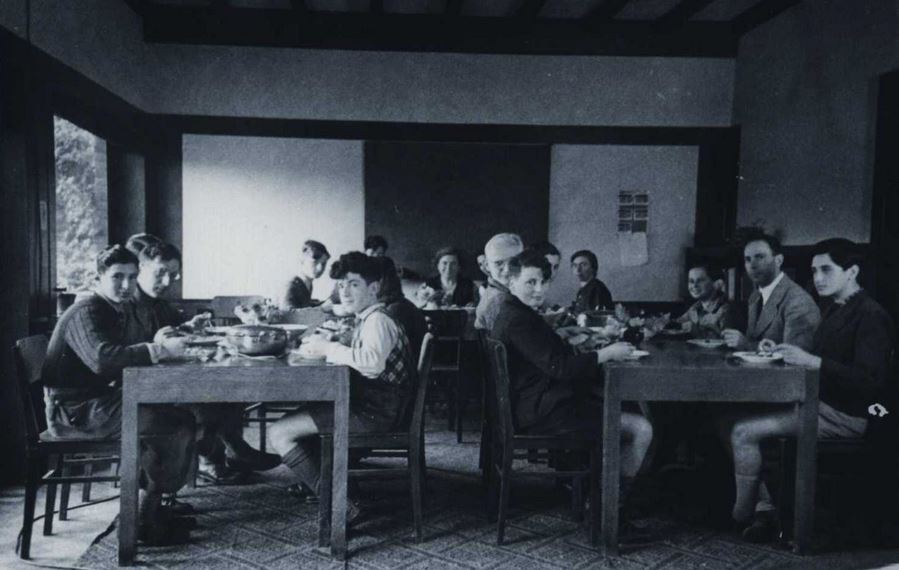
Die separierten jüdischen Kinder im Speisesaal von Haus De Esch. Bei den beiden Erwachsenen könnte es sich um Elisabeth Schmitt und Heinz Wild handeln.

Die Segregation der jüdischen Schüler, ihre Umsiedlung in das Haus „De Esch“, war eine höchst umstrittene Entscheidung der Schulleitung und des Quäker-Boards. Noch relativ zurückhaltend wird sie in der Erstausgabe von 1961 in einem Zwischentext zu den Tagebüchern des Klaus Seckel thematisiert:

„Die Schulleitung hatte nämlich nach langer Beratung dahin entschieden, sich den deutschen Maßnahmen zu fügen und in einer Trennung die Versorgung beider Schulen zu sichern, wobei die Einkünfte der ‚arischen‘ Schule auch die der ‚nicht-arischen‘ Schule deckten. Die Mahlzeiten wurden weiter im Schloss zubereitet. Für die Quäkerleitung der Schule war das kein leichter Entschluss, man verliess den Weg der christlichen Überzeugung und begab sich auf den schlüpfrigen Pfad der Unwahrheit, weil man zum Schutze der Kinder oft falsche Erklärungen abgeben musste.“

Deutlicher dagegen sind die Vorwürfe bei Claus Victor Bock formuliert:

„Die holländischen Quäker meinten zunächst, sich mit den Besatzern arrangieren zu können. Als Wolfgang [Frommel] in einer Unterredung darauf drang, die deutsch-jüdischen Kinder wegzunehmen und auf holländische Familien zu verteilen, verbat der Vorsitzende des Schulkuratoriums sich erregt jegliche Einmischung: Illegales schicke sich nicht für Christen, die auf Gottes Leitung vertrauten. Das Lehrerkollegium war (begreiflicherweise) hochgradig nervös. Wenn eines der Kinder die Flucht ergriff, würde das nicht unweigerlich die anderen gefährden? Eine Lehrerin, die Wolfgang anfangs ins Vertrauen gezogen hatte, drohte ihm jetzt mit der Polizei. Aber als es dann wirklich ernst wurde, stellte sich heraus, dass jeder Lehrer längst seine Vorkehrungen getroffen hatte. Die Kinder wurden verschleppt, die Lehrer überlebten.“

Aus heutiger Sicht geradezu geschichtsklitternd ist das, was Heinz Wild – damals unwidersprochen von den beiden Mit-Herausgebern des Tagebuchs von Klaus Seckel, Werner Hermans (der ehemalig Schulleiter) und M. R. Bonnermann – in seiner Vorbemerkung zum Abschnitt 7 schreibt:

„Sowohl von der Schulleitung als von Freunden wurden ernsthafte Versuche unternommen, die ganze Gruppe mit falschen Papieren unterzubringen und dem Zugriff der deutschen Autoritäten zu entziehen. Dieser Versuch scheiterte aber an der Weigerung der Kinder. Diese hatten bis zuletzt ein unerschütterliches Vertrauen in den Schutz der Quäker, und sie fürchteten, dass ihnen bei einer Entdeckung schwerste Strafen drohten. Sie konnten nicht begreifen, dass jeder Versuch zur Flucht besser war als das unentrinnbare Schicksal im Osten.“

Auch wenn Wild hier zunächst existierende Evakuierungspläne bestätigt, stellt er aber mit seiner weiteren Argumentation die Verhältnisse auf den Kopf und erklärt die Kinder zu den Schuldigen ihrer eigenen Vernichtung – wider besseres Wissen. Im Exilarchiv in Frankfurt am Main gibt es das Transkript eines Gesprächs mit Werner Hermans vom 28. März 1980. Darin berichtet er von einer Abendbesprechung kurz vor der Deportation der jüdischen Schüler. Es habe einen Plan gegeben, sie bei Hellendoorn untertauchen zu lassen. Auch Papiere seien bereits vorbereitet gewesen. Dieser Plan sei am heftigen Widerspruch von Elisabeth Schmitt gescheitert. Sie hätte die Kinder überredet, sich nicht verstecken zu lassen. Ihre Position sei es gewesen, dass den Behörden gegenüber ehrlich gehandelt werden müsse und sie alle außerdem unter dem Schutz der Quäker stünden. Hermans sah das 1980 im Kontext einer grundsätzlichen Quäkerposition: immer die Wahrheit zu sagen, auch wenn es zum eigenen Nachteil gereiche, und er zitierte aus einem Gespräch mit Kappers, der damals verlangt habe, die deutschen Gesetze zu hundert Prozent zu erfüllen. Darauf verweist auch Hans A. Schmitt, wenn er die lange nach dem Krieg noch fortdauernden Diskussionen innerhalb der Quäker anspricht. Im Anschluss an eine Aussage von Kappers Frau Luise, die insistiert, dass sie und ihr Mann während der deutschen Besetzung immer ehrlich und aufrichtig gehandelt hätten, schreibt er:

„Wie man ‚ehrlich und aufrichtig‘ bleiben konnte, blieb als Streitpunkt unter den niederländischen Quäkern auch lange nach dem Krieg bestehen, und die Besetzung hatte aufgehört, Gegenstand täglicher Überlegungen und Beratungen zu sein. Die Gruppe war weiterhin gespalten zwischen denen, die der Meinung waren, dass ein Quäker immer die Wahrheit sagen müsse – eine Position, die durch Piet Kappers Umgang mit den Besatzungsbehörden veranschaulicht wird – und denen, die glaubten, insbesondere im Umgang mit Nazis, dass ein Kompromiss im Umgang mit der Wahrheit gemacht werden könnte, wenn die Wahrheit Leben kosten könnte.“

Man muss also davon ausgehen, dass es sehr wohl fundierte Überlegungen und Planungen zum Untertauchen der jüdischen Schülerinnen und Schüler gegeben hat, dass diese Rettungsversuche aber allesamt an der starren Haltung einiger Personen scheiterten. Und dass Elisabeth Schmitt aus heutiger Sicht eine große Mitverantwortung für den Tod der vierzehn jüdischen Schüler von Eerde hat, ist nach der Quellenlage kaum zu leugnen:

„Die verantwortliche Lehrerin von De Esch, Elisabeth Schmitt, die so bedingungslos an Kappers’ Urteil glaubte, wie Kappers seinem deutschen Kontakt vertraute, überzeugte ihre Jugendlichen, dass eine Flucht in den Untergrund sowohl für die Flüchtenden als auch für den Rest beider Schulgemeinden riskant sei, da sie jeden deutschen Vergeltungsmaßnahmen aussetzen würde. Diskussionen über das Thema im Schloss führten zu dem gleichen Ergebnis. Am Ende hatten die Skeptiker natürlich Recht.“

Verkehrt wäre es dennoch, Elisabeth Schmitt zur alleine Schuldigen zu erklären, wie es etwa Wolfgang Cordan nahelegt. Verantwortlich für die Auslieferung der Kinder an die Nationalsozialisten war das legalistische Verhalten der leitenden Quäkerfunktionäre (Piet Kappers), dem sie sich kompromisslos unterordnete, und ein zum Teil absurdes unpolitisches Verhalten seitens einiger Lehrkräfte. Peter Budde verdeutlicht das am Beispiel von Heinz Wild, den er schon in der Zeit von Katharina Petersen als Schulleiterin als einen Protagonisten eines „häufig verkrampft wirkende[n] ‚Unpolitisch-sein-Wollen[s]‘ charakterisiert“. Wie naiv und gefährlich zugleich ein unpolitisches Verhalten werden kann – die eigene Vernichtung quasi schicksalergeben hinnehmend –, zeigt die folgende Episode:

„Laura [van Honk], eine resolute Quäkerin, trifft Lehrer Wild mit Judenstern am Anzug, bereit zum Abtransport auf dem Bahnsteig. ‚Du kommst mit mir!‘ Sie zieht ihn in die Toilette, trennt den – zwingend vorgeschriebenen – Stern ab und versteckt den Lehrer für ein halbes Jahr in einem Verschlag in ihrer Wohnung – und lacht, als sie von seiner Angst erzählt: Sie wäre fast eher als er ins Lager gegangen, hätte man ihn erwischt.“

Heinz Wild blieb vorübergehend bei Laura van Honk in Hilversum und bekam dann Papiere, die ihn als „Halbarier“ klassifizierten und schützten, denn „Halbjuden“ mussten in Holland nicht den gelben Stern tragen.
Am 29. September 1994 wurde Laura van den Hoek van Honk Ostende von der Gedenkstätte Yad Vashem als „Gerechte unter den Völkern“ geehrt. Diese Auszeichnung wurde ihr auch für die Rettung von Heinz Wild zuteil – aber auch für die Rettung vieler anderer Menschen:

“Laura was a devout Dutch Quaker who had originally been made aware of the plight of the Jews at a Quaker convention in Germany in 1937. Laura, although single and self-supporting, decided to help rescue Jews. She was simply disgusted by the wholesale deportation of the Dutch population. Laura’s means were limited and she lived in a rented room in Amsterdam. However, she also owned a small weekend cottage in Putten, Gelderland, where she agreed to accommodate a couple who were engaged. Throughout their six-months in hiding in the cottage, the strictly Calvinist Dutch Reformed neighbors cared for the fugitives. Later on in the war, a half-Jewish teacher at the Quaker school in Ommen, Overijssel, needed a place to hide. Through a Quaker friend in the underground, Laura found a safe address in Hilversum, North Holland. Laura rented the apartment in her name, lived there for the entire six months that the teacher was in hiding in order not to give her away, and commuted daily to work in Amsterdam. Laura’s connections in the Quakers led her to some ‚good‘ German officials who were willing to help in her efforts. They provided her with a big house at 463 Prinsengracht, which had belonged to a Jewish family. She actually used the property to hide people, including the Blumenstein-Jolles, Paul Fischer, a German Quaker who had thrown his gun away in a protest against the Nazi atrocities, and several others. Throughout this time, in the neighborhood, Laura was considered pro-German, and storekeepers refused to serve her. Consequently, she ventured far afield in order to acquire food for the fugitives whom she sheltered until the end of the war.”

„Laura war eine fromme niederländische Quäkerin, die ursprünglich 1937 auf einer Quäkertagung in Deutschland auf die Notlage der Juden aufmerksam gemacht worden war. Laura, obwohl Single und selbstversorgend, entschied sich, Juden zu retten. Sie war einfach nur angewidert von der Großdeportation der niederländischen Bevölkerung. Lauras Mittel waren begrenzt und sie lebte in einem gemieteten Raum in Amsterdam. Sie besaß jedoch auch ein kleines Wochenendhaus in Putten, Gelderland, in das sie sich bereit erklärte, ein Paar aufzunehmen, das verlobt war. Während deren sechsmonatiger Unterbringung in dem Häuschen kümmerten sich die streng kalvinistisch-niederländisch reformierten Nachbarn um die Flüchtlinge. Später im Krieg brauchte ein halbjüdischer Lehrer an der Quäkerschule in Ommen, Overijssel, ein Versteck. Durch einen Quäkerfreund aus dem Untergrund fand Laura eine sichere Adresse in Hilversum, Nordholland. Laura mietete die Wohnung in ihrem Namen, lebte dort während der gesamten sechs Monate, die der Lehrer versteckt war, um sich nicht zu verraten, und pendelte täglich zur Arbeit nach Amsterdam. Lauras Verbindungen zu den Quäkern führten sie zu einigen ‘guten’ deutschen Offiziellen, die bereit waren, ihr bei ihren Bemühungen zu helfen. Sie stellten ihr ein großes Haus in der Prinsengracht 463 zur Verfügung, das einer jüdischen Familie gehörte hatte. Sie benutzte das Grundstück tatsächlich dafür, Menschen zu verstecken, darunter die Blumenstein-Jolles, Paul Fischer, einen deutschen Quäker, der seine Waffe aus Protest gegen die nationalsozialistischen Gräueltaten weggeworfen hatte, und mehrere andere. Während dieser Zeit galt Laura in der Nachbarschaft als deutschfreundlich, und die Ladenbesitzer weigerten sich, sie zu bedienen. Folglich wagte sie sich weit hinaus, um Nahrung für die Flüchtlinge zu beschaffen, die sie bis zum Ende des Krieges beherbergte.“

##### Untergetaucht in den besetzten Niederlanden
Da Frommel und Cordan die Schulleitung nicht dazu bewegen konnten, den bedrohten jüdischen Schülern zur Flucht zu verhelfen, entschlossen sie sich, auf eigene Faust zu handeln, was bedeutete, nur noch „die uns Nächsten zu retten“. Als Unterschlupf wurde ein Ferienhaus im Polder von Bergen, nahe den Dünen angemietet. „Die strategische Lage war ideal. Vom Dorf her gab es nur einen Zugang, einen schmalen Pfad durch sumpfiges Marschland; über einen Kilometer weit sah man jeden, der sich dem Haus näherte.“ In der Nähe lag das Haus des Dichters Adriaan Roland Holst (1888–1976), der eingeweiht war und das Vorhaben unterstützte. Im August 1942 begannen die Fluchten aus dem Haus „De Esch“ in Eerde, jeweils einzeln und mit fingierten Abschiedsbriefen, die auf falsche Fährten locken sollten. Der erste war Thomas Maretzki, dank der Schulverwaltung, welche die Pässe der Kinder und Jugendlichen der Ortskommandantur in Zwolle übergeben hatte, nun Thomas Israel Maretzki. Liselotte Brinitzer täuschte einen Suizid vor und verschwand. Es folgte Claus Victor Bock und als letzter, aber auf eigene Faust, Clemens Michael Bruehl, der zunächst bei einem Bauern Unterschlupf fand, dann aber eine Wohnung in der Amsterdamer Prinsengracht fand, von wo aus er Kontakt zu seinen Freunden in der Herengracht 401 hielt. Auch Eva Kohn, die im „arischen“ Teil von Eerde lebte, fand sich in Bergen ein, wo bereits ihr Bruder, Johannes Piron als enger Cordan-Vertrauter untergekommen war. So wie diese beiden verließen auch andere nun Eerde, jedoch in Richtung Amsterdam: Manuel und Peter Goldschmidt, nach den Gesetzen der Besatzer „Halb-Juden“, waren auch Schüler in Eerde. Sie gehörten dem Frommel-Kreis an. Ihre nicht-jüdische Mutter besorgte sichere Papiere. Ihr „nicht-jüdisches“ Erscheinungsbild ermöglichte es ihnen, Ommen zu verlassen, ohne sich verstecken zu müssen. Manuel wohnte in einer Pension am Amsterdamer Singel und besuchte, wie auch sein Bruder Peter die Herengracht 401 regelmäßig. Zusätzlich wird von Cordan ein Junge erwähnt, der im Sommer 1942 ebenfalls aus dem Haus „De Esch“ geflohen und nach Frankreich gelangt sei. Seine Identität ließ sich nicht ermitteln.
Auf der Website „Gays and Lesbians in war and resistance“ wird auf einen weiteren Flüchtenden hingewiesen: „Ein anderer jüdischer Schüler, der sich auch alleine versteckte, dachte, dass die Kontakte von Frommel und Cordan in Ommen zu sehr von einer schwulen Atmosphäre geprägt waren, als dass er daran teilnehmen wollte.“ Bei ihm könnte es sich um Clemens Michael Bruehl (siehe unten) handeln.
Etwas abweichend und differenzierter ist die Darstellung auf der Webseite „Jüdische Schüler in Eerde“. Dort gibt es die Unterscheidung nach denen,
- denen die Flucht geglückt ist:
Claus Victor Bock, Clemens Michael Brühl, Liselotte Brinitzer und Thomas Maretzki;
- die zunächst bei Verwandten in Amsterdam untertauchen konnten:
Kurt Rosenthal, Otto Edgar Rosenstern, Steffi Pinner und Klaus Herzberg.
Kurth Rosenthal, Otto Edgar Rosenstern und Steffi Pinner wurden bei Razzien verhaftet. Klaus Hertzberg ging zusammen mit seiner Familie freiwillig in das Lager Westerbork.
- die vorerst im Haus „De Esch“ blieben:
Ursula Lore Bein, Bernd Leffman, Rosemarie Oppenheimer, Klaus Metz, Walter Vohssen, Ernst Binswanger, Herman Isaac, Klaus Seckel und Ernst Rudolf Reiss.
- Robert Wolf sei auf der Flucht gefasst worden. Sein Schicksal verlief aber viel abenteuerlicher.
 Roberts Vater, Otto Isidor Wolf, hatte „seinen jüngeren Sohn Robert Wolf (Jg. 1922) […] über die Quäker nach Eerde in Holland in ein englischsprachiges jüdisches Internat geschickt. Nach der deutschen Invasion in Holland (Mai 1940) wurde er bei einem Grenzübertritt nach Deutschland — er wollte über die Schweiz nach England emigrieren — verhaftet und in ein Gefängnis nach Nordhorn gebracht. Im Januar 1943 kam er in das Gefängnis Osnabrück und wurde von dort später nach Auschwitz verschleppt. 1944 ging es auf die Todesmärsche mit den Stationen Stutthof, Stuttgarter Lufthafen Echterdingen und Ohrdruf, einem Außenlager von Buchenwald. Am 3. April 1945 wurden die Häftlinge Richtung Tirol in Marsch gesetzt, Robert Wolf flüchtete und wurde von einem Bauernehepaar versorgt und bis zur Befreiung versteckt. Er kehrte nach Holland zurück. Er starb am 9. Mai 1997.“[73]

#### Schicksal der deportierten jüdischen Kinder und Jugendlichen

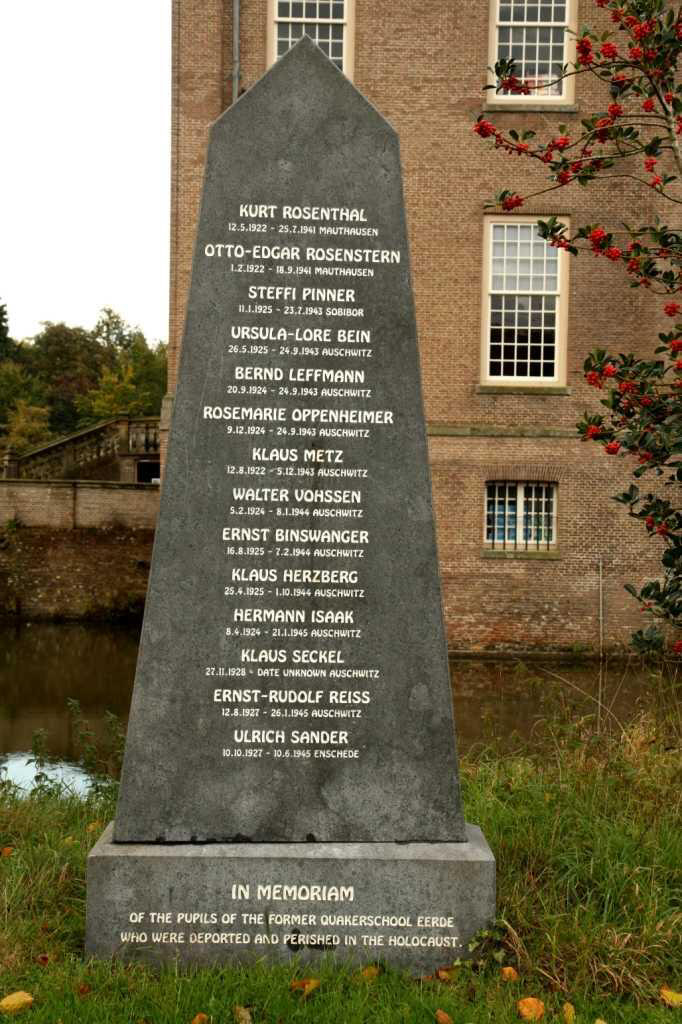
Gedenkstein für die deportierten und ermordeten jüdischen Schülerinnen und Schüler der Quäkerschule Eerde.

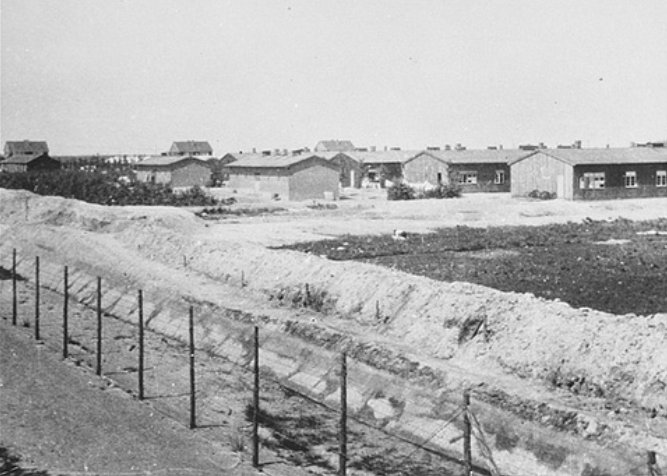
Kamp Westerbork in den Jahren 1940–1945

Einigen wenigen Schülern war es also gelungen, außerhalb der Schule unterzutauchen. Auf die verbliebenen jüdischen Kinder und Jugendlichen im Haus „De Esch“ wartete jedoch – wie Cordran und Frommel es vorhergesehen beziehungsweise befürchtet hatten – nur noch der Tod in deutschen Vernichtungslagern:

„Am 10. April 1943 wurde De Esch geräumt. Die verbliebenen Bewohner gingen, wie mit Ariëns Kappers vereinbart, mit öffentlichen Verkehrsmitteln ‚freiwillig‘ ins Camp Vught. Von dort aus landete die Gruppe im Lager Westerbork. Sie lesen dort gemeinsam lateinische Autoren wie Tacitus und Sallustius und Bücher von Fichte, Goethe und Tolstoi. Drei von ihnen wurden später im Jahr, am 24. September, im Auschwitz ermordet. Der letzte von ihnen, Hermann Isaac, starb kurz vor der Befreiung dieses Lagers am 21. Januar 1945.“

Ob abweichend von Ariëns Kappers oder zusätzlich: Auch Feidel-Mertz weist darauf hin, dass „Frau Schmitt […] die […] in De Esch verbliebenen Kinder in guter Absicht und überlegt zum Gang ins Lager“ veranlasst habe. Was diese „gute Absicht“ war, ist nicht überliefert.
Im Park von Schloss Eerde steht seit 1999 ein von ehemaligen Schülern der Quäkerschule gestifteter Gedenkstein. Auf ihm sind die Namen von 14 Opfern verzeichnet. In den Niederlanden gibt es eine Vielzahl von Datenbanken und Webseiten, die Auskunft geben über das Schicksal der Opfer der Nationalsozialisten und somit auch über das Schicksal der vierzehn Kinder und Jugendlichen aus Eerde. Ihr Schicksal soll nachfolgend kurz skizziert werden. Die Detailinformationen dazu beruhen, soweit nichts anderes angegeben ist, auf Übersetzungen aus der Datenbank der Gedenkstätte Westerbork.

##### Kurt Rosenthal

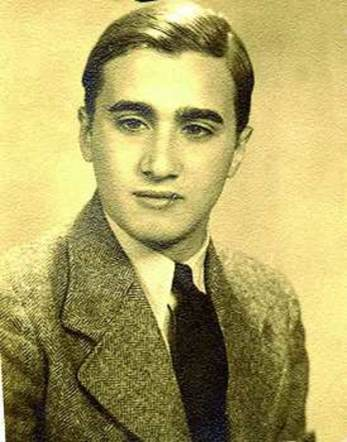
Kurt Rosenthal

„Kurt Rosenthal, mit vollem Namen Kurt Joseph Rudolf Rosenthal. Er wurde am 12. Mai 1922 in Arnsberg, Rheinland, geboren. Weil er sich in Deutschland nicht mehr sicher fühlte, floh er am 3. September 1936 in die Niederlande. Am selben Tag wurde er als Schüler an der Quäker Schule Eerde eingeschrieben. Seine Eltern, Hugo und Gertrude Rosenthal, lebten zunächst in Zürich. Kurt gelingt es, für viel Geld ein Visum und ein Ticket nach Amerika zu bekommen, wozu er allerdings hätte durch Deutschland reisen müssen. Aber er geht nie auf diese Reise, weil er am 11. Juni 1941 bei einer deutschen Razzia in Amsterdam zusammen mit 300 anderen Juden verhaftet wird. Sie werden direkt in das KZ Mauthausen deportiert. Am 4. September 1941 stirbt er dort. Er wurde 19 Jahre alt.“

##### Otto-Edgar Rosenstern

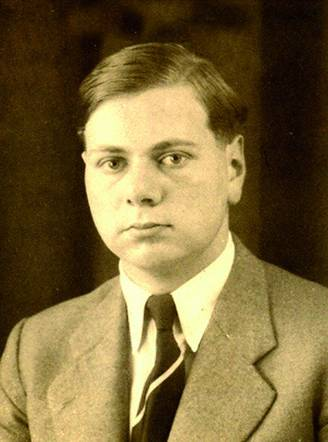
Otto-Edgar Rosenstern

Stolpersteine für ihn und seine Eltern liegen in Hamburg, Leinpfad 14 (Hamburg-Nord, Winterhude).
„Otto-Rose Edgar Stern wurde in Hamburg am 1. Februar 1922 geboren. Vom 4. April 1932 bis zum 20. Dezember 1936 besuchte er die ‚Heinrich-Hertz-Schule‘. Am 20. Januar 1936 ging er an die Quäker Schule Eerde. Ende 1940 zog er nach Amsterdam, wo seine Eltern jetzt in der Holbein-Straße […]lebten. Am 11. Juni 1941 wurde er während einer deutschen Razzia verhaftet und in das Vernichtungslager Mauthausen gebracht. Am 18. September 1941 starb er im Alter von 19 Jahren in Mauthausen. Seine Eltern überlebten den Krieg nicht. Sie starben Ende 1944 in Auschwitz. Die Familie hatte zwei weitere Kinder. Sie haben den Krieg überlebt.“

##### Steffi Pinner

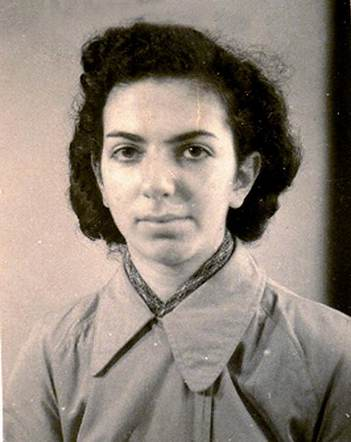
Steffi Pinner

„Steffi Pinner wurde am 11. Januar 1925 in Berlin geboren. Dort lebt sie mit ihrem Vater Werner, ihrer Mutter Gisela Schneider und ihrer Schwester Ruth. Am 7. April 1938 zog die Familie nach Amsterdam. Mutter Gisela geht nicht mit, da sie nach Palästina abreist. Im November geht Steffi nach Eerde. Später will sie lieber nach Amerika. Ins Haus Esch in Eerde einquartiert, findet sie es klüger, dort nicht zu bleiben. Sie geht zu ihrem Vater nach Amsterdam. Bei einer Razzia wurde sie am 16. März [1943?] verhaftet und kommt ins Durchgangslager Westerbork. Von dort versucht sie noch zu ihrer Mutter in Palästina zu gehen. Sie bekommt von ihr noch einen Brief, und sie sendet auch ein Telegramm, aber sie sehen einander nicht wieder. Am 20. Juli 1943 wird Steffi nach Sobibor deportiert, wo sie sofort nach der Ankunft getötet wurde. Steffi ist 18 Jahre alt geworden.“

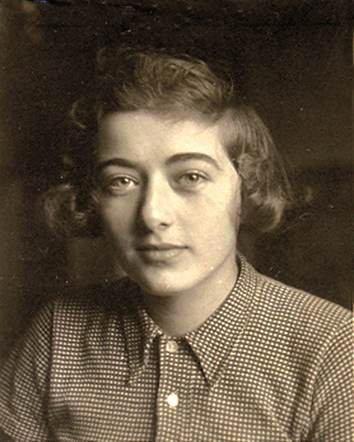
Ursula-Lore Bein

##### Ursula-Lore Bein
Ein Eintrag für sie findet sich in der Liste der Stolpersteine in Hamburg-Eppendorf; der Stolperstein wurde vor dem Haus Eppendorfer Landstraße 64 verlegt.
„Vom 7. September 1939 an besucht die 14-jährige Ursula Lore Bein Sare in den Niederlanden die Quäker Schule Eerde. Ihre Ausbildung ist für sie von ihrem Vater bezahlt. Die Ausbildung dauerte bis 1941. Danach möchte sie in die Vereinigten Staaten gehen. Ursula ist eine Quäkerin. Sie wurde am 26. Mai 1925 in Nürnberg geboren. Sie lebt mit ihrem Vater Ernst Bein und ihre Schwester Erika Bein in der Eppendorferstrasse 64 in Hamburg. Ursula ist ein sehr lustiges Mädchen. Sie liebt es viele zu zeichnen und humorvolle Geschichten zu schreiben. An der Quäker-Schule gestaltet sie viele kleine Bücher, z. B. Liebesgeschichten mit lustigen Zeichnungen für ihre Freundin Mia Kunkel. Sie genießt die Quäkerschule mit ihren Freunden. Aber am 10. April 1943 musste sie von Eerde ins Lager Vught. Am 7. Juli 1943 kommt sie nach Westerbork. Dort arbeitete sie als Dienstmädchen für das Kinderheim. Sie hat auch versucht, von Quäkern ein Taufzeugnis zu bekommen. Leider ist dies nicht gelungen. Am 21. September 1943 wurde sie auf einen Transport nach Auschwitz gebracht und dort bei der Ankunft am 24. September 1943 ermordet. Ursula ist 18 Jahre alt geworden. Ihr Vater und ihre Schwester wurden von Hamburg nach Minsk deportiert und dort getötet.“

##### Bernd Leffmann

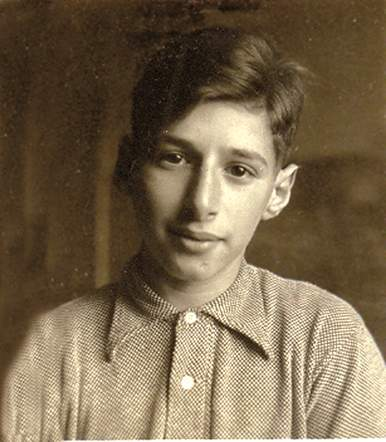
Bernd Leffmann

Bernd Julius Leffmann war der Sohn von Rudolf und Edith Leffmann.
„Am 19. Januar 1939 kommt Bernd Julius Leffmann in die Niederlande. Er kann die Schule in Eerde besuchen, weil seine Großmutter, die in Amstelveen lebt, die Schulgebühren bezahlt. Er machte wahrscheinlich im Jahr 1942 seinen Schulabschluss. Bernd wurde am 20. Oktober 1924 in Berlin geboren, aber er lebte für eine Weile bei seinem Vater in Brüssel, bevor er in die Niederlande geht. […] Nachdem er sechs Wochen in Vught gewesen war, wurde Bernd am 29. Mai nach Moerdijk gebracht, in ein Außenkommando des Lagers Vught. Nach weiteren eineinhalb Monaten muss er nach Westerbork, wo er am 17. Juli ankam. Er kommt in die Baracke 61, wo sich eine Linoleumfabrik und eine [Patentruitenfabriek] befinden. Mit dem Transport vom 21. September musste er nach Auschwitz. Vermutlich ist er direkt bei der Ankunft am 24. September 1943 vergast worden. Bernd ist 18 Jahre alt geworden.“ In Klaus Seckels Tagebüchern taucht er oft als „Bill“ auf.
Vor dem Wohnhaus der Familie in Köln-Lindenthal in der Gleuler Straße 192 wurden im März 2012 zum Andenken an Bernd Julius Leffman sowie an seine Eltern drei Stolpersteine verlegt: Liste der Stolpersteine im Kölner Stadtteil Lindenthal.

##### Rosemarie Oppenheimer

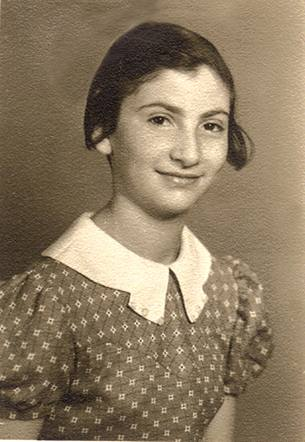
Rosemarie Oppenheimer

Am Schillerplatz 5 in der Mainzer Altstadt erinnert ein Stolperstein an Rosemarie Oppenheimer, die 1939 mit einem Kindertransport nach Holland gelangte,
„Rosemarie Sarah Oppenheimer wurde am 9. Dezember 1924 in Mainz geboren. Ihr Vater war Wilhelm Oppenheimer. Er wurde im Jahre 1888 geboren. Rosemarie und ihre Familie lebten am Schillerplatz 5. Rosemarie fühlte sich da nicht mehr sicher, und am 4. Januar 1939 flieht sie in die Niederlande und geht an die Quäker Schule Eerde. Die Kosten für ihre Ausbildung werden von der Firma Hermandis Corriedor & Cie aus Rotterdam bezahlt. Rosemarie plante, im Jahr 1941 in die Vereinigten Staaten zu gehen, um dort ihre Studien fortzusetzen, aber der Krieg verhinderte das. Am 17. Juli 1943 muss sie von Vught nach Westerbork, und am 21. September 1943 wurde sie von dort mit dem Zug nach Auschwitz deportiert. Unmittelbar nach der Ankunft, am 24. September 1943, wurde sie im Alter von 18 Jahren dort getötet.“
Rosemarie gehörte zu den elf Kindern, die Anfang Januar 1939 mit einem Kindertransport aus Frankfurt nach Eerde gekommen waren. Ihre Schwester Hilde (geboren 1921, später verheiratete Kane) wurde als Lehrling aufgenommen (vermutlich an der Landbauschule). Im Sommer 1939 reiste sie mit einer Schülergruppe nach England. Der Ausbruch des Zweiten Weltkriegs vereitelte die Rückkehr nach Holland und rettete ihr das Leben. Die Eltern der beiden, der jüdische Weingroßhändler Wilhelm Oppenheimer (geb. 1888 in Mainz – gest. 1942 in Kosel) und seine Ehefrau Anna (geborene Metzger, geb. 1896 in Mainz – gest. in Auschwitz), waren kurz nach der Abreise ihrer Töchter nach Belgien emigriert. Wilhelm und Anna Oppenheimer wurden im September 1942 von Mechelen aus deportiert; er starb während der Deportation in Kosel, seine Frau wurde in Auschwitz ermordet.

##### Klaus Metz

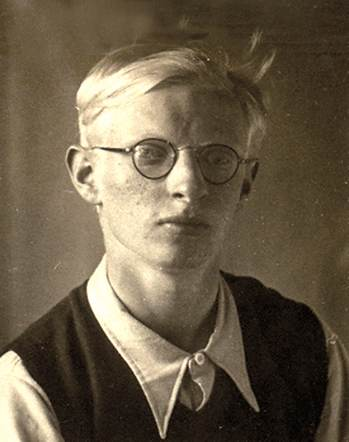
Klaus Metz

Weil er Jude war, floh Klaus Metz 1937 aus Deutschland. „Zum Zeitpunkt seiner Flucht war Walter Klaus Bernhard Metz 15 Jahre alt. Geboren wurde er am 12. August 1922 in Frankfurt am Main. Seine Mutter Else arbeitete für den Zentralausschuss für Hilfe & Aufbau [Zentralausschuss der Deutschen Juden für Hilfe und Aufbau] und konnte seine Ausbildung in den Niederlanden bezahlen. Klaus war ab Januar 1937 Schüler an der Quäker-Schule in Eerde bei Ommen. 1939 war er einer der Schüler, die an die Landbauschule gehen. Er will später Bauer in Palästina werden. Klaus muss im April 1943 nach Vught. Von dort wird er am 29. Mai in ein Außenlager verlegt. Wenig später muss er in das Durchgangslager Westerbork gehen, wo er am 17. Juli ankommt. Mit dem Transport vom 21. September 1943 wurde Klaus nach Auschwitz deportiert. Dort starb er, 21 Jahre jung, an Erschöpfung.“

##### Walter Vohssen

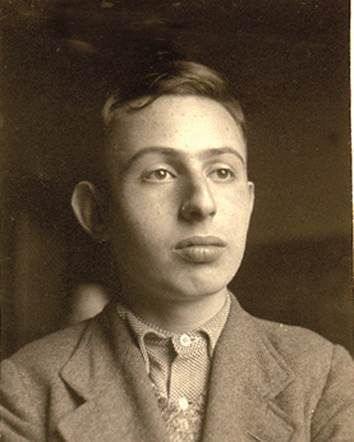
Walter Vohssen

Für ihn gibt es einen Eintrag im Gedenkbuch für „Die jüdischen Opfer des Nationalsozialismus aus Köln“; seine Beziehungen zu Köln werden dort – wie auch bei Bernd Leffmann – nicht beschrieben. In der Datenbank der Gedenkstätte Westerbork findet sich kein Hinweis auf ihn, doch ist es möglich, über eine andere Webseite ein Dokument aufzurufen, das die Porträts der 14 Eerde-Opfer enthält und sich dabei ganz offensichtlich auf die Datenbank aus Westerbork stützt. In diesem Dokument ist auch ein Kurzporträt von Walter Vohssen enthalten, auf dessen Übersetzung nachfolgend zurückgegriffen wird.
„Walter Vohssen ist ein jüdischer Junge, der in Köln aufwuchs. Er wurde am 5. Februar 1924 geboren. Er hat es in seiner Kindheit nicht leicht gehabt, weil die deutsche Wirtschaft sich nach dem Ersten Weltkrieg stark verschlechtert hatte. Nachdem Adolf Hitler in Deutschland an die Macht gekommen war, wurde es der Familie bald klar, dass Hitler alle Juden vernichten wollte. 1937 flüchtete die Familie Vohssen in die Niederlande und lebte in Amsterdam. Als der Zweite Weltkrieg ausbrach, geht Walter ins Schloss Eerde bei Ommen. Das ist die Quäkerschule. Da Walters Eltern die Ausbildung nicht selbst bezahlen können, tat das Hugo Kaufmann. Er war Direktor einer Bank in Amsterdam. Die Quäker-Schule bildete Walter für ein Leben als Bauer in Palästina aus. Am 10. April 1945 [vermutlich 1943] muss er ins Lager Vught gehen. Dort verbrachte er ein paar Monate, bevor er über Westerbork nach Auschwitz gebracht wurde, wo er am 8. Januar 1944 in der Gaskammer ums Leben kam. Walter Vohssen wurde 19 Jahre alt.“

##### Ernst Binswanger

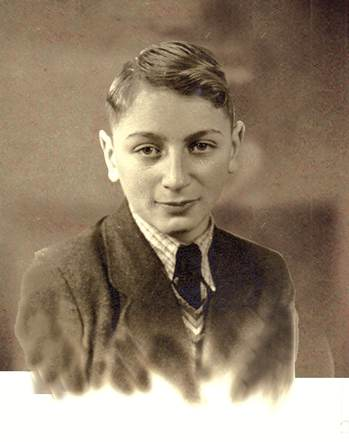
Ernst Binswanger

Für ihn und seine Eltern sind in der Liste der Stolpersteine in Frankfurt-Westend drei Stolpersteine vor dem Haus Wöhlerstraße 4 verzeichnet. Für Ernst ist dort der 4. Februar 1944 als Todestag vermerkt.

„Als Ernst Binswanger 14 Jahre alt geworden war, floh er im Sommer 1939 in die Niederlande. Seine Mutter, Elisabeth Binswanger, blieb in Frankfurt am Main, Woehlerstrasse [1]4 zurück. Seine Eltern konnten seine Ausbildung bezahlen. Ernst begann seine Ausbildung in Eerde am 25. August 1939. Er musste nach Vught, wo er im April 1943 für mehr als drei Monate ins Gefängnis kam. Dann wird er noch für zwei Monate nach Westerbork gebracht, wo er in der Kaserne 9 blieb. Am 21. September [1943] geht er nach Auschwitz. Er bleibt bis zum 7. Februar 1944 am Leben. Ernst Binswanger wurde 18 Jahre alt.“

##### Klaus Herzberg

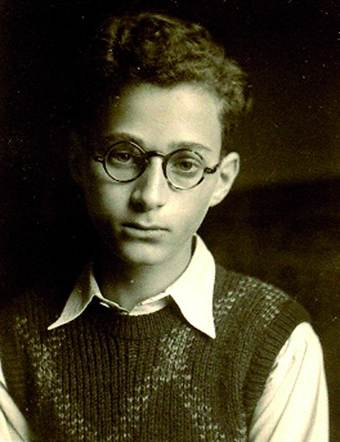
Klaus Herzberg

„Klaus Herzberg wurde am 25. April 1925 in Breslau geboren. Hier lebte er bis zum Alter von 12 Jahren. Am 21. Februar 1937 ist Klaus zusammen mit seinem Vater Franz Herzberg, einem Schlosser, und seiner Stiefmutter, Sarra Fainleib, in die Niederlande geflohen. Sie lebten dort in der Deurloostraat 117 in Amsterdam. Klaus wurde am 8. September 1937 Schüler an der Quäker-Schule in Eerde. Glücklicherweise kann sein Vater das Schulgeld zahlen. Die Absicht ist, dass Klaus nach seiner Ausbildung zusammen mit 24 anderen jüdischen Studenten in die Vereinigten Staaten gehen soll. Klaus Herzberg bleibt nicht bis zum Ende [seiner Ausbildung] auf Esch in Eerde. Er geht zu seiner Familie in Amsterdam zurück. Am 5. August 1943 kommt er ins Lager Westerbork, wo er ein paar seiner Freunde wieder sieht. Zusammen mit Klaus Seckel und Ernst Reiss muss er am 4. September 1944 auf einen Transport nach Theresienstadt. Nach drei Wochen wird er weiter nach Auschwitz deportiert. Dort wurde er am 1. Oktober 1944 ermordet. Klaus war 19 Jahre alt geworden.“

##### Hermann Isaac

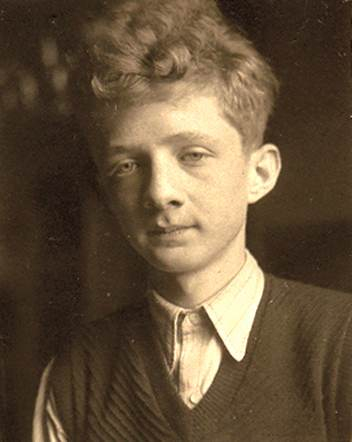
Hermann Isaac

Ein Stolperstein für Hermann Isaak befindet sich im Kettenhofweg 112 in Frankfurt am Main. Dort wird der 1. Januar 1945 als Todestag genannt.
„Hermann Isaac wurde geboren am 8. April 1924 in Frankfurt am Main. Im August 1938 wurden alle jüdischen Jungen und Männer in Deutschland, die keinen erkennbaren jüdischen Namen trugen, gezwungen, den zweiten Vornamen Israel zu übernehmen. Hermann hieß von da an Hermann Israel Isaac. Er ist jetzt 14 Jahre alt. Am 19. Januar 1939 kommt Hermann in die Niederlande. Er meldet sich am selben Tag noch bei der Leitung der Schule auf Schloss Eerde. Seine Ausbildung wird von seinen Eltern nicht bezahlt, aber von der wohlhabenden Quäkerin Martha Turk. Sein Vater, Simon Isaac, hält sich zu diesem Zeitpunkt, wie auch der Rest der Familie, bereits in London auf. Hermann hatte bereits ein Visum nach London beantragt, um von da dann in die Vereinigten Staaten zu reisen. Aber durch den Ausbruch des Krieges ging das nicht mehr. Am 9. April 1943 bestieg Hermann den Zug ins Lager Vught. Einen Tag später kam er dort an. Von Vught aus schrieb er mehrmals nach Eerde und bat, ihm lateinische Bücher, deutsche Klassiker und eine Kopie des Roland-Lieds zu senden. Während seinem Aufenthalt in Vught ist Hermann Schneiderlehrling. Später kam er in ein Aussenkommando in Moerdijk, wo er Panzergräben ausheben musste. Am 6. Juli 1943 wurde Hermann von Vught nach Westerbork geschickt. Er bleibt dort für mehrere Monate und wurde am 21. September [1943] nach Auschwitz geschickt. Dort erzählt er während der Kälte und dem Hunger viele Geschichten über Eerde und über deutsche Klassiker. Am 21. Januar 1945 starb er während des Transports nach Gleiwitz, einem Aussenlager von Auschwitz III.“ Hermanns Schwester Anna befand sich bei Kriegsbeginn in England und blieb so vor weiteren Verfolgungen verschont (siehe unten).

##### Klaus Seckel

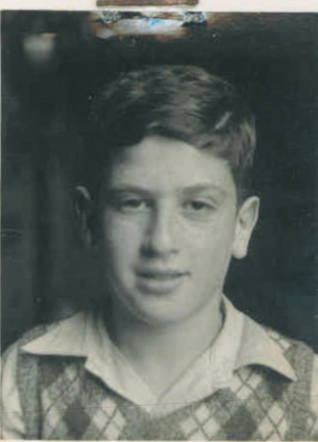
Klaus Seckel

„Klaus Seckel wurde am 27. November 1928 in Hannover geboren. Später lebte er in Berlin. Da die Nazis zunehmend Maßnahmen gegen Juden ergriffen, fanden seine Eltern es besser, dass er in die Niederlande geht. Am 17. Januar 1937 kam er nach Ommen. Er ist acht Jahre alt und geht in die Quäker-Schule in Eerde. Seitdem hat er ein Tagebuch geführt. Nach mehreren Jahren an der Quäker-Schule Eerde brach der Zweite Weltkrieg aus. Klaus bemerkt am Anfang nicht viel vom Krieg, aber als er 12 Jahre alt ist, dürfen die jüdischen Schüler nicht mehr auf dem Schloss bleiben. Sie werden in das Nebengebäude De Esch umquartiert. Klaus Seckel braucht keinen Stempel, um nicht abgeschoben zu werden, denn er ist noch zu jung für einen Ausweis. Deshalb hat er auch keinen Taufschein der Quäker benötigt. Er hat aber für diesen Stempel gut eine halbe Stunde lang mit Ernst Reiss zusammen in einer Warteschlange in Amsterdam gestanden.
Im März 1943 bekommt er doch einen Stempel [Taufschein?], aber das hilft ihm nicht mehr. Am 10. April muss er nach Vught gehen. Am 20. Mai 1943 wird Klaus nach Westerbork überführt. Dort sieht er nach einem Jahr Klaus Herzberg und Rudolf Reiss wieder. Am 4. September 1944 wird Klaus nach Theresienstadt transportiert und am 16. Oktober nach Auschwitz. Am 28. Februar 1945 starb Klaus in Auschwitz. Klaus ist 16 Jahre alt geworden.“ Da Auschwitz bereits am 27. Januar 1945 befreit worden war, ist unklar, was mit Klaus Seckel in dem Monat bis zu seinem Tod geschehen ist.

##### Ernst-Rudolf Reiss

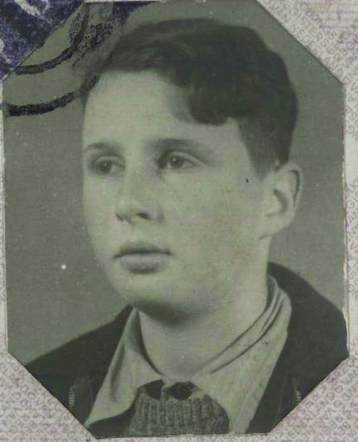
Ernst-Rudolf Reiss

Ein Stolperstein an Ernst Rudolf Reiss erinnert an ihn vor dem Haus Abteistraße 24 in Hamburg (Eimsbüttel, Harvestehude)
„Rudolf Reiss ist erst 11 Jahre alt, als er in Eerde ankommt. Er wurde als Ernst Rudolf Israel Reiss am 12. August 1927 in Hamburg geboren. Die Familie ist evangelisch. Doch die Nazis machen ihnen ihr Leben schwer. Rudolf wurde zur Sicherheit im September 1938 in die Niederlande geschickt. Seine Mutter, Mary May Reiss, die Witwe von Adolf Elith Reiss und Mutter von Ingeborg Reiss, konnte nicht alle Kosten für Rudolfs Schulbesuch zahlen. Zum Glück übernahm die ‚Messers Lippman, Rosenthal & Co. Banke‘ aus Amsterdam die meisten Rechnungen. In der Quäkerschule wird er als Landwirt ausgebildet, damit er später in Palästina Bauer werden kann. In Eerde ist er mit Klaus Seckel befreundet. Er schläft mit ihm im selben Raum. Klaus schreibt in seinem Tagebuch, dass er und Rudolf besser zusammen gepasst hätten, als er vorher gedacht habe. Rudolf hält wie Klaus viel vom Lesen. Von Vught aus kommt Rudolf am 20. Mai 1943 nach Westerbork; er bleibt dort in der Baracke 37. Am 4. September 1944 kommt Rudolf auf einen Transport nach Theresienstadt. Von dort ging er am 28. Oktober 1944 nach Auschwitz. Hier wurde er am 26. Januar 1945 erschossen.“

##### Ulrich Sander

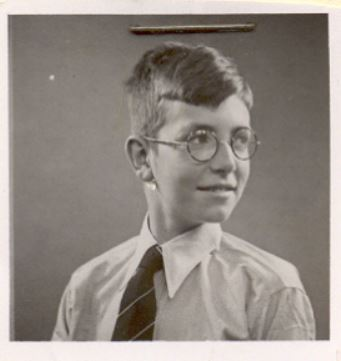
Ulrich Sander

Sanders Eltern waren aus Breslau nach Amsterdam gekommen. Er war Halbjude und lebte ab 1941 in Eerde. Nach der Schließung der Schule im Jahre 1943 ging Ulrich nach Amsterdam zurück. Im Oktober 1944 wurde er bei einer Razzia verhaftet und nach Deutschland deportiert.
Nachdem Ulrich Sander zweimal fliehen konnte und als Folge davon fast zu Tode geprügelt worden war, starb er an den Folgen der Misshandlung im Krankenhaus von Enschede.
Im Juni 2009 lüftete ein ehemaliger Mitschüler von Ulrich Sander ein Geheimnis: Hans Boevé (* 1927), Schüler der Quäkerschule in Eerde von 1940 bis 1943, übergab an die International School Eerde eine Sammlung von Zeichnungen aus der Hand von Ulrich Sander. Die Zeichnungen, die 1943 entstanden sind, zeigen den Tagesablauf eines Schultags, beginnend mit Frühstück und Gymnastik. Sie porträtieren auch Hans Boevé wie er von einem aufziehbaren Koffer-Grammophon die Matthäuspassion hört. Die Zeichnungen waren ein Geschenk von Ulrich Sander für seinen Freund zu dessen sechzehnten Geburtstag.
Hans Boevé hatte zusammen mit Ulrich Sander Eerde verlassen, war nach Rotterdam gegangen und hat dort überlebt.

#### Flüchten oder bleiben – schwierige Alternative
Wolfgang Frommel wurde 1973 durch den Staat Israel als Gerechter unter den Völkern in Yad Vashem geehrt. Zu recht, wie Marita Keilson-Lauritz befindet:

„Auch wenn Frommel nicht am aktiven Widerstand teilgenommen hat, so verdanken zweifellos eine Reihe von Menschen ihr Leben dem Einsatz all seiner Mittel und Möglichkeiten, und nicht zuletzt seiner Überlebensstrategie, mit Hilfe von Lesen, Schreiben, Abschreiben von Gedichten und anderen kreativen Tätigkeiten die bedrohliche, aber auch intern schwierige Situation lebbar zu machen.“

Keilson-Lauritz thematisiert aber auch eine andere Seite des Geehrten:

„Aber natürlich ist es kein Zufall, dass Frommel und Cordan aus der Schule in Ommen junge Menschen untertauchen ließen, die ihnen lieb waren, ihnen am Herzen lagen – zuzeiten auch wohl buchstäblich. Retten konnten sie nur ‚die uns Nächsten‘, wie Cordan es umschrieb. Da lässt sich kritisch fragen: Wurden am Ende nur die Lieblinge, die schönen Jungen gerettet? (Dass Clemens Brühl auf eigene Faust untertauchen musste, hat mir einer der Überlebenden einmal etwas bitter erklärt: ‚Er war wohl nicht schön genug.‘) Immerhin hat die ‚Liebe, die Freundschaft heißt‘ Menschen das Leben gerettet. Aus den Erinnerungsberichten wird deutlich, wie die von Stefan George inspirierte (Homo)erotik beim Überleben während der Besetzung eine Rolle spielte – im Kreis um Frommel direkter als im Kreis um Cordan, der weniger ausschließlich auf George ausgerichtet war.“

In ähnlicher Weise ist es auch schwer, ein eindeutiges Urteil über das Verhalten der Schulleitung und der Quäker zu fällen. „Ausharren bzw. ins Lager gehen: die Quäker waren bisher gut behandelt worden und hatten Zusicherungen der Deutschen, Christen würden nicht deportiert, die Kinder sollten durch eine etwaige Flucht die anderen nicht gefährden; oder – fliehen und untertauchen: es gab genug Beispiele für gelungene Flucht und für die Brutalität der deutschen Dienststellen.“, Hans A. Schmitt, späterer amerikanischer Historiker, selber Eerde-Schüler und Sohn der von Wolfgang Cordan scharf kritisierten Elisabeth Schmitt verhält sich wissenschaftlich-abwägend, wenn er fragt, ob nicht schon bei der Umsiedlung der jüdischen Schüler in das Haus „De Esch“ die Auflösung der gesamten Schule durch ihre Träger hätte beschlossen werden müssen: „From today's vista it is, therefore, possible to conclude that the school should have been disbanded. But at the time other considerations called the wisdom of such a retreat into question.“ Was diese „other considerations“ waren, sagt er auch: Friedrich Wimmer, Generalkommissar der Verwaltung und Justiz in den besetzten Niederlanden unter Arthur Seyß-Inquart, dem Reichskommissar für die Niederlande, war ein Freund von Piet Kappers aus dessen Studienzeit. Wimmer soll Kappers versichert haben, dass Eerde ungestört weiterarbeiten könne, solange dort deutsche Erlasse befolgt würden und niemand beschäftigt werde, der in illegale Handlungen verstrickt sei. Die deutschen Besatzer würde jeden in Eerde lebenden Menschen als Mitglied der Gemeinschaft der Quäker betrachten und deshalb bestünde dort weder für Juden noch für Heiden eine Gefahr. Wie naiv muss Kappers gewesen sein, solchen „freundschaftlichen“ Versicherungen zu glauben – nach dem Überfall auf die Sowjetunion, den einsetzenden Judenverfolgungen in den Niederlanden, in unmittelbarer Nachbarschaft zum Internierungslager Erika (siehe oben) und seinen sicher gegebenen Zugangsmöglichkeiten zu Informationen jenseits der Nazipropaganda? „Whether these assurances should have been believed will likewise continue to be debated. In the end sceptics, of whom there were many, were proved right when the remaining Jewish Children at De Esch were taken to Vlught concentration camp on April 10, 1943, and thence to Auschwitz, where all of them perished.“
In Berthold Hegeners Bericht über das Treffen ehemaliger Eerdener Schüler im Jahre 2002 überwiegen verständlicherweise die positiven Erinnerungen. Immerhin bekannte ein in dem Artikel zitierter Ehemaliger, „dass wir Überlebenden immer Schuldgefühle gegenüber den Toten haben werden“, weiß aber auch keine Antwort auf die Frage, was hätte getan werden können und müssen, um die jüdischen Schüler besser zu schützen. Auf früheren Altschülertreffen scheint das Thema dagegen eine eher untergeordnete Rolle gespielt zu haben – zumindest in der Darstellung von Hanna Jordan. Sie berichtet zwar von den Überlegungen für eine „Art Memorial für unsere in Auschwitz ermordeten Kinder“, zitiert sehr oberflächlich das Tagebuch von Klaus Seckel, und belässt das heikle Thema dann in der unverbindlichen Schwebe: „Die Geschichte der Schule mit allen kaum durchsichtigen Zusammenhängen ist bis heute nicht klar erkennbar. Aussage steht gegen Aussage und Vermutung. Wie schwer bis unmöglich es ist, Beweggründe und Entschlüsse aus damaliger Sicht heute zu vermitteln, weiß ich aus eigener, leidvoller Erfahrung aus meinem (Über-)Leben im Kriegsdeutschland.“

#### Tagebücher des Klaus Seckel
Als 1943 das Haus „De Esch“, in dem vorher die jüdischen Kinder untergebracht waren, von den deutschen Besatzern geräumt wurde, entdeckte der Lehrer Heinz Wild in einem Schrank die Tagebücher von Klaus Seckel und nahm sie an sich, bevor er sich selbst auf den Weg ins Lager machen wollte (siehe oben). 1950 veröffentlichte Wild erstmals Teile der sieben Tagebücher, ohne zu wissen, dass Klaus Seckels Eltern das Konzentrationslager Theresienstadt überlebt hatten. Aus Medienberichten erfuhren sie von der Existenz der Tagebücher ihres Sohnes und stimmten schließlich 1961 einer erneuten Veröffentlichung zu. Das Buch erschien – sicher nicht zufällig – im niederländischen Verlag Van Gorcum in Assen, dessen Leiter Henericus (Henk) John Prakke war. „Der den Pallandts verbundene Verleger Prakke druckte beispielsweise falsche Papiere, indem er Originale verändert nachdruckte, aus nicht-arischen Großeltern arische machte.“
Klaus Seckels Eltern baten bei der Veröffentlichung der Tagebücher darum, in Deutschland keine „Propaganda“ für das Buch zu machen. Zumindest einen großen Zeitungsartikel über das Buch gab es aber doch. In der Samstag-Ausgabe der Frankfurter Rundschau vom 11. März 1961 erschien als Aufmacher der Wochenendbeilage „Zeit und Bild“ ein ganzseitiger Artikel von dem Redakteur Horst Hachmann mit dem Titel: „Ich nahm das Kreuz … Die Geschichte eines Jungen, der nicht mehr leben durfte, weil er Jude war.“ Heinz Wild war zu dieser Zeit Rektor an einer Schule im Frankfurter Westend, hat eigene Erinnerungen zu dem Artikel beisgesteuert und vermutlich auch die Fotografien, die ihn illustrieren. Feidel-Mertz geht auf diesen Artikel ausführlich ein, insbesondere auch auf dessen Titel, und sieht diesen im Kontext eines Tagebucheintrages aus dem siebten, dem letzten, Tagebuch von Klaus Seckel, der auch von den Herausgebern des Buches in einer Nachbemerkung noch einmal aufgegriffen wird, „mit der sie nicht allein sein Schicksal kommentieren: ‚Am 10. April 1943 trat Klaus, der Jüngste, mit seinen 11 Kameraden die Fahrt an, von der keiner zurückkommen sollte. Er hat, wie Millionen mit ihm, sein Kreuz genommen und bis zum Ende getragen.‘
Was so formuliert als eine unzulässige Vereinnahmung durch christliche Symbolik erscheinen mag, hat indessen bei Klaus Seckel einen anrührenden biographischen Hintergrund, wie aus der Eintragung vom 20. März 1943 im Tagebuch hervorgeht: ‚Mutti schickt mir durch Frau Schmitt ein kleines Kreuz, weil sie sich so gefreut hatte, daß ich jetzt immer zur Andacht gehe. Ich nahm das Kreuz, ging aus dem Haus, weg von den Menschen, in die Natur und setzte mich auf eine Bank, ich hätte beinahe seit langem wieder geweint.‘“ Allerdings hätte das Titelzitat des Artikels auch unabhängig von diesem Hintergrund keine Vereinnahmung eines jüdischen Schicksals durch eine christliche Symbolik bedeutet, denn Klaus Seckels Eltern waren lange schon zum christlichen Glauben konvertiert und Klaus war evangelisch getauft und erzogen worden.
Heinz Wild war nicht nur der Finder und Bewahrer der Tagebücher, sondern auch deren Initiator: „Tagebuchschreiben wurde von Heinz Wild damals außerdem generell als ‚Pflichtübung‘ in den Unterricht einbezogen, was den acht- bis neunjährigen Jungen und Mädchen zunächst keineswegs immer gefiel. Klaus Seckel freilich wird über das Grundschulalter hinaus das Tagebuchschreiben mehr und mehr zum inneren Bedürfnis. Am 5. April 1940 notiert er: ‚Ich werde voraussichtlich mein Tagebuch auch weiter führen, wenn es gelegentlich nicht mehr vom Deutschunterricht verlangt wird.‘ Von nun an dokumentieren die Tagebücher nicht nur seine individuelle Entwicklungsgeschichte, sondern auch die zunehmend brutaler in sie eingreifenden zeitgeschichtlichen Rahmenbedingungen.“ Die Einträge werden nachdenklicher, reflexiver und ersetzen – insbesondere nach der Umsiedlung der jüdischen Kinder ins Haus De Esch – fehlende Gesprächspartner und Kontakte zur Außenwelt. Deutlich wird das in einem Eintrag von Ende November 1942, kurz nach Klaus Seckels 14. Geburtstag: „Ich komme langsam hinter den Sinn und Zweck eines Tagebuches. Denn am Anfang habe ich es nur geführt, weil ich es musste, und dann habe ich es eine Zeitlang nur schematisch weiter geführt. Mir gefällt der Name Tagebuch nicht mehr, es stimmt ja auch gar nicht. Soll ich es Erinnerungen nennen?“
Klaus Seckels Tagebuch umfasst die Zeitspanne von 1937 bis 1943, die er in Eerde verbrachte. „In diesem Internat verlebt Klaus Seckel anfangs eine reiche und unbeschwerte Kindheit mit Lehrern der Reformpädagogik, die praktisch, künstlerisch und intellektuell sich der gesamten Persönlichkeit der ihnen anvertrauten Kinder verpflichtet fühlen. Die Tagebücher sind Zeugnisse einer zunehmenden Bedrohung, von den unbeschwerten ersten Jahren, bis zum Abtransport nach Auschwitz. Das Buch erfüllt mit tiefer Trauer: Ein hinreißendes Kind, ein kluger, interessierter und großherziger Jugendlicher wurde durch Hass ermordet, ein wunderbarer Mensch ging für immer verloren.“ Im Vorwort zur Ausgabe von 1961 heißt es:

„Vor uns liegen die kindlichen Zeilen eines achtjährigen Knaben. Völlig unbekannt ist ihm das Geschehen draussen und die Not der Welt, und gerade darum ist es so ergreifend, den einfachen Ablauf der Schulerlebnisse zu lesen. Nach und nach wächst aus dem Kinde der Knabe. Nur mühsam kann er seine Gedanken und Gefühle zum Ausdruck bringen, aber die Natur spricht zu ihm in seiner Freude an Pflanzen und Tieren. Allmählich droht die behexte Welt; doch die Drohung spricht nie direkt zu ihm, ihr Einfluss wird nur in kurzen Bemerkungen und kleinen Aufzeichnungen spürbar, die der Erwachsene erfasst. Sie finden auch ihren Weg in die Schulgemeinschaft: langsam getrennt von seinen nicht-jüdischen Mitschülern, mehr und mehr vereinsamt, sehnt sich der 14jährige Klaus nach seinen Eltern, nach wahrer Freundschaft und nach dem Ende des Krieges, das er nicht erleben sollte.“

Nach nur wenigen Tagebucheinträgen im März 1943 verfasst Klaus Seckel am 4. April 1943 einen seiner längsten Einträge. Ein alter enger Freund ist wieder an die Schule zurückgekommen, und Klaus nimmt das zum Anlass, über das Wesen der Freundschaft und die Veränderungen in seinem Verhältnis zu ehemals nahen Freunden zu reflektieren: „Ich habe hier Freunde von ganz verschiedener Sorte und verschiedenen Eigenschaften, verschiedener Art und verschiedenem Niveau.
Das kann vieles bedeuten.
1,) Das ich mich an jeden anschliesse. (Das ist aber glaube ich nicht der Fall.)
2,) Das ich mich für so viel interessiere (?)
3), Das ich so oberflächlich bin (das ist aber auch nicht der Fall.) Ich möchte wenn überhaupt Nr. 2 bejahen.“
Unmittelbar an diesen Versuch, sich Klarheit über sich selbst und sein Verhältnis zu anderen zu verschaffen, schließt sich übergangslos Klaus Seckels vorletzter Eintrag in seinem Tagebuch an. Wie nebenbei wird in ihm die bedrohlicher werdende Außenwelt erwähnt, aber die von ihr ausgehende Gefahr scheint vom Bewusstsein nicht erfasst und im Alltag (noch) ohne Bedeutung zu sein:

„Am 30. (März) bekamen wir die Nachricht, bzw. es stand in der Zeitung, dass die Provinz J.(udenfrei) gemacht würde, man käme nach Vught. Wir nahmen dies alles und alle mit grosser Ruhe zur Kenntnis. Die Stimmung war sehr selten so gut, hier im Haus, wie in diesen Tagen, alle sind nett und kameradschaftlich und hilfsbereit.“

Der letzte Tagebucheintrag von Klaus Seckel erfolgte am 7. April 1943:

„Es waren einige gemütliche Abende im Gemeinschaftszimmer. (Grammophonmusik). Ein Gefühl wie früher. Meine Pflanzen sind sehr gewachsen, sie vertrocknen gerade, wenig Zeit.“

Am 10. April 1943 befindet sich Klaus Seckel zusammen mit den anderen Kindern aus dem Haus De Esch auf dem Transport ins Lager Vught. Eines ihrer letzten Lebenszeichen ist eine Postkarte, die sie aus dem Zug heraus an Werner Hermans, den Schulleiter, schreiben. „Lieber Herr Hermanns, wir möchten die Gelegenheit nicht vorübergehen lassen und Ihnen noch unsere herzlichsten Grüsse zu senden. Wir sind gerade von Zwolle abgefahren, wo wir Josi noch am Bahnhof getroffen haben. Das letzte Stückchen Eerde!“ Josi war ihre Lehrerin Josepha Einstein-Warburg.

### Mitarbeiter
Aus der Sicht der Quäker stand anfangs eine Frage im Mittelpunkt: How could a school with a predominantly non-Quaker staff be a Quaker school? Die Frage verlor einen Teil ihrer Brisanz dadurch, dass im Sommer 1934 eine englische Quäkerin zur Schule stieß, und dass zwischen 1935 und 1937 fünf Lehrer dem Dutsch Yearly Meeting beitraten. Auch Katharina Petersen wurde 1937 holländische Quäkerin.
Auf Schloss Eerde waren ständig etwa 25 bis 30 Erwachsene beschäftigt, je zur Hälfte etwa Lehrpersonal und Funktionspersonal. Doch praktisch war diese Unterscheidung nicht von Bedeutung: „Um sich finanziell tragen zu können, war die Eigenarbeit aller Beteiligten – das heißt auch Doppelfunktion von Lehrkräften bzw. Unterrichtshilfe von Praktikern – eine Voraussetzung. Die Schule sollte durch diese Arbeit großenteils autonom werden und nicht nur Schule sein.“ Nicht von all diesen Personen gibt es biografische Daten oder Zeugnisse ihres Wirkens in Eerde. Doch einige von ihnen können im Folgenden kurz skizziert werden.

#### Heinz Wild
Heinz Wild (* 22. Dezember 1902 in Wien; † 1972), ab 1916 in Mainz aufgewachsen. Er absolvierte eine Gärtnerlehre und danach die Lehrerausbildung in Rudolstadt (Thüringen). Zeitweise war er Lehrer in der Freien Schulgemeinde Wickersdorf und hospitierte 1931 an der Odenwaldschule. Danach fand der eine feste Anstellung im thüringischen Schuldienst, aus der er nach der Machtergreifung der Nazis aus „rassischen Gründen“ entfernt wurde. 1934 ging er nach Eerde und war der erste Mitarbeiter der Quäkerschule. Er arbeitete dort bis zur Schließung der Schule, zuletzt als Lehrer für die jüdischen Kinder im Haus „De Esch“. Vor seiner freiwilligen Abreise in das Lager Vlught rettete ihn eine Bekannte, Laura van Honk, die ihn dann bei sich versteckte. Nach der Wiedereröffnung der Schule im Jahre 1946 gehörte er erneut zu deren Lehrkörper. 1952 kehrte er nach Deutschland zurück und arbeitete als Lehrer in Frankfurt, zuletzt als Rektor. Am 6. April 1971 wurde Heinz Wild aus dem Hessischen Schuldienst in den Ruhestand verabschiedet.
Im Rahmen der Sendereihe „Schule und Elternhaus“ (Hessischer Rundfunk) existiert ein Tonbandtranskript von ihm von der Sendung „Pädagogische Möglichkeiten des modernen Internats“ vom 1. Oktober 1968, in der er sich auf seine Erfahrungen in Eerde stützt. In der „Hirschgraben-Lesereihe“ hat er 1966 das Bändchen „Benelux“ herausgegeben, das auf den Seiten 34–39 auch Tagebuchaufzeichnungen von ihm für die Jahre 1934–1949 enthält – nichts allerdings was auf existenzielle Erlebnisse während seiner Jahre in den Niederlanden hindeutet. Zusammen mit seiner Frau soll Wild am Aufbau des Albert-Schweitzer-Kinderdorfs in Hanau beteiligt gewesen sein. „Er engagierte sich auch für die Gründung eines Albert-Schweitzer-Kinderdorfes in Hanau. Ein Bild des von ihm hochgeschätzten Albert Schweitzer stand immer auf seinem Schreibtisch.“
In dem schon erwähnten Tonband-Transkript eines Gesprächs mit Laura van Honk skizziert diese Heinz Wild als einen recht widersprüchlichen Charakter: Einerseits sei er ein aufopferungsvoller Pädagoge gewesen, andererseits habe er sich selbst in den Zeiten der Besetzung der Niederlande noch zu einem konservativ-nationalen Deutschtum bekannt.
Feidel-Mertz lud Heinz Wild Ende der 1960er Jahre als „Zeitzeugen“ in ein von ihr veranstaltetes Seminar an der Frankfurter Johann Wolfgang Goethe-Universität ein. In der Folge überließ er ihr „einen Koffer mit Originaldokumenten zur Geschichte und pädagogischen Praxis der Quäkerschule in Eerde. […] Für mich wurde dieser ‚Schatz‘ zur inspirierenden Grundlage meiner jahrze[h]ntelangen Erforschung der Wirkungsgeschichte emigrierter Pädagoginnen und Pädagogen und stellt noch heute, durch zusätzliche Recherchen angereichert, den umfangreichen Bestand meiner daraus hervorgegangenen Sammlung zur ‚Pädagogisch-Politischen Emigration (PPE)‘ dar.“ Diese Sammlung befindet sich heute in den Exilsammlungen der Deutschen Nationalbibliothek in Frankfurt am Main.

#### Kurt Neuse und Rose Neuse-Vickery
Kurt Neuse (30. September 1897 – März 1978) war seit 1934 Lehrer für Latein, Griechisch, Englisch und Geschichte und stellvertretender Schulleiter. Nach dem Weggang von Katharina Petersen wurde er 1938 kommissarischer Schulleiter. Seine Frau, die englische Quäkerin Rose Vickery (4. August 1902–1994), war die Buchhalterin der Schule.
In der Campus-Zeitung des Middlebury Colleges vom 15. Juni 1936 heißt es in einer Ankündigung: „Prof. Werner Neuse wird im ersten Semester […] im Urlaub sein. Dr. Neuse plant, mit seiner Familie nach Deutschland zu gehen, wo er in der Preußischen Staatsbibliothek der Universität Berlin forschen wird. Frau Neuse wird einige literarische Arbeiten durchführen, um ihre Abschlussarbeit zu vervollständigen, die begonnen wurde, als sie das Ottendorf-Stipendium erhielt. Die Neuses können auch für kurze Zeit nach Österreich und in die Schweiz gehen. Dr. Kurt Neuse, der derzeit in Ommen, Holland, an einer Quäkerschule für deutsche Flüchtlingskinder unterrichtet, wird im ersten Semester den Platz seines Bruders in der Deutschabteilung einnehmen. Er ist Absolvent der Universität Berlin und arbeitet an einer Arbeit über die englische Sprache.“ Ob es zu dieser Vertretungsprofessur gekommen ist, ist unwahrscheinlich, denn in einem Nachruf vom 17. Juni 2016 auf Kurt und Rose Neuses Sohn Richard heißt es: „1933 zog die Familie nach Ommen, Holland, wo die Quäker eine Schule, Eerde (heute Eerde International School), gegründet hatten. Hier lebten er, seine Eltern und seine drei Schwestern bis zum Ende des Zweiten Weltkriegs.“
Rose Neuse-Vickery war Quäkerin und kam 1928 an das Quäkerbüro nach Berlin. Sie erwarb an der Friedrich-Wilhelms-Universität in Berlin, der heutigen Humboldt-Universität, das Diplom als Lehrerin für Deutsch für Ausländer. In dieser Zeit lernte sie auch Kurt Neuse kennen. Die beiden heirateten 1929 und gingen gemeinsam nach Westpreußen, wo Kurt an einer Realschule in Schlochau unterrichtete. Hier wurde am 24. Februar 1931 Sohn Richard geboren. 1934 zog die Familie nach Eerde, wo später noch drei Töchter geboren wurden.
Kurt Neuse musste, nach dem Einmarsch der Deutschen in die Niederlande im Jahre 1940, sein Amt als Schulleiter niederlegen, blieb aber weiterhin an der Schule. Nach der Deportation der jüdischen Kinder im April 1943 zog er mit seiner Familie in das Haus „De Esch“. Ende 1944 tauchte er, Veteran des Ersten Weltkriegs, nach einem Einberufungsbefehl unter. „Nach seinem Verschwinden forderte Rose Neuse die deutschen Behörden auf, bei der Suche nach dem vermissten Vater ihrer vier Kinder zu helfen. Die Deutschen waren so verdutzt, wie sie vorgab zu sein, aber sie schienen nicht viel Energie auf die Suche nach dem flüchtigen Reservisten verwendet zu haben. Was sie nicht wussten, war, dass Neuse auf dem Dachboden des Wohnhauses seiner Familie Zuflucht gefunden hatte, wo er blieb, bis kanadische Truppen diesen Teil der Niederlande im April 1945 befreiten.“
1946 emigrierte Kurt Neuse in die USA und fand eine Anstellung an der Cornell University in New York; seine Frau Rose folgte 1947, nachdem sie zuvor noch ein Jahr in England geblieben war. Einer Notiz im Ogdensburg Journal vom 19. September 1959 ist zu entnehmen, dass 11 „Mitglieder der Fakultät der St. Lawrence University mit Beginn des Collegejahres 1959–1960 zu Wissenschaftlern berufen werden […] Zum außerordentlichen Professor befördert werden […] H. L. Kurt Neuse.“ Fünf Jahre später erschien am 1. April 1964 im FRIENDS JOURNAL. Quaker Thought and Life Today die folgende Kleinanzeige: „COLLEGE LEHRER, ab Juni in Rente, bereit, seine Dienste einer Institution anzubieten, die hier Deutsch (oder Latein und Griechisch) unterrichtet oder Englisch im Ausland. Referenzen auf Anfrage. H. L. Kurt Neuse, 10 Buck Street, Canton, New York.“ Diesen Pensionärs-Nebenjob dürfte er aber kaum noch ausgeübt haben, denn 1964 kehrten er und Rose nach England zurück.

#### Miss K.
Als der dreizehnjährige Hans A. Schmitt im September 1934 von Frankfurt aus seine Reise nach Eerde antrat, tat er das bis Neuss ohne Begleitung. Dort wurde er von Miss K. in Empfang genommen und verbrachte eine Nacht in der Wohnung ihrer Eltern, bevor sie zusammen die Reise nach Holland fortsetzten. Das Geheimnis, wer Miss K. war, wird von Schmitt niemals gelüftet, doch in seinen Erinnerungen kommt er mehrfach auf sie zu sprechen. Sein erster Eindruck: „Meine Reisebegleiterin sah jünger aus als jeder Lehrer, den ich je hatte. Auf unserer Reise am nächsten Tag würde ich erfahren, dass sie die neue Kunstlehrerin an meiner Schule sein würde. Aus ihrem Paß erspähte ich, dass sie erst dreiundzwanzig Jahre alt war, also nicht wirklich außerhalb des Zulässigen. Nach dieser Enthüllung profitierte sie von meiner günstigen Auslegung der zweifelhaften Umstände, und ich fand ihre Gesellschaft sehr viel angenehmer als ich erwartet hatte.“
1938 musste Miss K., eine praktizierende Katholikin, die sonntags regelmäßig die Messe besuchte, die Quäkerschule verlassen. Ein verheirateter Lehrer war beobachtet worden, wie er sich morgens aus dem Zimmer von Miss K. schlich, und dann stellte sich auch noch heraus, dass sie schwanger war. Schmitt rechtfertigt diesen Rausschmiss damit, „dass eine Bildungseinrichtung mit einem Kollegium und einer Schülerschaft, die beide vorwiegend ausländisch waren, im puritanisch ländlichen Holland jede Unterstellung einer sexuellen Lockerheit nicht überleben konnte. Schwangere unverheiratete Lehrer oder Schüler würden die Schule zerstören. Jeder, der die Regeln des Zölibats brach oder die der Monogamie, wovon verheiratete Erwachsene betroffen waren, gefährdete die Gemeinschaft und verlor alle Ansprüche auf ihre Toleranz.“ Er macht zugleich deutlich, dass im Falle von Miss K. eine doppelbödige Moral vorgeherrscht hat: Der in die Affäre verwickelte Ehemann durfte trotz seines Fehltritts seine Stelle behalten.

#### Molly Swaart
Hans A. Schmitt erwähnt sie als „plumpe, rosige, kleine Holländerin“, die Französischunterricht erteilt habe.

#### Jan Boost
Jan Boost war ab Oktober 1934 der erste Vollzeitlehrer für die niederländischen Schüler. Der Hintergrund hierfür war, dass die Quäkerschule Eerde zunehmend auch für holländische Schülerinnen und Schüler interessant geworden war, die in Konflikt geraten waren mit der rigiden Disziplin an holländischen weiterführenden Schulen. Diese Schüler waren zur Stabilisierung des Schul-Budgets wichtig, doch deren Eltern legten auch Wert darauf, dass ihre Kinder einen holländischen Schulabschluss erreichen konnten. Dies zu gewährleisten, war die Aufgabe von Jan Boost.
Boost hatte zuvor am Schweizer Internat Le Rosey unterrichtet, wo der letzte Schah von Persien, Mohammad Reza Pahlavi, und dessen Bruder zu seinen Schülern zählten. Warum Boost, der sich selbst als Kommunist bezeichnete, von dieser Schule weggegangen ist, kann auch Schmitt nicht sagen, doch er vermutet, dass „er zweifellos durch den Egalitarismus unserer Gemeinschaft und die Verpflichtung, die Opfer des Nazismus zu unterstützen, zur Schule gezogen“ worden war. Der Verehrer von Tolstoi und Kropotkin besuchte nie die sonntäglichen Meetings und war „der einzige Lehrer, der das Quäkertum demonstrativ ablehnte. Ich entdeckte bald, dass er die weltliche Disziplin ebenso verabscheute wie die organisierte Religion.“
Boost erlaubte seinen Schülern, seine private Bibliothek zu benutzen und machte sie mit der zeitgenössischen Literatur und dem zeitgenössischen Theater vertraut. Aber auch als Begleitperson für längere Fahrradtouren war er sich nicht zu schade, so dass Schmitt ihn als warmherzigen Freund empfand und als einen der Lehrer, der ihn in Eerde mit am meisten beeindruckt hat. Boost stolperte jedoch über einen Skandal, der – wie später der Fall von Miss K. – nach Schmitts Ansicht die Schule in Gefahr brachte. Eine fünfzehnjährige Schülerin und ein nur leicht älterer Schüler waren beim gemeinsamen Nacktduschen erwischt worden. Dies war eine „Verletzung der Gemeinschaftsregeln, für die beide sofort von der Schule ausgeschlossen wurden. Boost hatte keinen unmittelbaren Bezug zu einem dieser Ereignisse und potentiellen Skandale, aber in einer stürmischen Kollegiumssitzung widersetzte er sich der Vertreibung der beiden Schüler. Nicht, dass er Promiskuität befürwortete hätte. Sein eigenes mönchisches Dasein war ein Beweis dafür. Er glaubte einfach, dass sich Gemeinschaften reformieren sollten, statt die Missratenen rauszuwerfen.“ In der Folge dieser Auseinandersetzungen wurde Boosts Vertrag nicht verlängert – eine Entscheidung, die Schmitt, wie auch im Falle von Miss K. im Interesse der Schule für notwendig hält. Gleichwohl trauert er Boos nach: „Er wurde durch ein eher farbloses holländisches Ehepaar ersetzt, das wenig Charisma ausstrahlte und, im Gegensatz zu seiner trostlosen und verlassenen ‚Kapelle‘ [Boosts Arbeits- und Studierzimmer, das den Schülern immer offen stand], keinen angemessenen intellektuelle Reiz.“
Hans A. Schmitt erfuhr erst nach dem Ende des Zweiten Weltkriegs wieder etwas von Jan Boosts weiterem Schicksal. Dieser war „in Niederländisch Ostindien bei Aktion gegen die Japaner getötet worden […] Ich weiß nicht, wie er zu einem solchen Ende kam. Obwohl einer seiner Brüder ein regulärer Armeeoffizier war, übersteigt die Vorstellung von Jan Boost als Soldat die Phantasie. Man hätte sich vorstellen können, daß er sich mit unermüdlichem Enthusiasmus in das Dickicht des Widerstandes stürzt und das Martyrium in den Händen der Nazis erleidet. Aber für ein Empire zu sterben, das er verachtete und ablehnte, war ein schreckliches Schicksal für den Mann, der mir und einigen meiner Freunde unsere erste Bekanntschaft mit einem großmütigen Pazifismus und der Utopie der sozialen Gerechtigkeit vermittelte.“

#### Evelyn Green und Betty Shepherd
Aus England kamen im Herbst 1934 Evelyn Green für den Englischunterricht und Betty Shepherd als Mathematiklehrerin. Als Lehrerinnen mit englischer Muttersprache waren sie auch wichtig für den Unterricht für die Vorbereitung auf den englischen Schulabschluss. Evelyn Green war zudem Quäkerin, was die anfänglichen Bedenken der Quäker minimierte, Eerde könne eine Quäkerschule ohne Quäkerlehrer werden. Über diese nach ihm an der Schule eingetroffenen Lehrerinnen schreibt Schmitt: „Eine der Neuankömmlinge, Fräulein Green, eine lustige, gemütliche Spinnerin, lehrte ebenfalls Englisch, aber immer im Schatten von Herrn Neuse, der zu Recht, wie ich mich erinnere, fürchtete, dass sie zu tolerant gegenüber unseren Unvollkommenheiten wäre. Nichtsdestotrotz war sie für unsere Erziehung wichtig, denn sie kannte kein deutsches Wort und zwang uns so, ihre Sprache zu benutzen und in ihr heimisch zu werden. Die andere Britin, Betty Shepherd, die Mathematik in englischer Sprache in den Oberstufen unterrichtete, war ebenfalls einsprachig und sehr fromm. Jeden Sonntagmorgen, in der Morgendämmerung, fuhr sie mit dem Fahrrad in die reformierte Kirche in Ommen, und für den Rest des Tages blieb sie unsichtbar, lesend und betend, woran für solche missratenen und frivolen Schüler wie mich kein Zweifel bestand. […] Ich vermute, dass Eerde ihre erste Stelle war. Sie war gewissenhaft, aber oft mit wenig Verständnis dafür, warum ein so einfaches Thema wie das ihrige einigen von uns so viel Mühe machte.“

#### Thera Hofstede Crull
Thera Hofstede Crull (* 30. März 1900 – † 30. August 1966) war eine bekannte niederländische Kunsttöpferin und die Tochter eines niederländischen Industriellen, Rento Hofstede Crull, die auf Eerde ein eigenes Atelier unterhielt. Von 1931 bis 1958 war sie verheiratet mit:

#### Werner Eduard Albert Hermans
Werner Eduard Albert Hermans, der als Lehrer in Eerde arbeitete und 1938 die Leitung der holländischen Abteilung der Schule übernahm. „Hermans war […] ursprünglich Deutscher; kurz an der Odenwaldschule als Praktikant gewesen; noch als ‚Hermanns‘ nach Holland gegangen; kurz vor dem Einmarsch der Deutschen kam ihm, wie einem humoristischen Kommentar einer Eerdener Schulzeitung zu entnehmen ist, ‚ein -n- abhanden‘“
Werner Hermans (4. Februar 1905–1999) wurde als Werner Hermanns in Dortmund geboren. Er studierte in Heidelberg und arbeitete in den Semesterferien in der Odenwaldschule. Für einige Monate war er dort auch Referendar, aber wegen der politischen Lage wurde er 1932 nicht mehr eingestellt. Nach seiner Heirat mit Thera Hofstede machte er durch sie die Bekanntschaft mit den van Pallandts. Ab 1934 war er Lehrer in Eerde und zuständig für die holländischen Schüler. Nach seiner Einbürgerung als Niederländer und dem erzwungenen Rückzug Neuses als Schulleiter übernahm er 1940 die Leitung.
Hermans Rolle nach der Separierung der jüdischen Kinder ist undurchsichtig. Im Herbst 1941, nach der Separierung der jüdischen Schüler, suchte Wolfgang Cordan Hermans auf, der darüber wenig erfreut war. Cordan wollte wissen, welche Pläne die Schulleitung für die Sicherheit der Kinder habe: „Der Direktor, ein redlicher aber fantasieloser Mann, sprach vom Schutz der Quäker. ‚Wir sind doch eine Quäkerschule. Daran vergreift sich niemand.‘ Es war kaum zu glauben. Lernte die Welt nie?“ Und auch Hans A. Schmitt zeichnet ein eher diffuses Bild von Hermans: „Direktor Hermans […] ließ keinen Zweifel daran, dass das Schloss und seine unmittelbare Umgebung für jüdische Kinder geschlossen waren. Die tatsächlichen Ereignisse spiegeln eine weniger klare Trennung wider. Es ist auch bekannt, dass Hermans selbst zwei neue jüdische Schüler in die Schloßschule aufgenommen hat, wobei er die Anweisungen des Vorstandes völlig missachtet hat, nur Bewerber aufzunehmen, deren Ausweis ihre arische Abstammung dokumentiert.“
Nach der Besetzung der Schule durch die Deutschen Ende 1943 blieb Hermans in Eerde und arbeitete mit Mitarbeiter- und Nachbarschaftskindern. Bei Kriegsende wurde er „zum Befehlshaber eines Internierungslagers für niederländische Nazis ernannt: Als Quäker garantierte er eine humane Behandlung dieser Kollaborateure, ein Versprechen, das er voll und ganz einhielt“. Das „Internment camp for Dutch Nazis“, das Schmitt hier erwähnt, war das Schloss Eerde benachbarte Sammellager Erica.
Nach dem Neubeginn der Quäkerschule war Hermans sofort wieder dabei und auch Schulleiter der Neugründung, bis er 1947 durch den amerikanischen Quäker Horace Eaton abgelöst wurde. 1951 trennte er sich von der Quäkerschule und arbeitete fortan in einer von den Pallandts gegründeten Einrichtung. 1959 kehrte er, der inzwischen eine Pallandt-Tochter geheiratet hatte, nach Eerde zurück und wurde Schulleiter der von der Familie Pallandt gegründeten Internatsschule.

#### Titus Leeser
Titus Leeser (* 14. Oktober 1903 Köln – 3. Mai 1996 Zwolle) war ein niederländischer Maler und Bildhauer. „Leeser hat mit Aufträgen für das Königshaus eine gewisse Prominenz in Holland; er war enger Vertrauter der Familie van Pallandt, oft im Haus oder in der Schule; er unterrichtete eine zeitlang einige Semester Bildhauerei mit sechs Mädchen, wozu neben Heilwig Einstein die beiden Pallandt-Töchter Eriun und Irthe gehörten.“ Von Leeser stammt ein etwas seltsam anmutendes Lob für Katharina Petersen: „Frau Professor Petersen war eine überzeugte Quäker (geworden). Oh, fabelhaft! Sie hätte nur nie Shorts tragen müssen! Das Einzige, was ihr fehlte! … Aber: sie wollte so viel wie möglich sich der Jugend gleichschalten – warum mußte das mit Shorts sein? Aber sonst war sie eine fabelhafte Frau!“

#### Edith und Otto Reckendorf
Edith Reckendorf (* 24. August 1905 in Kiel), war eine am Bauhaus ausgebildete Weberin. Sie und ihr Mann Otto (* 25. Mai 1898 in Freiburg im Breisgau) stießen 1926 zu der von Max Bondy und Gertrud Bondy gegründeten Schulgemeinde Gandersheim im niedersächsischen Bad Gandersheim, wo Otto Reckendorf Mathematik und Naturwissenschaften unterrichtete und Edith Kunst und Weben.
Aus den biografischen Daten über ihre Tochter, Verena Reckendorf Borton, ergeben sich weitere Details: „Verena Reckendorf Borton repräsentiert die dritte Generation der Webtradition ihrer Familie, die bis zum Beginn des letzten Jahrhunderts in Nordeuropa zurückreicht. Sie erlernte ihr Handwerk zunächst als Kleinkind im Zweiten Weltkrieg im Atelier ihrer Mutter und später als Schülerin in den Klassen ihrer Mutter an einer internationalen Schule in den Niederlanden. Nachdem sie Ende der fünfziger Jahre in die Vereinigten Staaten eingewandert war, absolvierte sie schließlich ihre Lehre in den Ateliers in Massachusetts und Kalifornien der Meister-Weberin Edith Reckendorf.“
Mit dem zuvor angesprochenen Studio in Massachusetts war die von den Bondys nach deren Emigration in die USA gegründete Windsor Mountain School gemeint, wo Edith Reckendorf Mitte der 1960er Jahre wiederum Weben unterrichtete. Edith Reckendorf war mit dem zum George-Kreis gehörenden Wolfgang Frommel befreundet, wie der ehemalige Eerde-Schüler Claus Victor Bock berichtet.
Otto Reckendorf, unterrichtete in Eerde Mathematik und Naturwissenschaften. Er war zuvor Lehrer an der Odenwaldschule, bis er als Jude gezwungen worden war, diese zu verlassen. Gleiches widerfuhr ihm in Eerde, wie Hans A. Schmitt berichtete, der 1934 nach Eerde kam. Reckendorf sei zu der Zeit der einzige jüdische Lehrer an der Schule gewesen; er sei wegen seines jüdischen Glaubens gezwungen worden, sie zu verlassen.
 Wegen seiner Ehe mit Edith, die keine Jüdin war, habe ihm zunächst keine Verhaftung gedroht. Später tauchte er unter, wurde aber entdeckt und als Zwangsarbeiter zu einem Baubataillon geschickt. Er überlebte dies und unterrichtete nach dem Krieg, genau wie seine Frau, wieder in Eerde. 1952 ging er mit seiner Familie nach Amerika. Otto und Edith Reckendorf unterrichteten dort an der schon erwähnten Windsor Mountain School.

#### William Hilsley
Statt des an seiner unglücklichen Vorstellung gescheiterten Eduard Zuckmayer, der später sehr erfolgreich die Musikpädagogenausbildung in der Türkei aufbaute, kam William Hilsley, genannt Billy. Da „der musikalische Bereich […] in Eerde gleichberechtigt in seiner Wirkung neben dem praktischen und dem theoretischen“ stand, fiel ihm eine Art Schlüsselrolle zu.
Hilsley gehörte ebenso wie sein Freund Buri zum engsten Kreis um Wolfgang Frommel.

#### Friedrich W. Buri
Friedrich W. Buri, genannt Buri, arbeitete als Assistent einer Werklehrerin, von der er nur den Vornamen „Mia“ mitteilt, und dass sie bald nach Deutschland zurückgekehrt sei. Bei dieser Handwerkslehrerin handelt es sich vermutlich um das „Frl. Kemperdieck“, das William Hilsley in einem Tonband-Transkript vom 30. März 1981 erwähnt.

#### Max Adolph Warburg und Josepha Einstein
Max Adolph Warburg (* 10. Juli 1902 in Hamburg – † 22. Oktober 1974 in Epsom, Kent, England), Sohn von Aby Warburg und Mary Warburg (geborene Hertz), war Lehrer in Eerde und seit 1938 verheiratet mit Josepha Einstein (* 4. April 1903 – † 26. September 1988 in London), die 1934 mit ihren Kindern Hans (Hans E. Einstein, Arzt und Hochschullehrer) und Heilwig (Heilwig Dorothea Odlivak) und zusammen mit Katharina Petersen als Hauswirtschaftsleiterin an die Schule gekommen war.
Am 11. September 1945 hat sich Max Warburg beim German Educational Reconstruction Committee (G.E.R.) in London schriftlich um die Aufnahme die Gruppe jener deutscher Emigranten beworben, die mit der Hilfe von G.E.R. nach Deutschland zurückkehren wollten. Zu diesem Zweck hat er folgende Lebensläufe von sich und seiner Frau nach London geschickt:

„Dr. M.W., geb. 10. Juli 1902 in Hamburg als Sohn von Prof. Dr. Aby Warburg (seine Bibliothek ist der Universität von London angeschlossen als […] ‚Warburg Institute‘). Nach Abschluß der Schule Studium der klassischen Sprachen und Kunstgeschichte. Promotion zum Dr. phil. bei Prof. Dr. Werner Jaeger in Berlin (jetzt […] Harvard). Später Prüfung für das staatliche Lehramt für alte Sprachen, Kunstgeschichte und Philosophie. 1934 Auswanderung aus Deutschland wegen halbjüdischer Abstammung und auf Grund politischer Überzeugungen. Ging nach Holland an die Internationale Quäkerschule in Eerde bei Ommen, dort gearbeitet bis zur Schließung l943 zugunsten der Hitlerjugend. Ich lehrte deutsche Literatur, Griechisch, Latein, Geschichte, Kunstgeschichte, Geographie und Zeichnen. Ich ließ einige Spiele mit den Kindern aufführen und nahm teil an der praktischen Organisation.
1939 heiratete ich Josepha Spiero, geb. in Hamburg am 4. 4. l903. Tochter des Schriftstellers Dr. Heinrich Spiero, ein aufrechtes und aktives Mitglied der Bekennenden Kirche. Wie ich selbst ist auch meine Frau halbjüdisch. Sie besuchte die beste Schule für Sozialarbeiten in Berlin (Dr. A. Salomon) und hat ihre Fähigkeiten jahrelang in einer Arbeitersiedlung bei Hamburg unter Beweis gestellt. Ein Jahr war sie Schwester in einem Krankenhaus. Sie emigrierte auch 1934 nach Holland und arbeitete in der Quäkerschule seit deren Gründung als Hausmutter. Wir haben 2 Töchter von 2 bzw. 6 Jahren, die letztere wurde in London geboren.“

Diesem gemeinsamen Lebenslauf ist ein Schreiben vorangestellt, das viel über die Gefühlslage und die Hoffnungen von Menschen aussagt, die bereits 12 Jahre in der Emigration gelebt haben.

„Im letzten Jahr ist unter dem Druck der deutschen Besatzung in diesem Land das Problem der deutschen Reedukation für meine Frau und mich zu einem dringenden Anliegen geworden. Unsere Bemühungen, nach Deutschland einzureisen, waren bisher vergeblich. Als isolierte Einzelpersonen werden wir kaum eine Chance haben, dorthin zu gelangen, ohne Kontakt zu den zuständigen Behörden und organisierten Gruppen, die für den von uns gewählten Zweck arbeiten. Offensichtlich ist Holland in dieser Hinsicht eine Sackgasse. Die Zugehörigkeit zu Ihrer Vereinigung würde uns von einem Gefühl der Isolation befreien, das uns hier allmählich überwältigt (obwohl wir einzeln auf Verständnis treffen und uns Hoffnung machen, unser Ziel zu erreichen, bevor wir rasend oder vom nächsten Krieg gesegnet werden).“

Nach der Besetzung der Niederlande durch die deutsche Wehrmacht hatte das Ehepaar vergeblich versucht, in die USA auszuwandern, aber „Max Warburg und seine Ehefrau Josepha Einstein konnten die Niederlande nicht mehr verlassen und überlebten in Verstecken.“ Das Ehepaar hatte zwei gemeinsame Töchter, die in Eerde geborene Lux und die am Down-Syndrom leidende Iris, und musste sich vor allem noch um Josephas Tochter Heilwig Einstein kümmern, die, anders als ihr Bruder Hans, in Holland geblieben und als Jüdin besonders gefährdet war. Heilwig besaß gefälschte Papiere, doch ihre Eltern waren gezwungen, bis zur Befreiung der Niederlande insgesamt 22 Verstecke für sie ausfindig zu machen.
Nach dem Krieg wollte Max Adolph in Hamburg unterrichten, was ja Zweck seiner schon zitierten Bewerbung beim G.E.R. war. Aus welchen Gründen er dort keine Anstellung erhielt, wird auch von Chernow nicht überliefert. 1947 zog die Familie dann nach Dulwich in England und wurde dort bald eingebürgert. Max Warburg arbeitete nach seiner Einreise zunächst am Warburg Institute und ab 1948 als Lehrer an der reformpädagogisch orientierten Dartington Hall School, an der auch Josepha wieder eine Anstellung als Verwalterin fand. 1957 gründete er das „Department of History of Art“ am Liverpool College of Art, das er bis 1966 leitete. Seine Frau war parallel dazu von 1957 bis 1966 als Verwalterin an einem College der Church of England in Liverpool tätig.
Max Adolphs Zeit in England war überschattet von schweren Depressionen, unter denen er litt. Er unterzog sich einer Psychoanalyse und einer Elektroschockbehandlung und verbrachte seine letzten Lebensjahre „abwechselnd inner- und außerhalb von Heilanstalten“.
Feidel-Mertz attestiert Max Warburg, dass er zusammen mit Kurt Neuse den Geist und den Charakter der Quäkerschule Eerde geprägt habe.
Max Warburg ist ein älterer Cousin der Eerde-Schülerin Noni Warburg (siehe Unten).

#### Elisabeth Schmitt
Elisabeth Schmitt arbeitete ab 1935 zunächst unentgeltlich als Hausmutter an der Schule, um auf diese Weise das Schulgeld für ihren Sohn Richard zu finanzieren. Der ältere Sohn Hans, war bereits ein Jahr vorher Schüler in Eerde geworden.
Schmits Rolle im Zusammenhang mit dem dunkelsten Kapitel der Schule, der Deportation der jüdischen Schülerinnen und Schüler ist bis heute umstritten.

#### Wolfgang Frommel
Wolfgang Frommel war kein Lehrer an der Schule, aber ein häufiger Gast, wie Claus Victor Bock berichtet: „Bei musikalischen Veranstaltungen war er öfters zugegen, etwa bei Adventsfeiern oder bei der von Cyril nach einem Text von Andersen komponierten Tanzpantomime […] Auch erschien er zu einem Marionettentheater, zu dem Buri mit uns Puppen hergestellt hatte. Bei solchen Besuchen sprach er dann auf Einladung eines Lehrers oder einer Lehrerin, gelegentlich vor der Klasse. Ich entsinne mich an eine Unterrichtsstunde über ‚Lord Byron und Goethes Stellung zu ihm‘ […] Ein noch lange besprochenes Ereignis war der im November 1939 gehaltene Vortrag ‚Friedrich Hölderlins Brod und Wein als deutsche Prophetie‘ […] In den ersten Apriltagen 1940 war Wolfgang abermals in Eerde. Seine angekündigte ‚Einführung in Dantes Göttliche Komödie‘ lockte mich nicht.“ Frommel muss wohl bei seinen Besuchen auch im Schloss gewohnt haben, was aus dem folgenden Zitat hervorgeht, in dem Bock darufhinweist, dass Frommel diesmal anderweitig untergebracht sei: „Im April 1941 kam Wolfgang wieder. Er wohnte diesmal nicht im Schloss, sondern etwas ausserhalb zu Gast bei Edith Reckendorf.“ Auch Weihnachten 1941, den ersten Feiertag verbrachte Wolfgang Frommel noch in Eerde, wie dem Tagebuch von Klaus Seckel zu entnehmen ist: „In den Ferien sind sehr viele Altschüler zu Besuch da. Herr F. sprach uber Homer und erklärte einiges. Dann las er aus der Illias vor.“

#### Wolfgang Cordan
Wie Wolfgang Frommel hielt sich auch der ihm nahestehende Wolfgang Cordan zu Lesungen und anderen Veranstaltungen gelegentlich in Eerde (Ommen) auf:

„Im März 1941 hielt Wolfgang Cordan auch einen Vortrag in Ommen. Jetzt, wie Keilson schreibt, macht ein anderer Schüler einen großen Eindruck: der 17-jährige Johannes Piron (Name des Vaters: Kohn). Aus dieser Begegnung entsteht eine lebenslange Beziehung. Eine zweite ‘unerwartete Gefolgschaft’ (Cordan) ergab sich aufgrund seiner Freundschaft zu Thomas Maretzki, einem jüdischen Schüler der Schule, der gerade seinen Abschluss machte, aber noch keine andere Wohnung gefunden hatte. Nach der Einführung des Gelben Sterns (Mai 1942) überredete Cordan ihn, Schloss Eerde zu verlassen und sich ihm in Bergen anzuschließen. Zuerst fanden sie Zuflucht bei einem alten Freund von Wolfgang, Theo van der Wal […], später bei der Mutter von Chris Dekker, der zum Freundeskreis um Frommel gehörte.“

Cordan selber geht sehr ausführlich auf seine Besuche in Eerde, seine Kontakte zu einzelnen Lehrern, zu Schülern und seine Mithilfe bei der Flucht von drei jüdischen Schülern in seinem Buch Die Matte ein. „Man hatte mich nach Eerde eingeladen, um eigene Gedichte zu lesen. Ich freundete mich mit dem Deutsch- und Geschichtslehrer Dr. Warburg an, und so wurde aus dem Vortrag eine Reihe von kulturellen Vorträgen. Immer wieder fuhr ich nach Eerde, fasziniert von einer Schule, wie ich sie mir für mich gewünscht hätte.“ Cordans Aktivitäten sind in seinem Buch zeitlich selten präzise aufgeführt. Es lässt sich deshalb auch hier nicht sagen, wann er das erste Mal mit der Schule in Kontakt gekommen ist. 1938 siedelte er endgültig nach Amsterdam über, 1940 lernte er im Juni Wolfgang Frommel kennen. Dass die folgenreiche Begegnung mit Johannes Piron im März 1941 stattfand, sagt aber andererseits nichts darüber aus, ob Cordan auch zuvor schon in Eerde verkehrte.

#### Percy Gothein
In vielerlei Kontakt zu Eerde und einigen dortigen Schülern, vor allem zu den mit Frommels Hilfe untergetauchten, stand auch Percy Gothein, der am 25. Juli 1944 in Ommen verhaftet wurde und am 22. Dezember 1944 im KZ Neuengamme umkam. Er gehörte dem George-Kreis an und war ein enger Freund Frommels. Wolfgang Cordan brachte Gotheins Verhaftung in Zusammenhang mit homosexuellen Kontakten, während andere Darstellungen sie mit Widerstandsaktivitäten in Verbindung bringen.

#### Küche und Haus
Über die reinen Funktionsmitarbeiterinnen und -mitarbeiter der Quäkerschule finden sich nur sehr wenige Hinweise, und auch Hans A. Schmitt skizziert nur sehr knapp drei Personen:
Über die in den Anfangsjahren für die Küche zuständige Mitarbeiterin schreibt er:

“The staff of the school included the mistress of the kitchen, a massive, unsmiling north German with the face of a pugilist, Frau Kuck […], who commanded a team consisting of another German, her deputy Fräulein Emmy, and several Dutch girls, recruited in the surrounding villages.”

„Zu den Angestellten der Schule gehörte die Herrin der Küche, Frau Kuck […] eine derbe, ernste Norddeutsche mit dem Gesicht eines Boxers, die ein Team befehligte, das aus einer anderen Deutschen bestand, ihrer Stellvertreterin, Fräulein Emmy, und aus mehreren in den umliegenden Dörfern rekrutierten holländischen Mädchen.“

Marie Kuck, hatte vor ihrer Zeit in Eerde mit Rudolf Schlosser in der sächsischen Fürsorge- und Erziehungsanstalt in Bräunsdorf (Oberschöna) zusammengearbeitet. Ihre Kochkünste beschreibt Schmitt einmal als „solide, vorhersehbare, teutonische Küche“

“The garden was kept by a quiet, unobtrusive Dutchman, Paul Kruimel, whose skill as a soccer player never ceased to arouse our admiration.”

„Der Garten wurde von einem ruhigen, unauffälligen Holländer, Paul Kruimel, betreut, dessen fußballspielerisches Geschick niemals aufhörte, unsere Bewunderung zu wecken.“

“… the carpentry shop was supervised by Mijnheer Brouwer, a blond, handsome, but moody man. He was thin-skinned and quick to take offense at real or imaginary gestures of condescension from colleagues or students. But Brouwer was also a master of his métier, and whether he knew it or not, we liked and respected him.”

„Die Schreinerei wurde von Mijnheer Brouwer betreut, einem blonden, hübschen, aber launischen Mann. Er war dünnhäutig und bei echten oder eingebildeten herablassenden Gesten von Kollegen oder Schülern schnell beleidigt. Aber Brouwer war auch ein Meister seines Faches, und ob er es wusste oder nicht, wir mochten und respektierten ihn.“

### Schülerschaft

#### Soziale Herkunft und Prägung
Bereits in der Planungsphase stellte sich die Frage, wie mit den unterschiedlichen religiösen Orientierungen der Kinder umzugehen sei. Piet Kappers und einige deutsche Quäker verfochten einen liberalen Standpunkt, der jedem ein individuelles Recht zum Glauben zustand. Gleichwohl wurde bald klar, dass orthodoxe jüdische Eltern, unabhängig von den sehr speziellen jüdischen Speisevorschriften, kaum davon überzeugt werden könnten, ihre Kinder in eine Quäkerschule zu schicken. Und so „Eerde consequently became a haven for children not Jewish by religion but affected by Nazi assumptions of Jewish racial identity, raised in homes either no longer Orthodox or converted to Christianity or without any organized religious affiliation. It was, of course, equally accessible to Gentile youngsters whose parents suffered persecutions on exclusively political grounds. The resulting population showed no disposition toward religious dogmatism.“
Die Schülerinnen und Schüler, die kamen, waren demnach frei von familiär geprägtem religiösem Dogmatismus, aber sie waren auch hochgradig sozial selektiert und stammten, egal, ob es sich um deutsche Emigrantenkinder handelte oder um holländische Kinder, „aus dem teilweise prominenten Bildungsbürgertum, ihre Familien stellten Persönlichkeiten in Wissenschaft, Kunst und Politik“. Friedrich W. Buri charakterisiert die Schüler als die „mit rascher Auffassung begabten, schnell reagierenden und urteilenden jüdischen Kinder[…] aus meist intellektuellen Berliner, Hamburger Frankfurter Familien“, und von ihnen kamen viele – bis dann der Kriegsausbruch zu drastischen Veränderungen bei den Schülerzahlen führte.
Dass eine relativ homogene soziale Herkunft dennoch eine bunt gemischte Schülerschaft mit divergierenden Interessen nicht ausschließt, lässt sich aus den Briefen und Tagebuchaufzeichnungen von Enzio Meyer-Borchert gut nachvollziehen. Er verweist zunächst einmal auf das an der Schule praktizierte Kurssystem, das offenbar auf einer nach Alter und Leistung differenzierenden Einteilung der Schüler basierte. Er begann im September 1936 in einem C-Kurs, „der zu mir paßt“, wechselte aber innerhalb weniger Tage schon in einen anderen Kurs und schreibt: „Aber mein Kurs ist leider sehr albern. Im C-Curs, wo ich zuerst war, war das nicht so.“ Wenige Tage später berichtet er: „Heute fuhren der A- und B-Kurs, die Größten, nach Zwolle zum Film. Es wurde gespielt ‚Modern Times‘ mit Chaplin. Der Film ist in Deutschland verboten.“
Doch Meyer-Borcherts Schilderungen gehen über diese funktionalen Differenzierungen weit hinaus und beschreiben eine für einen dreizehnjährigen beachtliches soziales Distinktionsvermögen. Nachdem er zunächst auf eine frühere Freundschaft verwiesen hatte, fährt er fort: „Ich glaube, so etwas gibt es hier nicht leicht. Man fühlt sich eben zu einigen hingezogen. Man nennt diese dann Freunde und man fühlt sich von einigen abgestoßen und mit diesen will man nichts zu tun haben. Dann gibt es noch eine mittlere Schicht von Leuten, die einem gleichgültig sind. Man weicht ihnen nicht aus, spricht sie aber auch nicht so an.“ Die anklingende Gleichgültigkeit gegenüber bestimmten Schülergruppen verstärkt sich zu einer offenen Abneigung, die sich entlang bildungsbürgerlicher Attitüden bewegt: „Auf der einen Seite ist eine Gruppe, die eigentlich nicht fest umgrenzt ist, aber in der, um es etwas zugespitzt zu sagen, alle anständigen Leute sich befinden und alle netten. (Wieder verbietet die Bescheidenheit mir zu bekennen, dass ich zu ihnen zähle). Die zweite Gruppe umfasst, um es kurz zu sagen, die Verbrecher, den Abschaum, wenn auch nicht der Erde so doch von Eerde. Die äusseren Merkmale der beiden Lager sind die, dass die einen gern gute Musik hören, Bach Mozart etc., gern gute Bücher lesen und Gedichte, sich schöne Bilder ansehen wie wir früher mit Vater, zwar dies alles nicht etwa gemeinsam wie eine feste Gruppe, sondern einfach eben dass sie einzeln Interesse für schöne Dinge haben. Die anderen hören lieber Tanz- und Jazzmusik, benehmen sich rüpelhaft im Unterricht, führen schlechte Sitten ein (unter anderem das Rauchen, was bis vor längerem hier in Eerde verboten war) und fletzen sich den ganzen Abend um ein lautschreiendes Radio usw. Aber zu richtigen Kämpfen ist es bisher noch nicht gekommen.“ Natürlich äußern sich hier familiäre Vorprägungen eines Jugendlichen durch sein Elternhaus, er ist Sohn eines Landarztes, doch könnte sich hier durchaus auch eine Verstärkung derartiger Einstellungen durch die Zugehörigkeit zu dem Kreis um Wolfgang Frommel manifestieren, dem Wolfgang Cordan unterstellt, geheimen Hochmut und geheime mentale Vorbehalte zu pflegen und die Welt nur als eine unwürdige Szenerie für den Vollzug ‚wahren Lebens‘ zu betrachten. Für Cordan ist dies das Hidden curriculum, hinter der viel gelobten und bewunderten Arbeit – zum Beispiel der, des stillen und freundlichen Musiklehrers William Hilsley.

#### Vom großbürgerlichen Kind zum Bildungsbürgertum
Die überwiegende Herkunft der Schülerschaft aus dem deutschen Bildungsbürgertum fand ihre Fortsetzung in dem, was aus ihnen selber geworden ist. Hanna Jordan zitiert dazu Hans A.Schmitt, der anlässlich des Altschülertreffens 1996 feststellte:

„Die Teilnehmer sahen fröhlich aus und wirkten recht gut erhalten. Sie kamen aus aller Welt, USA, Kanada, Niederlande, Israel, Großbritannien, Schweden, Deutschland und Österreich. Vertreter aller Berufe, fast alle pensioniert oder ähnliches: Journalisten, Unternehmer, Banker, Archivare, Hochschullehrer, eine Bühnenbildnerin, Musiker, Verleger, Ärzte u. a. m. Erstaunlicherweise nahmen alle den meist seit über einem halben Jahrhundert unterbrochenen Dialog wieder auf, nachdem Krieg und Holocaust die Menschen überall hin verstreut hatte.“

Hans A. Schmitt weist an anderer Stelle darauf hin, dass 6 der ehemaligen 14 Eerde-Schüler, die zusammen mit ihm das Oxford-Examen bestanden haben, promoviert wurden und viele andere später Stellen an Hochschulen einnehmen konnten, auch an der Harvard University und an der Yale University.

„But what made the student body, in retrospect, as extraordinary as the faculty was the gifts and achievemnets of many of its members. As my contemporaries among the school population pass in review, I cannot claim to have lived among geniuses, but I remember an unusual number of successful talents.“

„Aber was die Schülerschaft im Nachhinein so außergewöhnlich machte wie das Kollegium, das waren die Begabungen und Leistungen vieler ihrer Mitglieder. Wenn meine Altersgenossen unter der Schülerschaft im Rückblick vorüberziehen, kann ich nicht behaupten, unter Genies gelebt zu haben, aber ich erinnere mich an eine ungewöhnliche Anzahl erfolgreicher Talente.“

Die in den nachfolgenden Abschnitten skizzierten Schülerbiographien liefern hinreichende Belege für diese These.

#### Entwicklung der Schülerzahlen
Mit zwei Schülern hatte die Schule ihre Arbeit begonnen, doch die Schülerzahlen stiegen schnell. „In the autumn of 1936, 1o3 students were in attendance: 96 boarders and 7 day-students. The number of Dutch children had risen to 17. Shortage of space necessitated the opening of another dormitory, at the villa ‚De Esch‘, where 18 students lived under the supervision of Werner Hermans and his wife, Thera. […] By the end of 1938 the student body reached its prewar maximum, approximately 150, including 21 Dutch pupils and 15 offspring of faculty. Staff had risen to 16. By September 1939, 300 children attended or had passed through the castle’s classrooms and, in many cases, completed an education from which German racial decrees would otherwise have excluded them.“ Zu dieser Zeit war auch der Geldtransfer für die deutschen Schülerinnen und Schüler noch möglich, so dass die finanzielle Situation der Schule gesichert blieb.

#### Schülermitbestimmung
Sowohl Feidel-Mertz als auch Hans A. Schmitt weisen auf die starke Stellung der Schüler-Selbstverwaltung an der Schule hin. Schmitt sieht darin – institutionalisiert in den Schulversammlungen – eine bewusste Anlehnung an die Konzepte der deutschen Landerziehungsheime. „Periodic assemblies of the entire community made decisions about rules of conduct. The advice of teachers naturally carried uncommon weight, but teachers did not run this institution. The chair was always occupied by a student, almost invariably of the age group closest to graduation, elected for one term. Early in 1935 students also elected a committee of ten that applied and implemented school rules and had jurisdiction over all areas of community life, except instruction. The most visible aspect of their work was the sharing of responsibility with faculty for the supervision of the school after the evening meal, including the ‚lights out‘ ritual for the different age groups.“ Für Hanna Jordan manifestiert sich in der Schülermitbestimmung etwas, was sie mit dem „Eerder Geist“ umschreibt: „Der Eerder Geist machte eine frühe Form von Mitbestimmung von Schülern, außer in Fragen des Lehrplans, in den dreißiger Jahren bereits möglich. Diese war späteren Versuchen, z. B. in den sechziger Jahren, an Qualität weit voraus. Der unaufdringliche Quäker-Background setzte hier Maßstäbe.“ In diesem Zusammenhang beschreibt sie auch einige Aspekte, die den schulischen Alltag aus der Schülerperspektive beleuchten:

„In unserer Mitte gab es erfreulicherweise keine ‚Heiligen‘. Nichts menschliches war uns fremd, Ärger und Kummer blieben uns nicht erspart. Aber das war es ja gerade! Freundschaften zwischen den älteren Mädchen und Jungen z. B. mit deutlich erotischer Komponente wurden mit Argusaugen, aber liebvoll und unauffällig vom Lehrerkollegium beobachtet. So manche Eltern, auch die meinen, erhielten von Zeit zu Zeit Zustandsberichte. Ein Pärchen wurde tatsächlich der Schule verwiesen. Für alle war ein notwendiges Maß an Disziplin selbstverständlich, und wenn Fehltritte geahndet wurden, sah man das auch meist ein. Ein nicht unwesentlicher Punkt, auch damals schon ein gewisses Problem, war die Frage: To smoke, or not to smoke? Während einer der berühmten ‚Stehversammlungen‘ nach dem Mittagessen auf der Freitreppe des Schlosses, geleitet durch Schüler, wurde beschlossen: No smoking. Bei einer solchen Gelegenheit kam auch schon mal das Lehrpersonal zu Wort.“

Der dreizehnjährige Klaus Seckel, der seit September 1941 in dem den jüdischen Kindern vorbehaltenen Haus De Esch lebt, beurteilt im Dezember 1941, zwei Jahre nach Hanna Jordans Weggang aus Eerde, die Selbstverwaltung weitaus skeptischer: „Drüben ist Jochen, der ehemalige Schulgemeindeleiter abgesetzt und ist ein Triumphirad gebildet worden, bestehend aus Tom, Aneke und Peter. Alle 2 Wochen sind Abende, wo Beschlüsse und ähnliches gefasst werden. Diese Abende sind verpflichtend. Zwischendurch sind noch einiege Discussionsabende welche nicht verpflichtend sind. Einiege (die meisten Deutschen davon) sehen diesem Triumphirad sehr pessimistisch entgegen. Ich denke nur das es sicherlich nicht viel schlechter werden kann, wie es in der letzten Zeit unter Jochens Leitung war.“

#### Schülerbiografien
Bei mehreren Hundert Schülerinnen und Schülern, die im Laufe ihres Bestehens die Quäkerschule Eerde besucht habe, muss sich ein biografischer Überblick auf Einzelfälle beschränken. Zuvor soll jedoch ein Überblick von Hans A. Schmitt zitiert werden, der die erfolgreiche Arbeit der Vorkriegsjahre herausstellt:

„Frühere Befürchtungen, dass das idyllische Leben innerhalb des Schlossgrabens die Fähigkeit der Schüler beeinträchtigen könnte, sich selbstständig in der Fremde zurechtzufinden,  erwiesen sich ebenfalls als unbegründet. In den letzten zwei Jahren vor dem Krieg mehrten sich die Erfolgsgeschichten, die ein viel ermutigenderes Ergebnis bestätigen.  Einige Inhaber des Oxford School Certificate setzten ihre Ausbildung an der St. Andrews University in Schottland fort, während fünf Eerde-Absolventen mit Wohnsitz in den Vereinigten Staaten Colleges und Universitäten von Swarthmore und Haverford bis zur University of California in Berkeley besuchten. Andere haben erfolgreich eine Berufsausbildung absolviert. Gerda LeRoy wurde Kindergärtnerin in Amsterdam; Carl Jacoby, ein besonders vielversprechender Praktikant des Töpferstudios von Thera Herman, perfektionierte sein Handwerk in New York; Peter Liebermann arbeitete nach Abschluss eines Landwirtschaftskurses in England auf einem Bauernhof in Australien; und jüngere Absolventen der Grundschule von Heinz Wild, die sich wieder mit ihren Familien im Ausland vereint hatten, waren sehr erfolgreich an weit entfernten Schulen in Portugal und Kalifornien. Einige, die durch die Umständen gezwungen waren, nach Deutschland zurückzukehren, blieben besonders entschlossen, ihren Kontakt zur Schule aufrechtzuerhalten und schrieben regelmäßig an Freunde und Lehrer. Auch sie haben sich schulisch in diesem unwirtlichen Klima, in das sie zurückkehren mussten, einen Namen gemacht.“

Dennoch sind natürlich von den vielen Schülerinnen und Schülern nur wenige öffentlich sichtbar geworden oder in Erinnerung geblieben – allen voran die oben schon vorgestellten jüdischen Kinder und Jugendlichen, die dem Nazi-Terror zum Opfer fielen. So kann der nachfolgende Überblick über einzelne Schülerbiografien auch nur eine schmale und zufällige Auswahl bieten, gestützt auf die vielfältigsten Publikationen über die Schule. Dem Überblick liegt zudem eine Dreiteilung zugrunde: Zuvorderst stehen die Namen derer, die sich aus unterschiedlichsten Quellen als Schülerinnen und Schüler identifizieren ließen. Dann folgen zwei Spezial-Gruppen: Zum einen diejenigen, die sich eindeutig, auch aufgrund eigener Schriften, dem Kreis um Wolfgang Frommel zurechnen lassen, in den auch die beiden Lehrer William Hilsley und Friedrich W. Buri involviert waren, dann jene, die – mit ähnlichem Background – stärker zu Wolfgang Cordan tendierten. Frommel und Cordan zusammen sind für Keilson-Lauritz – in Anspielung auf die von den beiden gemeinsam publizierten Kentaur-Drucke – die „Kentauren“: „Was sie vereinte, war jedoch nicht nur das Publikationsprojekt, sondern vor allem jene ‚höhere‘ Form der Liebe, die als pädagogischer Eros bezeichnet wurde. Dass Körperlichkeit dabei nicht verschmäht wurde, lässt sich in den Erinnerungsberichten der Jüngeren zumindest zwischen den Zeilen nachlesen,“ im Falle von Claus Victor Bock auch ziemlich direkt.

##### Allgemeine Schülerbiografien
- Bruno und Johannes Lüdecke, Zwillinge, waren die ersten Schüler der Schule (sie oben: Aufbaujahre). Für Hans A. Schmitt[24] waren sie „archetypisch für die Art von Schülern, die Eerde bevölkerten. Ihr halbjüdischer Vater, der von seiner Position als Direktor der Holzmindener Filiale der Braunschweiger Landesbank entlassen worden war, war gezwungen gewesen, seine Familie im Gästezimmer der Eltern seiner Frau in Berlin unterzubringen. Als die Gebrüder Lüdecke in Eerde ankamen, fanden sie keine Schule vor, sondern nur eine Ansammlung leerer Gebäude.“[178]
- Die Geschwister Einstein
  - Heilwig Einstein[179] und ihr Bruder
  - Hans E. Einstein (3. Februar 1923 bis 11. August 2012) waren die Kinder von Josefa Spiero Einstein (später: Warburg) und Fritz Einstein. Die Kinder verbrachten ihre Kindheit in Hamburg. Die Eltern waren Quäker, aber jüdischer Herkunft. Ein Jahr nachdem Hitler die Macht übernommen hatte, im Jahre 1934, verließ die Mutter ihren Mann und zog mit den beiden Kindern nach Eerde, wo sie für die Hauswirtschaft verantwortlich wurde. Hans schloss seine Schulzeit in Eerde im Alter von 16 Jahren ab und ging als Austauschstudent in die Vereinigten Staaten. Er besuchte die Furman University in Greenville (South Carolina), wo er Medizin studierte. Später avancierte er zur führenden Autorität über das Valley-Fieber, einer Lungenkrankheit.[146]
- Hanna Jordan wurde unter den Erfahrungen des Kriegs, den sie in Deutschland erlebte, eine engagierte Quäkerin.[180] Sie wirkte schon als Schülerin bei der Bühnenausstattung von Schulaufführungen in Eerde mit und wurde später eine bedeutende Bühnen- und Kostümbildnerin.
- Die Brüder Schmitt
  - Hans A. Schmitt (* 1921 in Frankfurt am Main – † 2006), Sohn von Elisabeth Schmitt erhielt ebenfalls die amerikanische Staatsbürgerschaft und wurde Historiker.
Er besuchte Eerde von 1934 bis 1937 und anschließend Colleges in Washington und Lee. An der University of Chicago studierte er Geschichte und schloss das Studium 1943 mit einem A.M. (Master) ab. Nachdem er amerikanischer Staatsbürger geworden war, trat er in die Armee ein und diente in deren Geheimdienst in Europa. Nach dem Krieg heiratete er Florence Arlene Brandow und promovierte 1953. Stationen seiner akademischen Laufbahn waren die University of Oklahoma, die Tulane University, die New York University und von 1971 bis 1991 die University of Virginia.[181]
Seine eigene Geschichte und die seiner Familie hat er in dem Buch Lucky Victim beschrieben (siehe Literatur), und seine Studie Quakers and Nazis beinhaltet auch eine Auseinandersetzung mit der Geschichte der Quäkerschule Eerde (siehe unten bei Literatur). Weitere Aufsätze von ihm sind auf der Webseite VQR-Journal: Hans A. Schmitt zugänglich. Zum Nachweis im WorldCat siehe: WorldCat-Identity of Hans A. Schmitt.
  - Richard Schmitt (* 5. Mai 1927 in Frankfurt am Main) kam 1946 in die USA und wurde 1952 eingebürgert.[182] Über ihn und seine Zeit in Eerde gibt es nur einen kurzen Hinweis in einer Publikation seines Bruders. Im Zusammenhang mit der Verpflegung der im Haus „De Esch“ separierten jüdischen Kinder schreibt der: „Das Küchenpersonal des Schlosses kochte weiter für die jüdischen Kinder, und Elisabeth Schmitts Sohn Richard – Sohn eines arischen Vaters, der unter eindeutigem Verstoß gegen die deutschen Anweisungen in De Esch wohnte – brachte mit einem an sein Fahrrad angehängten Wagen das Essen zu diesem Gelände.“[183] Wie sein Bruder Hans hat auch Richard Schmitt in den Vereinigten Staaten eine akademische Laufbahn einschlagen können: „Am Ende des Zweiten Weltkriegs gelang es ihm, nach Chicago zu ziehen, wo er die University of Chicago besuchte. Mit einem MA in Philosophie ging er nach Yale. Nach seiner Promotion wechselte er an die Brown University, wo er für philosophische Traditionen verantwortlich war, die von seinen analytisch orientierten Kollegen verachtet wurden. Er lehrte viele Jahre lang Existenzialismus und fügte in den späten 1960er Jahren den Marxismus seinem Repertoire hinzu. Im Jahr 2000 zog er sich von Brown zurück und lehrt seitdem an der Worcester State University und anderen Institutionen im Raum Worcester. Er hat Bücher und Artikel über Existenzialismus, Marxismus, Sozialismus und feministische Theorie veröffentlicht.“[184]
- Kurt Aufrichtig nannte sich später Keith Andrews und wurde Kunsthistoriker in Großbritannien.
- Wulf Künkel war wohl vom 7. September 1937 bis zum 29. September 1941 an der Schule.[185] Es handelte sich bei ihm sehr wahrscheinlich um den Sohn von Fritz Künkel und dessen Frau Ruth. Fritz Künkel hatte „ja selbst drei halbjüdische (!) Kinder, die er zu ihrer eigenen Sicherheit 1934 in einem holländischen Internat unterbrachte.“[186] Ob Wulf Künkel tatsächlich schon seit 1934 oder, wie es Feidel-Mertz nahelegt, erst ab 1937 an der Schule war, muss offen bleiben. Ebenso fehlen bei Feidel-Mertz Hinweise auf seine Geschwister Peter und Ruth-Maria (eventuell auch Eva-Maria, verheiratete Lipski) als Schüler von Eerde. Wulf wiederum wird in der Meldung Das erste Lebenszeichen im Aufbau vom 8. Juni 1945 als in Amsterdam befindlich erwähnt. Es handelt sich bei ihm vermutlich um den am 3. September 2013 verstorbenen Physiker am „Berkeley Lab“.[187]
- Peter Künkel wird in den Eerder Berichtsblätter vom September 1938 als jemand erwähnt, der nach „Haverford (U.S.A.)“ gegangen sei, was ein Hinweis auf das Haverford College sein könnte.[188] Petra Bonavita weiß über ihn zuberichten, dass er in Eerde als Palma Kunkel bekannt gewesen sei – in Anlehnung an eine Figur aus den Galgenliedern von Christian Morgenstern. Zusammen mit seinem Freund Fritz Hoeniger habe er im Sommer 1938 in Eerde das Oxford School Certificate erworben. 1940 habe er versucht, für Fritz Hoeniger ein Affidavit für die USA zu organisieren.[189]
- Frederick J. David Hoeniger, bekannt auch als Fritz Hoeniger oder David F. Hoeniger, * 1921 in Görlitz, besuchte die Schule in Eerde und erhielt im Jahr 1938 das Oxford School Certificate. Hegner lässt ihn seine weitere Geschichte erzählen: „Das Leben nach meiner Emigration 1938 gestaltete sich anfangs sehr schwierig. Englische Quäker brachten mich provisorisch für neun Monate in einem landwirtschaftlichen College unter. Später kam ich an eine schottische Universität, wurde dort aber als Deutscher zwangsinterniert. Alle Internierten wurden mit einem Schiff nach Kanada gebracht.“[190] Später zog er nach Toronto, wo er das Victoria College in der Universität von Toronto besuchte. Im Jahr 1946 schloss er sein Studium mit einem Bachelor of Arts in englischer Sprache ab. Von 1946 bis 1947 war er Dozent an der University of Saskatchewan und kehrte dann für die Jahre von 1948 bis 1955 als Dozent an das Victoria College zurück. Während dieser Zeit erhielt er einen Master (1948) und einen Ph. D (1954) von der University of London in der Folge eines British-Council-Stipendiums in den Jahren 1951 bis 1953. Im Jahr 1954 heiratete er seine erste Frau Judith F. M. Hoeniger, mit der er zwei Kinder hatte. Nach 1955 wurde Hoeniger auf viele Stellen an der Universität von Toronto berufen, unter anderem als Assistenz-Professor 1955, Associate Professor 1961, ordentlicher Professor 1963, Direktor des Zentrums für Reformation und Renaissance in den Jahren 1964–1969 und 1975–1979 und schließlich zum Vorsitzenden der Englischen Abteilung zwischen 1969 und 1972. Hoeniger ging in den frühen 1990er Jahren in den Ruhestand und wohnte mit seiner zweiten Frau Xu Xueqing in Toronto.[191] Sehr ausführlich wird das Schicksal der Familie Hoeniger von Petra Bonavita dokumentiert.[192]
- Nicht namentlich genannt wird ein Junge, der im Sommer 1942 ebenfalls aus dem Haus „De Esch“ geflohen und nach Frankreich gelangt sei.[193]
- Die Schwestern Ruhm
  - Beate Ruhm von Oppen (1918–2004)[194] war in den Anfangsjahren der Schule in Eerde gewesen und drängte ihre Eltern, auch ihre jüngere Schwester, Delia, nach Eerde zu schicken. Beate Ruhm von Oppen wurde 1939 an der University of Birmingham als B.A. graduiert und verbrachte die Monate 9/1968–5/1969 als „Member for Historical Studies“ am Institute for Advanced Study in Princeton.[195] Beate Ruhm von Oppen hat Bücher über den Deutschen Widerstand publiziert und über die Zeit der Besatzung nach dem Zweiten Weltkrieg.[196]
  - Delia Ruhm (* 1925 – † September 2014, verheiratete Walker), die auf Intervention ihrer älteren Schwester nach Eerde gekommen war, blieb nach den Sommerferien 1939 auf Wunsch ihrer Eltern in England.[197]
Die beiden Schwestern waren Schülerinnen der ersten Berliner Rudolf-Steiner-Schule. „Beide waren jüdischer Abstammung. Sie wuchsen in Berlin auf. Ihr Vater, Ernst Ruhm, arbeitete als Anwalt und ihre Mutter, Hilde Isaac, war eine bekannte Sopran-Sängerin. Delia wechselte von der ungeliebten Volksschule auf die Rudolf Steiner Schule, auf der sie sich sehr wohl fühlte. […] Als die Nationalsozialisten die Schulerziehung für jüdische Schüler verboten, besuchte Delia eine internationale ‚Quaker‘-Schule in den Niederlanden. 1939 zog sie dann zu ihrer Schwester Beate nach England, wo sie eine Schule in Cambridge besuchte. Kurze Zeit später konnten die Eltern der beiden Mädchen ebenfalls nach England emigrieren. Delia war immer schon eine begeisterte Flötistin. Nachdem sie ein Stipendium für die „Royal Academy of Music“ in London bekommen hatte, konnte sie dieses Instrument studieren und dann eine erfolgreiche Karriere als Flötistin starten. Delia heiratete Harlan Walker, mit dem sie eine Familie in Birmingham gründete. Sie starb mit 89 Jahren und hinterließ ihren Mann, zwei Söhne, eine Tochter und sieben Enkelkinder. Ihre Schwester Beate ging in die USA und arbeitete dort als Historikerin und Lehrerin. Sie starb mit 86 Jahren. Delia, ihre Schwester und ihre Eltern überlebten den Holocaust. Dank ihrer finanziellen Mittel hatten sie das Exil erreicht. Etwa 6 Millionen Juden gelang dies nicht: Sie erlagen dem grausamen Völkermord.“[198]
- Anna Isaac (* 4. November 1922 in Frankfurt am Main, später A(e)nne Alexander), kam Anfang 1939 zusammen mit ihrem später deportierten Bruder Hermann (siehe oben) aus Frankfurt an die Quäkerschule Eerde. Sie reiste im Sommer 1939 nach England und konnte dann nach Ausbruch des Zweiten Weltkriegs nicht mehr nach Holland zurückkehren.
Die Eltern von Hermann und Anne Isaac waren der Internist Simon Isaak (3. Juli 1881 in Köln – † 2. Februar 1942 in London) und die Arabistin Eveline Lypstadt (* 10. September 1898), wie ihr Mann ebenfalls israelitischen Glaubens. Simon Isaak war von 1925 bis 1939 Chefarzt im Jüdischen Krankenhaus in Frankfurt und seit 1921 ao. Professor an der dortigen Universität. 1935 wurde ihm an der Frankfurter Universität die Lehrbefugnis entzogen, 1938 folgte der Entzug der Approbation. 1939 emigrierte er zusammen mit seiner Frau Evelyn nach England.[199]
- Noni Warburg, * 15. März 1922, hieß eigentlich Charlotte Esther, wurde aber „nach einem Kinderbuch mit dem Titel ‚Noni, Loni nur ein Mädchen‘ nur Noni gerufen“.[200] Nach ihrer Heirat hieß sie Esther Shalmon und lebte in Israel, in Bear Sheva-Omer. Sie hatte 4 Kinder, acht Enkelkinder und elf Urenkel.[201]
Nonis Eltern waren Anna und Fritz Warburg, ein entfernter Verwandter aus der großen Warburg-Familie, den Anna 1908 geheiratet hatte. Beide waren prominente Juden in Hamburg und engagierten sich vor ihrer Flucht nach Schweden (1939) in vielen sozialen jüdischen Einrichtungen.[202] Noni Warburg ist die Schwester von Eva Warburg und Ingrid Warburg Spinelli sowie eine jüngere Cousine des in Eerde unterrichtenden Max. A. Warburg (siehe Abschnitt „Mitarbeiterinnen und Mitarbeiter“). Der Lehrer William Hilsley war ein Schulkamerad ihrer Schwester Ingrid aus der Schule Schloss Salem.
Noni Warburg kam 1935 nach Eerde, nachdem sie als jüdische Schülerin in Hamburg von der Schule verwiesen worden ar. Nach Chernow hat ihr älterer Cousin, Eric M. Warburg die Schule finanziell unterstützt.[203]
In dem Schulinfo „Quaker School Eerde“, Vol. III, No. 1, October 1939, heißt es in der Rubrik Hausnachrichten, dass Noni Warburg nach bestandenem Examen nach Schweden als Kindergärtnerin gegangen sei. Sie verließ die Schule zur gleichen Zeit wie Hanna Jordan. Im Vol. III, No 3, january/february 1940, berichtete Noni, dass sie in einem Kindergarten arbeite, der einem von den Quäkern gegründeten „settlement“ in einem sehr armen Teil von Stockholm angeschlossen sei.[60] Möglicherweise ging diese Tätigkeit aber auch noch mit einer Ausbildung einher, denn ihre Schwester Ingeborg Warburg Spinelli berichtet in ihren „Erinnerungen“: „Noni wurde Kindergärtnerin in Stockholm im Pestalozzi-Fröbel-Haus. Sie machte ihr Examen bei Alva Myrdal, der Frau von Gunnar Myrdal und damaligen Direktorin des Instituts für SozialPädagogik.“[204]
Aus den Jahren 1944 und 1945 ist ein Briefwechsel zwischen Noni Warburg und William Hilsley dokumentiert, den dieser noch aus dem Internierungslager heraus führte und während seiner Befreiung von Italien aus fortsetzte.[205]
Über ihr Leben nach dem Zweiten Weltkrieg berichtet Chernow, dass sie in Israel mit tauben und blinden Kindern gearbeitet habe.[206] Am Beispiel ihres Sohnes David musste sie allerdings auch erleben, wie sich ein Teil der jüngeren israelischen Generation, „die mit der Vergangenheit ihrer Eltern und Auseinandersetzung über Probleme der Gegenwart, mit dem Nationalsozialismus und dem Zionismus nicht fertig wird, in einen Elfenbeinturm in geschlossene, mystisch-religiöse Gemeinschaften zurückzieht, die sie mit ihrer Dogmatik davor schützen, sich mit der Gegenwart wirklich auseinanderzusetzen. […] David […] entschloß [sich], orthodox zu werden und in eine Jeschiwah zu gehen, weil er mit den Problemen Israels nicht fertig wurde. […] Diese Flucht in die Vergangenheit oder in religiöse Orthodoxie läßt nur einen kleinen Platz im Herzen für eine begrenzte Beziehung zu den Eltern. Bei meiner Schwester Noni und ihrem Mann Seef haben mir vor allem ihre bewundernswerte Ruhe und Überlegenheit und Nonis Geduld Eindruck gemacht.“[207]
- Werner John Bing (* 27. August 1919) war ebenfalls ein Schüler in Eerde und stammte aus einer Familie, die mit den Warburgs entfernt verwandt war. Er und seine Schwester Anneliese (* 16. September 1920. später verheiratete Ann Halstead) waren Kinder des Ehepaares Ernst und Erna (geborene Stern) Bing. „Die Familie war entfernt mit den Warburgs verwandt. Ernest Bing besaß zusammen mit seinem Schwager Walter Stern ein Sach- und Unfallversicherungsgeschäft.“[208]
In den frühen 1930er Jahren ging Werner nach Eerde, weil die Schule als ein sicherer Ort für Juden galt. „1938 reiste Werner durch Deutschland, um am 80. Geburtstag seines Großvaters Leo Stern in der Schweiz teilzunehmen. Dies war das letzte Mal, dass er durch Deutschland reiste, bevor er sechs Jahre später als amerikanischer Soldat zurückkehrte. Ein paar Monate später zog er mit seiner Schwester Annelise nach England.“[208]
 Werner arbeitete hier im Büro einer Niederlassung des Geschäfts seines Vaters. Die Eltern emigrierten 1938 in die USA, wo sie ihr Geschäft neu aufbauten. Werner und Anneliese folgten ihnen 1939. „Nach dem Eintritt Amerikas in den Zweiten Weltkrieg trat Werner John in die Armee der Vereinigten Staaten ein und diente zunächst als Artillerist und später als Vernehmer von gefangenen Nazis. Nach seiner Rückkehr in die Vereinigten Staaten heiratete er am 9. Februar 1947 Maya Spiegelberg.“[208] Ob Werners Schwester Anneliese auch Schülerin in Eerde war, ist nicht überliefert.
- Peter West Elkington, * 24. Juli 1923 in Germantown (Pennsylvania) – † 23. September 2009 in Revelstoke (British Columbia), besuchte zunächst in Germantown eine Quäkerschule. Im Schuljahr 1938/1939 besuchte er die Quäker Schule in Eerde, während seine Eltern für Quaker-Organisationen in Berlin arbeiteten. Danach verbrachte er ein Jahr an der Westtown School in den USA, bevor er 1941 zum Militärdienst eingezogen wurde.[209]
Was aus diesem Nachruf nicht hervorgeht: Peter W. Elkington war kein jüdischer Schüler, sondern der Sohn des Leiters des „Internationalen Quäker-Büros“ in Berlin, Howard Elkington. Vater Elkington, sein Sohn und ein Freund von diesem unternehmen im Sommer 1939 zusammen eine Reise durch Deutschland. Sie besuchen Stuttgart und werden kurz danach vom deutschen Überfall auf Polen überrascht. Howard Elkington telefoniert mit Berlin und erfährt, dass sein britischer Stellvertreter geflohen war. Er beschließt darauf, sofort nach Berlin zu reisen „und weist seinen Sohn und dessen Freund an, mit dem Cabrio bis nach Paris zu fahren, um von dort aus nach Eerde zu gelangen. Ohne einen Führerschein und nur mit ein paar Brocken Französisch beginnen die beiden Jugendlichen eine abenteuerliche Reise durch Frankreich, in dem schon die Truppen mobilisiert werden.“[190] Was sich anschließt, ist ein Road-movie: Auseinandersetzung mit der französischen Gendarmerie, Weiterfahrt nach Paris, Trennung der beiden Freunde und Rückgabe des Autos, Frankreich und Großbritannien erklären Deutschland den Krieg, Schließung der französischen Grenzen. Peter W. Elkington sitzt fest und kann nicht nach Eerde weiterreisen. Mit seinem letzten Geld kann er eine Schiffspassage nach Großbritannien bezahlen und erwischt dort ein Ticket für das letzte noch in Richtung USA auslaufende Schiff, die Aquitania. „Damit die Aquitania nicht geortet werden kann, herrscht während der Überfahrt totale Funkstille. Mit Höchstgeschwindigkeit steuert man auf New York zu. So taucht Tage später die Aquitania wie aus dem Nichts im Hafen auf, wo man schon den Untergang des Schiffes befürchtet hatte. Die abenteuerliche Flucht des 16jährigen nimmt ein glückliches Ende.“[190]
 Elkington überlebte auch den Zweiten Weltkrieg. Er studierte in Harvard Geschichte und schloss das Studium 1949 ab. Danach absolvierte er in den frühen 1950er Jahren einen Master of Education an der Temple University und begann eine lange Karriere in der Lehre. Nachdem seine erste Ehe 1967 geschieden wurde, heiratete er Mary Ruth (Sharum) Schwarz und zog ins kanadische Yukon-Territorium. Er wurde kanadischer Bürger, und er und seine Frau lebten in verschiedenen Städten in British Columbia. Vom Jahr 1977 lebte das Paar in Revelstoke. Nach seinem Ausscheiden aus dem Schuldienst eröffnete er ein Computer-Geschäft und begann zu schreiben.[209]
- Guus Hollander wird von Hanna Jordan als toller Organisator des Altschülertreffens gerühmt und als Banker in Holland, bei dem ein Gratiskonto für den Gedenkstein in Eerde eingerichtet worden sei.[94] Altersmäßig passend könnt es sich bei ihm um Guus Hollander, * 25. Dezember 1925 – † 9. April 2016, aus Emmen handeln, über den es in einem kurzen Nachruf heißt: „In Emmen ist Herr Guus Hollander im Alter von neunzig Jahren verstorben. Er war in den frühen Tagen des Profifußballs […] von April 1987 bis 1989, Mitglied des Vorstands der damaligen Vereins in Emmen. Der Bank-Manager hatte die Finanzen des Vereins zu reorganisieren und tat dies mit harter Hand. Guus Hollander wurde bekannt als der Mann, der die Hand auf den Geldbeutel hielt, als dieser durch unverantwortliche Ausgaben bedroht war.“[210]
- Hans Schneider, * 24. Januar 1927 in Wien; † 28. Oktober 2014 in Madison (Wisconsin), war ein in Österreich geborener britisch-US-amerikanischer Mathematiker.[211]
- Werner Warmbrunn, * 1920 in Frankfurt am Main; † 19. Juli 2009 in Claremont (Kalifornien), war der Sohn des Chemikers David Warmbrunn, der ein eigenes kommerzielles Laboratorium besaß. 1936 zog die Familie Warmbrunn nach Amsterdam, wo Werner Warmbrunn das Barleus Gymnasium besuchte. 1939 verließen seine Eltern die Niederlande und ließen sich in den Vereinigten Staaten nieder. Werner Warmbrunn blieb in Holland zurück und besuchte die Quäkerschule Eerde (vermutlich die Landbauschule). Im Jahr 1941 kam er in die Vereinigten Staaten, wo er bei seiner Schwester auf einem Bauernhof in der Nähe von Cornell (Ithaca (City, New York)) wohnte. Im gleichen Jahr noch begann er ein Studium an der Cornell University und schloss es 1943 mit dem BA ab.
Werner Warmbrunn arbeitete danach als Lehrer an Schulen in New Hampshire und in Vermont, bevor er nach Kalifornien ging und an der Stanford University seinen Doktortitel in Geschichte erwarb.
Zwischen 1949 und 1952 arbeitete Werner Warmbrunn als Co-Direktor an der Peninsula School in Menlo Park, Kalifornien. Von 1952 bis 1964 war er Berater für ausländische Studenten und Direktor am Bechtel International Student Center der Universität Stanford.
1963 wurde Werner Warmbrunn vom damaligen Präsidenten an das Pitzer College berufen, um bei der Neugestaltung der akademischen Programme mitzuwirken. Hier wurde er 1991 emeritiert.[212]
Hildegard Feidel-Mertz ist durch Warmbrunns Buch The Dutch under German occupation 1940–1945[213] auf ihn aufmerksam geworden und hat 1981 ein längeres Interview über die Quäkerschule Eerde mit ihm geführt.[60]
- Carl Jacobi, ein ehemaliger Schüler aus Eerde, der laut den Eerder Berichtsblätter vom Februar 1939 nach New York abgereist war, berichtet in einem Brief vom 3. Januar 1941 über ein Altschülertreffen in New York. An diesem Treffen haben unter anderem teilgenommen:[214]
  - Lore Dessauer[215] besuchte die Höhere Mädchenschule in Offenbach,[216] die sie nach der Untertertia aufgrund ihrer jüdischen Abstammung verließ, um auf eine jüdische Schule in Offenbach zu wechseln, vermutlich an die 1935 gegründete jüdische Volksschule.[217] Da dort keine gymnasiale Ausbildung möglich war, schickten ihre Eltern ihre damals 13-jährige Tochter Eerde. Lores Vater starb im Februar 1939 an den Folgen seiner Haft in einem Konzentrationslager. Der Mutter gelang kurz darauf die Flucht nach England, wo sie im Sommer 1939 von Lore besucht wurde. Deren Rückkehr nach Eerde vereitelte der Ausbruch des Zweiten Weltkriegs. Mutter und Tochter konnten 1940 in die USA emigrieren.
  - Peter Gruenthal
Hans A. Schmitt erwähnt auch die spätere New Yorker Psychiaterin Ruth Gruenthal, geboren am 28. August 1922. Bei ihr handelt es sich vermutlich um die Schwester von Peter Gruenthal.[218]
  - Stefan Ochs
  - Richard (Ochs ?)
  - Halu Rose
  - Hans-Bernd Elkan
  - Gerd Alfred Elkan
  - Stefan Kaufmann. Bei ihm handelt es sich vermutlich um den von Schmitt erwähnten Physiker Steven Kaufmann, der am Argonne National Laboratory gearbeitet habe.[219] Ohne dessen Namen zu nennen, berichtet Hanna Jordan aus Anlass eines Altschülertreffens über ihn: „Ein Junge aus Wuppertal, mit dem ich als Kind gespielt hatte und den ich 1937 zuletzt sah, (jetzt muß er so um die 77 sein) lebt bei Washington, hat einen abenteuerlichen Beruf und übt ihn immer noch aus. Er hat eine Supermaschine erfunden, die testen kann, ob eine Atomanlage kaputt zu kriegen ist oder standhält. Löst irre künstliche Erschütterungen aus.“[220]
- Fritz Kestner (* 26. August 1916 in Hamburg – † 18. März 2007 Dorchester-on-Thames) besuchte die Schule in Eerde vom September 1934 bis zum Januar 1935. Er war der erste Schulgemeindeleiter (Schüler-Selbstverwaltung).[221]
Fritz (Friedrich) Kestner wurde 1916 in Hamburg geboren. Er war Schüler der Lichtwarkschule. Nach seinem Schulabschluss in Eerde erhielt er einen Einberufungsbefehl zur Deutschen Wehrmacht und kehrte daraufhin nicht nach Deutschland zurück, sondern emigrierte nach England, als erster Schüler aus Eerde, der nach England ging. Seine Eltern Otto und Eva Kestner flohen wenige Wochen vor Ausbruch des 2. Weltkrieges ebenfalls nach England.[222]
- Michel (Michael) Schottlaender war in den Jahren 1937 bis 1938 Schüler in Eerde.[214] Er wurde 1924 geboren und starb 1989. Michael Schottlaender, der sich später Scott nannte, war der Sohn von Rudolf Schottlaender und Hilde Marchwitza, der Schwester von Günther Anders.[223]
- Peter Kaufmann wird von Hans A. Schmitt in einem 1940 geschriebenen Brief an seinen in Frankfurt lebenden Vater erwähnt: „Ich hatte meine überraschende Begegnung auf dem Campus mit einem Klassenkameraden aus Eerde, Peter Kaufmann, berichtet, der das Seminar der Brüderkirche an der Westseite von Chicago besuchte. Ich kritisierte kräftig und intolerant seine Entscheidung, Pfarrer zu werden, und betrachtete das als Verrat am aufgeklärten Unterricht an unserer Internatsschule. Mein Vater hat mich wegen einer solchen Respektlosigkeit gegenüber der Überzeugung eines anderen verurteilt, und ich verteidigte mich, indem ich darauf bestand, dass es nicht das Bekenntnis meines Klassenkameraden war, das mich abgestoßen hat, sondern die dogmatische Voreingenommenheit des Klerus auf Kosten der Ethik.“[224]
- Marion Ballin (* 5. April 1921 in Hamburg – † 30. Mai 2009 in San Antonio) wird von Hans A. Schmitt als erste Mitschülerin in Eerde erwähnt, in die er verliebt gewesen sei. Er bezeichnet sie als die Enkeltochter des Hamburger Reeders Albert Ballin, die Mitte der 1930er Jahre die Schule in Eerde besucht habe und von dort aus 1935 zusammen mit ihrer Familie nach Mexiko emigrierte sei.[225]
Marion Ballin war jedoch keineswegs die Enkeltochter des bekannten Reeders. Ihre Eltern waren Rosa Spiro Ballin (* 18. Mai 1895 – † 9. Mai 1932 in Hamburg)[226] und Alfons Ballin, geboren 1888 in Hamburg.[227] Aus welchem Zweig der weitverzweigten Ballin-Familie Alfons stammte, ist nicht bekannt.[228]
Alfons Ballin, der sich auch Alfonso nannte, emigrierte tatsächlich nach Mexiko, allerdings ohne Marions Mutter, die zum Zeitpunkt der Emigration bereits verstorben war.,[229] und insoweit stimmt dann auch der zweite Teil von Hans A. Schmitts Erinnerung an seine Schulfreundin.
Marion Ballin ist später von Mexiko aus in die USA eingewandert und hat dort in erster Ehe Berthold Adler geheiratet.[230] In zweiter Ehe war sie mit dem amerikanischen Diplomaten und Wissenschaftler deutscher Herkunft Herbert John Spiro (* 7. September 1924 in Hamburg – † 6. April 2010) verheiratet und trug den Namen Marion Ballin Spiro.[231] Ob Herbert Spiro in verwandtschaftlichen Beziehungen zu der Familie Spiro stand, der seine Frau mütterlicherseits entstammte, ist nicht geklärt.
- Marianne Josephs findet ebenfalls Erwähnung bei Hans A. Schmitt. Sie sei 1935 an die Schule gekommen, habe hier das „Oxford School Certificate“ erworben und sei ein oder zwei Jahre nach ihm, also 1938/1939 mit ihrer Familie nach Brasilien emigriert.[232]
Marianne Josephs, zu der Schmitt eine langjährige Freundschaft unterhielt, konfrontierte ihn 1956 mit einer ihm unverständlichen Ablehnung der Kultur des Landes, das sie als Emigrantin aufgenommen hatte. „Ich erinnere mich, von ihrer Klage getroffen worden zu sein, dass Einwanderer wie sie nicht Brasilianer werden könnten wie Überlebende unserer Familie Amerikaner geworden waren. Sich zu assimilieren, sagte sie, bedeutete, ein ‚kulturelles Niveau‘ zu akzeptieren, zu dem sie nicht bereit wäre, sich herabzulassen. Ich war damals platt über diesen Kultur-Snobismus, aber in späteren Jahren bin ich dahin gekommen, diese Bemerkung in einem anderen Licht zu sehen. Die Josephs, wie die Ballins – und auch meine eigenen jüdischen Vorfahren – waren seit Generationen Deutsche und waren völlig unvorbereitet auf die plötzliche Ausgrenzung. Zwanzig Jahre nach dem Beginn unserer Jugendfreundschaft auf dem Weg ins Exil war deren älteste Tochter noch immer nicht mit dieser persönlichen und kollektiven Katastrophe fertig geworden. Die deutsche Zivilisation stellte noch immer die Maßstäbe dar, nach denen Marianne alles in ihrem physischen und spirituellen Bereich beurteilte. Auch ihr Leben war von Hitler vergiftet worden. Dennoch schlägt ihr jüdisches Herz in Sao Paulo – wo sie ihr Erwachsenenleben gelebt hat – wie während ihrer Kindheit in Deutschland weiterhin als deutsches.“[233]
Im Aufbau vom 3. Juli 1942 stellen sich Marianne Josephs und Rudolf Lanz, beide wohnhaft in São Paulo, als Verlobte vor.[234]
- Rudolf Lanz (* 18. Juli 1915 in Budapest – † 30. Juni 1998 São Paulo), ein Jurist, war wie Marianne Josephs († 1987), die er noch 1942 heiratete, ein europäischer Emigrant, der in Brasilien Zuflucht fand. Dort widmeten sich beide der Anthroposophie und gehörten 1956 zu den Mitbegründern der ersten brasilianischen Waldorfschule.[235] „Mit der wachsenden Schule wurde eine Lehrerausbildung immer notwendiger. Anfänglich besuchten die künftigen Lehrerinnen und Lehrer noch das Waldorflehrerseminar in Stuttgart, Deutschland. Mit der Einführung der portugiesischen Sprache im Hauptunterricht wurde es notwendig, eine brasilianische Lehrerausbildung einzurichten. Aus Einführungskursen für Eltern, die vom Ehepaar Rudolf und Marianne Lanz organisiert wurden, entwickelte sich seit 1970 eine Ausbildungsstätte für Waldorflehrer.“[236] Rudolf Lanz hat Schriften von Rudolf Steiner ins Portugiesische übersetzt und selbst auch auf Portugiesisch Schriften über die Anthroposophie verfassr.[235] Seine Frau Marianne war „ihm bis zu ihrem Tode im Jahre 1987 seine treue Begleiterin auf allen seinen Wegen“.[235] Eine 1996 gegründete Waldorfschule in Sao Paulo heißt heute „Escola Rudolf Lanz“.[237]
- Klaus Werner Epstein (* 6. April 1927 in Hamburg; † 26. Juni 1967 in Bonn) war ein deutsch-amerikanischer Historiker.[238]
- Karl Joachim Weintraub war seit 1935 Schüler in Eerde. Mit Unterstützung der Quäker konnte er 1948 in die USA einreisen und lehrte von 1954 bis 2002 als Historiker an der University of Chicago.
- Tatjana Wood, geborene Weintraub, ist Karl Joachim Weintraubs Schwester und ebenfalls ehemalige Eerde-Schülerin. Sie entwickelte sich in den USA zu einer bekannten Coloristin von Comics.
- Johan Hajnal-Kónyi (* 26. November 1924 in Darmstadt – † 30. November 2008 in London) war ein ungarisch-britischer Wissenschaftler auf den Gebieten der Mathematik und Statistik.[239] Er entstammte einem ungarisch-jüdischen Elternhaus. Seine Eltern flohen 1924 vor dem zunehmenden Antisemitismus in Ungarn und ließen sich in Darmstadt nieder. Von hier aus kam Johan 1936 nach Eerde, während seine Eltern erneut emigrierten, diesmal nach Groß-Britannien. 1937 folgte Johan seinen Eltern nach. Ab 1956 hatte er eine Anstellung an der London School of Economics.[240]
- Michael Rossmann. Der spätere Biologe Rossmann war Anfang 1939 an die Quäkerschule gekommen.[241] Wie eine Vielzahl anderer Schülerinnen und Schüler auch, reiste er in den Sommerferien des gleichen Jahres zum Besuch von Eltern oder Verwandten aus Eerde ab und wurde durch den Ausbruch des Zweiten Weltkriegs an einer Rückkehr nach Holland gehindert. Michael Rossmann blieb bei seiner Mutter in London und setzte seine Ausbildung später an einer englischen Quäkerschule fort.[242]
- Barbara Seidler (* 10. November 1925 – † 2000 in England) war die Tochter von Georg Seidler (* 30. September 1900 in Braunschweig – † 1943 als Soldat auf der Krim) und dessen Ehefrau Luise-Emma Bernstein (* 21. Dezember 1900 in Braunschweig – † um 1975 in London).
Während ihr Vater 1932 mit der Montaña-Expedition nach Peru aufgebrochen war, besuchte Barbara nach der Machtergreifung der Nazis die Schule Eerde und folgte dann 1934 zusammen mit ihrer Mutter dem Vater nach Peru. Nach der Rückkehr von dort – der genaue Zeitpunkt ist nicht bekannt – und der Trennung der Eltern konnte sich Georg Seidler vor seinem Tod im Jahre 1943 noch um seine bedrohte Tochter kümmern. „Sie entging der Zwangsarbeit und Deportation in der Diakonissen-Anstalt Neudettelsau bei Nürnberg, wo ihr Vater sie verborgen hatte. Nach Ende des Krieges folgte sie der Mutter nach England, sie wurde Ärztin und arbeitete in einem Londoner Krankenhaus.“[243] Lange Zeit lebte sie in Südafrika und leitete in KwaZulu-Natal eine Klinik für die schwarze Bevölkerung. Als sie sich gegen die Pläne der Regierung wandte, zehntausende Zulu in ein Homeland umzusiedeln, wurde sie des Landes verwiesen und lebte und arbeitete danach wieder in England.[243]
- Günter Goldbarth (* 1924 in Berlin-Charlottenburg; † 28. Mai 2013 in Markham (Ontario))[244] kam 1930 nach dem frühen Tod seines Vaters als Halbwaise in das Jüdische Waisenhaus in Berlin-Pankow. Am 4. Januar 1939 wurde er von hier zusammen mit einigen anderen Waisenhauskindern nach Holland gebracht und hielt sich vermutlich in Amsterdam auf, wo er 1941 zu den 300 jungen deutsch-jüdischen Flüchtlingen gehörte, die hier festgenommen wurden. Diese sogenannte „zweite Razzia in Amsterdam“ am 11. Juni 1941 galt vor allem Jugendlichen aus dem Werkdorp Wieringermeer, was nahelegt, dass auch Gunter Goldbarth nach seiner Ankunft in Holland hier Unterkunft fand.[245] Bei der sich der Verhaftung anschließenden Vernehmung durch Klaus Barbie konnte Günter Goldbarth diesen davon überzeugen, erst 17 Jahre alt und Sohn einer Christin zu sein. Letzteres machte ihn für den späteren „Schlächter von Lyon“ zu einem jüdischen Mischling und bewahrte ihn vor der Deportation in ein Vernichtungslager.
Ab dem Frühjahr 1942 besuchte Goldbarth die Quäkerschule Eerde und blieb hier bis zum Frühjahr 1945. Er erlebte auch noch die Zeit mit, als die Hitlerjugend das Heim in Beschlag genommen hatte.
Goldbarth lebte bis 1952 noch in Amsterdam und wanderte dann nach Kanada aus. In seinem kurzen Selbstporträt bezeichnete er sich als Bücherrevisor, während sein Sohn davon sprach, er sei sein ganzes Leben lang Buchhalter („accountant“) gewesen. Als Gast des Jüdischen Waisenhauses kehrte er oft nach Deutschland zurück und nahm dort an Veranstaltungen teil, so zum Beispiel am 10. Mai 2011 zu dem von der Cajewitz-Stiftung organisierten Zehnjahrestreffen der Zöglinge des ehemaligen Jüdischen Waisenhauses.[246]
- Ernst Strauss (* 11. Oktober 1927 in Frankfurt am Main) stammte aus einer gemischt-religiösen Familie: Sein Vater Fritz Strauss (* 13. Oktober 1891 in Frankfurt am Main; † 28. April 1976 in Frankfurt), Mitinhaber einer Firma in Frankfurt, war jüdischen Glaubens, die Mutter Hanna (geborene Justus; * 16. August 1900; † 22. März 1967 in Frankfurt), eine ausgebildete Erzieherin, war evangelisch.[247]:S. 31 Diese im Nazi-Jargon sogenannte Mischehe ermöglichte den Eltern unter erschwerten Bedingungen das Überleben während der Naziherrschaft, doch aus Sorge um die Zukunft ihres Kindes hatten sie Ernst nach den Novemberpogromen 1938 – vermutlich mit Unterstützung des ungarisch-niederländischen Widerstandskämpfers und Trouw-Mitarbeiterts Sándor Baracs[248] – nach Eerde bringen lassen.[247]:S. 33
Über die Aktivitäten von Ernst Strauss in Eerde gibt es nur wenige Anhaltspunkte. Er soll dort Cello gespielt und im Schulchor gesungen haben.[247]:S. 33 Im Tagebuch von Klaus Seckel wird er mehrfach erwähnt, wobei der Vorname Ernst nicht nur für ihn steht. Wenn er gemeint ist, dann ist meist von „Strauss“ oder von Ernst mit dem Zusatz „St“ oder „Str“ die Rede. Die beiden haben sich mehrfach ein Zimmer geteilt, erstmals bereits von Weihnachten 1938 bis Ostern 1939 und dann wieder von Weihnachten 1940 bis Sommer 1941.[53]:Kopie vor S. 93 Auch wenn Ernst Strauss am 27. November 1941 von Klaus zu dessen Geburtstag eingeladen war[53]:S. 65 f., scheinen die beiden aber nicht die allerbesten Freunde gewesen zu sein. So vermerkte Klaus Seckel im August 1942 nach dem Weggang seines Freundes Harald: „… und deutlicher merkte ich, was ich an Harald verloren hatte. Er war der letzte meiner 3 Freunde. Ich wollte mich mit dem Gedanken trösten, dass ja noch Rudolf und Strauss da waren, aber oh, das ist doch ganz etwas anderes, sie mit Harald vergleichen? Nein, das ging nicht, das war nicht möglich.“[53]:S. 81
Nach der Schließung der Schule im Jahre 1943 konnte Ernst Strauss an verschiedenen Orten in Holland Unterschlupf finden. Wie das möglich war, ist weitgehend unbekannt, doch es gibt eine im Stadtarchiv von Amsterdam[249] aufbewahrte Meldekarte (Persoonskaart), die lückenlos Aufschluss über seine Aufenthaltsorte und -zeiten in den Niederlanden gibt:
- 19. Dezember 1938 – Ankunft in Ommen
- 10. Dezember 1943 – Übersiedelung nach Baarn. Aus einem weiteren Dokument, das Ernst Strauss drei Jahre später bei einer besuchsweisen Einreise nach Deutschland ausfüllen musste, ergibt sich, dass er in Baarn in der Waldeck Pyrmontlaan 10 bei einer Familie Sluyter wohnte.
- 29. Juli 1946 – Ernst Strauss reiste erstmals wieder zum Besuch seiner Eltern nach Deutschland. Auf dem zuvor erwähnten Formular trug er sich als Student ein und bezeichnete sich als evangelisch-lutherisch.
- 10. Oktober 1946 – Rückkehr aus Deutschland und Einzug in die Utrechtsdewarsstraat 29 III in Amsterdam. Nach Auskunft des Stadsarchief van Amsterdam wohnte er dort bei einer Familie Schelvis zur Miete. Mehrere Mitglieder der Familie gehörten zu den Opfern der nationalsozialistischen Verfolgung.[250]
- 25. Juli 1947 – Die unter diesem Datum eingetragene Adresse Bosweg 103 in Nijmegen war keine normale Wohnadresse, sondern die offizielle Adresse des Internierungslagers Kamp Mariënbosch.[251] Im Rahmen der Operation Black Tulip war auch der aus Deutschland geflüchte Ernst Strauss Opfer der Vertreibungsaktion Deutschstämmiger und Österreicher aus den Niederlanden geworden.
- 22. Dezember 1947 – Nach fünf Monaten kam Ernst Strauss wieder frei und zog vorübergehend nach Amsterdam in den Raphaëlplein 2. Auch hier hatten mehrere Menschen gelebt, die Opfer der nationalsozialistischen Verfolgung geworden waren.[252]
- 17. Januar 1948 – Umzug zur Familie Schelvis in die Utrechtsdewarsstraat 29 III in Amsterdam.
- 14. Februar 1949 – Abreise nach New York.
Ernst Strauss besuchte vom 1. März 1949 an das Berea College im US-Bundesstaat Kentucky, leistete ab 1953 seinen Wehrdienst bei der US-Army in Göppingen und studierte danach Medizin an der Wayne State University in Detroit. Er wechselte seinen Vornamen zu Ernest, arbeitete als Anästhesist in Michigan und später in Kalifornien, wo er 2023 noch immer lebt.[247]
- Peter H. Wolff war von 1934 bis 1937 Schüller in Eerde.

##### Freundeskreis um Frommel, Hilsley und Buri
2017 erschien in der Zeitung Vrij Nederland ein Artikel von Frank Ligtvoet, einem ehemaligen Mitglied des Kreises um Frommel und das Castrum Peregrini. Ligtvoet war kein Schüler in Eerde, kannte aber viele der nachfolgend genannten Personen, und vor allem natürlich Frommel, Hilsley und Buri. Er erhebt schwere Missbrauchsvorwürfe vor allem gegen Frommel und Hilsley und geht davon aus, dass Hilsley in Eerde nicht nur als der gefeierte junge Musiklehrer agierte, sondern bereits als ein sexueller Triebtäter, der hier seine ersten Opfer fand:

„Hilsley, die ook na zijn dood in 2003 nog altijd een geweldige reputatie heeft als leraar op Beverweerd, had al eerder slachtoffers gemaakt tijdens zijn leraarschap op de kostschool Eerde in Ommen, waar hij vanaf 1935 lesgaf. Frommel was op uitnodiging van Hilsley een voortdurende aanwezigheid op Eerde. De school werd spoedig een ‘visvijver’ voor Frommels kring: de eerste generatie Frommelianen van tijdens en na de oorlog bestond voor het overgrote deel uit scholieren en oud-scholieren van Eerde.“

„Hilsley, der auch nach seinem Tod 2003 noch immer einen guten Ruf als Lehrer in Beverweerd genießt, hatte bereits während seiner Lehrtätigkeit im Internat Eerde in Ommen, wo er ab 1935 lehrte, Opfer produziert. Auf Einladung von Hilsley war Frommel ständig in Eerde präsent. Die Schule wurde bald zu einem ‚Fischteich‘ für Frommels Kreis: die erste Generation der Frommelianer während und nach dem Krieg bestand größtenteils aus Schülern und ehemaligen Schülern von Eerde.“

Ligtvoet schreibt, er habe selber Kontakt zu zwei Hilsley-Opfern aus dessen Zeit in Eerde gehabt, die aber nicht mehr öffentlich über ihre Erlebnisse sprechen konnten oder wollten, und er erwähnt ein drittes Opfer, das Selbstmord begangen haben soll. Diese Vorwürfe werfen einen weiteren Schatten auf die Geschichte der Schule und betreffen auch die Nachfolgeeinrichtungen nach dem Ende des Zweiten Weltkriegs. Auch hier sind sie wieder eng verbunden mit dem Kreis um Wolfgang Frommel und im Besonderen mit William Hilsley.
- Claus Victor Bock, * 7. Mai 1926 in Hamburg – † 5. Januar 2008 in Amsterdam.

Sein 1985 erschienenes Buch „Untergetaucht unter Freunden“ (siehe Literatur) ist ein spannendes Dokument über das Schicksal der Schülerinnen und Schüler der Quäkerschule Eerde, die sich dem Diktum der Quäker, nicht unterzutauchen, widersetzten und in niederländischen Verstecken die deutsche Besetzung überlebten. Bocks Buch ist aber auch ein Dokument darüber, welche Rolle die von Stefan George inspirierte (Homo)erotik im Kreis um Wolfgang Frommel beim Überleben während der Besetzung spielte. Zusammen mit den Büchern von William Hilsley, Friedrich W. Buri und – mit Abstrichen – Wolfgang Cordan erweitert es den Blick auf die Quäkerschule Eerde jenseits einer eher reformpädagogisch orientierten Rezeption.
- Liselotte Brinitzer, * 1921 – † 1945, „aus Hamburg gehörte zu den ältesten Alumnen, sie war schon eine junge Frau. Längst hatte sie ihr Oxfordexamen gemacht, aber sie kam nicht mehr weg. Vielmehr begnügten sich die Eltern, irgendwo fern in der Welt, das Pensionsgeld zu schicken. Sie warteten wohl den Lauf der Zeiten ab. […] Liselotte gehörte zur George-Runde, offenbar als eine Art Vestalin.“[255] Liselotte Brinitzer war die Tochter einer jüdischen Kaufmannsfamilie aus Hamburg und kam in den 1930er Jahren bereits nach Eerde. Hier lernte sie auch Wolfgang Frommel kennen. In den 1940er Jahren tauchte sie unter – ob mit Frommels oder Cordans Hilfe ist nicht zu entscheiden. Sie hielt jedenfalls Kontakt zur Herengracht, hielt sich zeitweise auf dem Polderhof bei Wolfgang Cordan auf und hatte auch ein Versteck in Hilversum. „Liselotte wurde in Hilversum untergebracht, wobei sich Eva Piron zum ersten Male nützlich machte. Sie war in Eerde fertig und studierte nun Biologie in Amsterdam. Liselotte war der gute Geist des Polderhofs gewesen. Bei aller Entschiedenheit ging von ihr ein fraulicher Charme aus, der alle verzauberte. Im Garten, zwischen dem Gesträuch stand ein Holzhäuschen, das ich mir als Studio eingerichtet hatte. Dort schrieb ich, wenn ich eine Woche bei dem Jungvolk blieb. Dann kam sie wohl lautlos herein, stellte einen blauen Teller hin mit ein paar Himbeeren auf ihren Blättern. So waren Liselottes Gesten.“[256]
„Sie überlebte den Krieg, starb aber im August 1945 in der Nordsee nahe Groet, nachdem sie beim Schwimmen von einer Strömung erfasst wurde.“[257] Dramatischer klingt es bei Wolfgang Cordan: „Es gab auch wirkliche Tragödien in den ungestümen Tagen. Aus ihrem Versteck in Hilversum kam Liselotte, das kluge, schöne Mädchen, eine junge Frau jetzt schon. Sie fuhr nach Bergen, ging um das Polderhaus herum, setzte sich unter einen großen Baum beim Eingangsgitter. Dann fuhr sie zum Strand, warf die Kleider ab und rannte in die See. Sie warf die Arme empor. ‚Frei‘ rief sie. ‚Frei!‘ Und dann ging sie unter. Die nächste Flut warf ihren Leib auf den Strand. In Bergen wurde sie begraben.“[258] Was weder Bischoff noch Cordan erwähnen: Brinitzer war nicht alleine zum Schwimmen gegangen, sie ertrank beim Schwimmen mit Wolfgang Frommel. „Das war eine typische Frommel-Situation: Er überschritt oft Grenzen. Der Tag war stürmisch, der Strand leer, es ist ein gefährlicher Meeresabschnitt, das weiß man als Holländer. Frommel, berauscht von irgendetwas, ist ins Meer und hat das Mädchen mitgenommen, beide ungeübt. Es war keine Absicht, es war ein Unfall. Normalerweise begräbt man solch eine Tote – Frommel hingegen hat sie zu einer Kultbegründerin gemacht. So wie Percy Gothein und Vincent Weyand, die von den Nazis umgebracht wurden – den Castrum-Mythos nach 1945 stützte er auf diese drei Toten.“[259] Diese „Kultbegründung“ oder auch Instrumentalisierung für einen neuen Kult beschreibt Haverkorn an anderer Stelle als Folge des Gedenkbuches, das zu Liselotte Brinitzers Tod herausgegeben wurde. „Im Gedenkbuch, das 1945 erschien, wird ihrer durch Text und Gedichte gedacht. Und sie wird dort als einer der drei Ecksteine dargestellt, auf denen das Castrum-Peregrini-Gebäude, W.'s Traumgebilde einer Freundesgesellschaft, ruhen sollte. Die beiden anderen wichtigen Persönlichkeiten sind Percy Gothein und Vincent Weyand.“[260] Für Anaïs Van Ertvelde wurde mit diesem Gedenkbuch für Liselotte Brinitzer der Grundstein für die Gründung der Zeitschrift Castrum Peregrini gelegt.[261]
Für Claus Victor Bock, der zeitweise zu Brinitzer eine dem Keuschheitsgebot der Vestalinnen zuwiderlaufende Beziehung unterhielt (Untergetaucht unter Freunden. S. 85), war Brinitzers Tod „der schauerliche Zugriff einer fremden Gewalt. Am 10. August [1945] stand ich fassungslos mit den Freunden an ihrem offenen Grab. Wir hatten ihren Sarg aus der Leichenhalle auf unseren Schultern hinausgetragen. Eine Federzeichung Gisèles bewahrte das Trostlose des Dünenwegs, der den Strand, auf dem Liselottes Leib anspülte, mit dem Dorf Catrijp verbindet, in dem die 24jährige von uns bestattet wurde.“,[262]
Als „Liselotte von Gandersheim“ findet Brinitzer vielfach Erwähnung in Schriften des Castrum Peregrini. Sie war Teil „einer sprituell-erotischen Männergesellschaft […] – mit einigen dienstbaren Frauen für die praktischen Dinge des Lebens.“[263] Wie sehr Brinitzer diese Rolle der dienstbaren Frau am Rande einer Männergesellschaft verinnerlicht hatte, belegt Keilson-Lauritz mit einem Zitat von ihr: „[E]ine Frau muss ihren festen Platz im Leben haben, im Hintergrund des Spieles, den sie nie verlassen darf. Enthaltsam muss sie sein, geduldig, gemessen, selbstlos, ohne eigene Ansprüche, so dass sie für den Mann zur Wohnung wird, die er betreten kann, wenn er will, […] und die er wieder verlassen wird, sobald die Zeit dazu gekommen ist.“[264] Interessante Parallelen zu Brinitzers Rolle in dieser Männergesellschaft ergeben sich aus den Erinnerungen von Joke Haverkorn, die sich zehn Jahre nach Brinitzers Tod von Frommel auserkoren sah, „einen Traum von W. und einem jungen Mädchen, Liselotte, zu verwirklichen“[265] und dem Bericht von Christiane Kuby, die in den 1970er und 1980er Jahren 15 Jahre lang im Quastrum Peregrini lebte, unter anderem auch als heimliche Geliebte von Wolfgang Frommel.[266] Eigene Wünsche, erotisch konnotierte Hoffnungen und Erwartungen durfte auch die dienstbare Frau haben; sie mussten allerdings in das im Umfeld Frommels gebräuchliche Sprachspiel eingepasst werden: „Nun dieser tag für mich zur neige geht, möchte ich worte des dankes,welche aus wieder übervollem sein hervorstreben, Dir, Lieber, senden. Ach möchten wir doch menschen werden, die das schöne leben der gottheit verkörpern in sterblicher form. Und dahin zielt mein dank, mein Lieber, dass Du mich durch Deine boten immer wieder hieltest und mir die strahlen, die den weg zur mitte weisen, immer aufs neue sandtest, so dass diese mich mit ihrer glut und helle nun wieder überstrahlen. Doch ich weiss, dass die rose nur erblühen kann, wenn alle tränen und aller sang ihr zufliessen. Und vielleicht, wenn sie zum leben geweckt ist, kann ein gott uns als rein der krone verflechten ..“ Liselotte Brinitzer schrieb dies am Abend ihres 23. Geburtstages im Juni 1944 an Wolfgang Frommel.[267]

- Clemens Michael Bruehl, * 10. April 1925 in Berlin – † 7. Juni 1986 in Amsterdam, „war der Sohn von Ernst Brühl und seiner Ehefrau Hedwig, geb. Wasser. Er konnte 1939 als Dreizehn- oder Vierzehnjähriger noch in die Niederlande ausreisen und fand Aufnahme in der Internationalen Quäkerschule Kasteel Eerde bei Ommen.“[268] Wolfgang Frommels Einfluss auf Bruehl, der eng mit Manuel Goldschmidt befreundet war, „ist evident, aber auch dessen merkwürdig isolierte Position in Frommels Kreis. Wiederum bleibt unklar, ob dieser ihn nicht in den Kreis der Allerintimsten aufgenommen hat oder ob Clemens Bruehl sich eher abseits hielt; möglicherweise bedingte ja auch das eine das andere. Vielleicht isolierte ihn auch seine etwas stärkere wissenschaftliche Ausrichtung, die sich mit der in Frommels Umkreis vorherrschenden Atmosphäre nicht problemlos vertrug.“[269]
 „Clemens Brühl tauchte, wie Liselotte Brinitzer, auf eigene Faust unter, bleibt aber in Kontakt mit Frommel und seinen Freunden. Von den Schülern aus Ommen im Frommel-Umkreis ist er derjenige, der sich am meisten am aktiven niederländischen Widerstand beteiligt und die Haltung der Schulleitung am schärfsten kritisiert.“[270] Wozu er auch allen Grund hatte, wenn man Claus Victor Bock glauben will: „Die Lehrer der Quäkerschule hatten von Clemens eine ehrenwörtliche Erklärung verlangt, dass er nicht ‚untertauchen‘ werde. Als Clemens die Unterschrift weigerte, hiess es, dann könne er sich besser von der Schule entfernen. Clemens verdingte sich bei einem Bauern. Um fünf Uhr früh stand er im Stall und molk Kühe. Aber er sah für seine Person keine konkrete Zukunft. Sein Lebenswille war durch den Tod seiner Mutter ohnehin geschwächt. Dennoch beschloss er, sich dem festgesetzten Stichtag zu entziehen. Der Stichtag für Juden war in Ommen der 10. April 1943. Es war auch Clemens’ 18. Geburtstag. Über eine Kontaktadresse kam Clemens nach Zeist, wo er für untergetauchte Kinder zu sorgen hatte.“[271]
Bruehl studierte nach dem Krieg Vergleichende Religionswissenschaften in Amsterdam, Erlangen und in Tübingen und stand in engem Kontakt zu Hans-Joachim Schoeps, dessen Sohn Julius H. Schoeps er zeitweilig Lateinunterricht erteilte. Letzterer erinnert sich an Bruehl als einen, „der sich in Kleidung und wallenden Locken ganz im Stile von Stefan George inszeniert, die Schmuckschrift des George-Kreises übernommen und sein Studentenzimmer mit Abgüssen griechischer Köpfe ausgestattet hatte. […] Bruehl trat auch 1951 in die Burschenschaft der Bubenreuther ein und im Erlangen der fünfziger Jahre bemühte er sich auch guten Bekannten gegenüber, keinen Verdacht in Bezug auf seine Homosexualität aufkommen zu lassen.“[272]
„Bruehl hat seine bei Schoeps begonnene Dissertation nicht vollendet, aber etliche wissenschaftliche Publikationen veröffentlicht, viele mit antikem Themenhintergrund. Auch das Werk Stefan Georges stand weiterhin im Fokus seiner Interessen. Von 1964 bis zu seinem Tod war er Sekretär der in Den Haag erscheinenden kritischen Gesamtausgabe der Werke des Erasmus von Rotterdam. Er lebte seit Kriegsende zuletzt in einem ‚Hofje‘ an der Prinsengracht in Amsterdam, zusammen mit dem Künstler Stanley Buter (1937–2008), später mit Herbert Post.“[273]
- Manuel Goldschmidt, * 1926 in Berlin – † März 2012, hieß ursprünglich Fritz mit Vornamen. Wie sein drei Jahre älterer Bruder Peter stammte er aus einem großbürgerlichen und kunstsinnigen Berliner Elternhaus. Der Vater war Jude, die Mutter nicht. Er verließ Deutschland 1937 und kam nach Eerde, wo er später Wolfgang Frommel kennenlernte. Als Sohn einer nichtjüdischen Mutter war er „nicht direkt gefährdet und konnte daher, nachdem er ab 1942 auf Veranlassung von Wolfgang Frommel nach Amsterdam gekommen war, aktiv zur Versorgung der untergetauchten Freunde beitragen.“[274]
Nach dem Krieg arbeitete Manuel Goldschmidt im Architekturbüro seines Bruders, bevor er sich dann der Zeitschrift Castrum Peregrini widmete, deren Herausgeber und Schriftleiter er wurde. In einem Nachruf auf ihn schreibt Tilman Krause in Die Welt am 9. März 2012: „Diskret und energisch zugleich: So darf man wohl auch das Charakterprofil Manuel Goldschmidts bezeichnen. Der gelernte Innenarchitekt, zunächst „dem Herzen Frommels am nächsten“, wuchs schon bald in die Rolle des operativen Zeitschriftenmachers hinein. Er drückte dem Blatt seinen Stempel auf. Als er die ‚Schriftleitung‘, wie man an der Herengracht noch sagte, Mitte der Neunzigerjahre abgab, verfiel die Zeitschrift in Diadochenkämpfen, von denen sie sich nicht mehr erholt hat. 2008 wurde sie nach 56 Jahrgängen eingestellt. Sie war ein Generationenprojekt gewesen. Sie hatte gekündet vom Überlebenswillen und vom Lebensbewältigungselan einer Gruppe von Menschen, die sich dem Geist der Freundschaft und der Vermittlung spiritueller Werte verschrieben hatten.“[275]
Manuel Goldschmidt unterhielt auch eine enge Beziehung zu Claus Victor Bock, über die der 2017 veröffentlichte Briefwechsel Auskunft gibt,[276] und Joke Haverkorn, die ihn als treuen und liebevollen Freund schätzte, bekannte: „Eine Zeit lang kam es sogar zu einem streng geheimen Liebesbund zwischen W.[Frommel], Manuel und mir. Wie immer wusste W. in seiner grenzenlosen Phantasie dieses Verhältnis sofort mit einem Zauberspruch in die Welt des Westöstlichen Diwans zu versetzen. Mancher Brief von Hatem (W.) ist in dieser Periode an Saki (Manuel) oder Suleika (an mich) oder an beide gerichtet.“[277]
- Peter Goldschmidt, * 1923 – † 1987, war Architekt, Maler und Graphiker. Wann er nach Eerde gekommen ist, ist nicht belegt, doch gehörte er dort, wie sein Bruder Manuel, zum Kreis um Wolfgang Frommel. Auch er blieb nach dem Zweiten Weltkrieg in den Niederlanden und heiratete 1956 „die Schweizerin Katharina Gelpke, die Frommel 19jährig nach Amsterdam gefolgt war und zur Gründungsredaktion des Castrum Peregrini gehörte.“[278] Das Paar übersiedelte in den 1970er Jahren mit seinen beiden Söhnen in die Toskana, wo Peter Goldschmidt bereits mit 64 Jahren starb. 1988 hat das Bundesarchiv in Rastatt die Ausstellung „Peter Goldschmidt. Der Graphiker. 1923–1987“ veranstaltet. Dazu ist im gleichen Jahr und unter gleichem Titel ein Buch bei Castrum Peregrini Presse erschienen.[279]
- Kurt Meyer-Borchert, genannt Enzio,[280] * 1923 – † 1995, „der Anfang 1941 nach dem Abitur zu seinen Eltern nach Deutschland zurückkehrte und den Krieg als deutscher Soldat erlebte“[281] verlor bei Kriegsende noch ein Bein, begann danach die Ausbildung zum Buchgrafiker und studierte bei Erich Heckel in Karlsruhe. Meyer Borchert kehrte an die Schule in Holland als Lehrer zurück und verbrachte schließlich seine zweite Lebenshälfte als Kunsterzieher in Göttingen, wo er im Jahr 1995 starb. Meyer Borcherts Vater war ein Landarzt aus Delligsen bei Ahlfeld an der Leine, seine Mutter Halbjüdin. Enzio war verheiratet mit Nenne Koch, das Paar hatte zwei Kinder.[282] Melchior Frommel, der Neffe von Wolfgang Frommel, hat im Jahre 2000 ein Buch über das Leben und Werk Meyer Borcherts veröffentlicht (siehe Literatur). Er behandelt sehr ausführlich die Stationen von Meyer-Borcherts Lebensweg und veröffentlicht auch ein Fülle von Briefen und Tagebuchnotizen, die unter anderem auch einen tiefen Einblick in das Leben in Eerde ermöglichen. Im Mittelpunkt des Buches steht aber das künstlerische Schaffen Meyer-Borcherts.
Buri widmet Enzio mehrere Seiten.[283] „Als ich damals nach Eerde kam, gab es unter den deutschen Schülern einen, der mir besonders auffiel. […] Ich empfand ihn unter den mit rascher Auffassung begabten, schnell reagierenden und urteilenden jüdischen Kindern aus meist intellektueller Berliner, Hamburger, Frankfurter Familien als einen Anachronismus vom Lande, einen zutiefst unschuldigen Buben aus der Sphäre Eichendorff’scher Taugenichtse mit einem wohltätigen Einschlag träumerischer Handwerksburschen-Tumbheit.“ (S. 163) Zwischen Buri und Enzio entwickelte sich eine enge musisch-literarische Beziehung, in die vor seiner Verhaftung auch William Hilsley („Cyril“) eingebunden war. In einem von diesem verfassten und komponierten musikalischen Märchentanzspiel, das auf einem Märchen von Andersen basierte, spielte und tanzte Enzio die Hauptrolle, „die ganz auf seine traumhaft unberührte Wesens- und Bewegungsart zugeschnitten war. Durch die bruchlose Verschmelzung seiner Wirklichkeit mit der darzustellenden Märchengestalt wurde die Freilichtaufführung auf dem Rasenrund vorm Pavillon, in dessen geöffneter Tür Cyril am Klavier Regie führte, zum unvergesslichen, dichterisch-musischen Ereignis des Jahres.“ (S. 165)
 Buri geht ausführlich auf Enzios Kriegsverletzung ein, die zur Amputation seines linken Beines führte, und zitiert aus einem Brief Wolfgang Frommels, den dieser vom Krankenbett Enzios aus geschrieben hatte. Frommel war es auf seiner ersten Reise ins geschlagene und besiegte Deutschland gelungen, Enzio in Delligsen zu besuchen: „Enzio ist völlig und restlos unverändert der alte: die braunleuchtenden waldaugen, das herrliche mahagonifarbene haar, der archaische mund ind alles durchglüht von seiner seele. Wir sanken aneinander und weinten und küssten uns wie gestorbene die neu erstanden sind. Alles ist frühling, alles glück und wogendes leben und herzschmelzendes entzücken. Ich kann es Euch nicht sagen! Tausend dunkle winternächte waren kein zu hoher preis für diese stunde des wiederfindens.“ (S. 167, Orthografie nach dem Original) Nach Buri hat sich Enzio mit seiner Invalidität sehr gut arrangiert: „Er hat sich mit seinem Los abgefunden und sich seiner neuen Form so anpassen können, dass er als Gleicher unter Gleichen von uns allen empfunden, ja heimlich bewundert wurde: als Einer, dem keine Behinderung durch das Schicksal etwas anzuhaben vermochte.“ (S. 168)
Buri berichtet auch davon, welch starken Eindruck Enzio auf Percy Gothein gemacht habe (S. 163), und ebenso schreibt Claus Victor Bock von innigen nächtlichen Lektürestunden zusammen mit Enzio und von dem Verlust, den dessen Abreise für ihn bedeutet habe.[284] William Hilsley schreibt Enzio am 24. Juli 1940 einen sehr gefühlvollen Brief aus dem Lager Schoorl: „Es vergeht kein Tag an dem meine Gedanken nicht zu euch – und insbesondere zu dir – eilen, mein Teurer. […] Dein duftendes Lavendelsträusschen war ein dein äussres Zeichen. Wie hat es mich gefreut! Ich hielt es lange in meiner Hand und seine Farbe und Duft riefen manches Bild vor das innere Auge. […] ich sah dich selbst über die Wiese gehen, sah die Birke vor unseres Freundes Pavillon und dich davor im goldenen Gewand, ich sah die Lichtflecken auf dem Dunkel unserer geheimen Waldwege und die sonntäglichen Dämmerstunden tief unten im Schloss... Und im Innern begannen die Verse zu tönen, die wir lasen und die Worte der Porzia und des Empedokles. […] Die Stunden mit euch – mit dir – gehören zum Schönsten, was mir geschenkt wurde. Sie sind mir heiliger Besitz, und die Erinnerung an die mir gewährte Gnade trägt mich auch in dunkleren Stunden. […] Lass darum nicht nach in deinen Gedanken an mich. Bete, dass die Gottheit gnädig ist. Mögen wir uns bald wiedersehen können.“[285] Dass hier eine Nähe und Vertrautheit vorausgesetzt ist, die eine normale Lehrer-Schülerbeziehung übersteigt, ist offensichtlich. Viel eher wird deutlich, wie die von Stefan George inspirierte (Homo)erotik sich hinter der „Liebe, die Freundschaft heißt“ verbirgt – aber auch eine geistige Gemeinschaft fortleben ließ, die in den Zeiten von Krieg und Besetzung Kraft zum Überleben bot.[286]
Aus den von Melchior Frommel veröffentlichten Briefen und Tagebuchnotizen ergibt sich allerdings, dass der Adressat von Hilsleys Brief zu der Zeit noch ein distanzierteres Verhältnis zu seinem ehemaligen Musiklehrer hatte und ihn immer noch mit seinen deutschen Namen als „Herr Hildesheimer“ erwähnt. Friedrich W. Buri ist da längst schon der „Buri“, zu dem ein recht kameradschaftliches Verhältnis bestanden zu haben Scheint. Und während Wolfgang Frommel in einem Brief vom 11. Oktober 1940 (und auch früher) als „Herr F.“ Erwähnung findet, der ihn, Enzio für das Wochenende nach Bergen eingeladen habe, wird Frommel in einem Brief nach diesem Wochenende nun als „mein Freund W.“ gepriesen: „Ich war ausserordentlich froh und glücklich, meinen Freund W. noch einmal sehen zu können, und, nachdem ich jetzt auch von ihm Abschied genommen habe, hält mich wenig mehr hier in Eerde.“[287]
Wie eng die Bindung an den „Kreis“ innerhalb kurzer Zeit dann schon geworden ist, verdeutlicht ein Brief Frommels vom 2. Januar 1941 zu Meyer-Borcherts Abreise aus Eerde: „EINES ist gewiss: die ‚colchia terrestrae‘, die Eerder colonie unserer familie wird, was auch die zeit bringen mag, ein besonderes und unlösbar ganzes im kreis der uns verbundenen bilden! – Nun kehrst du gleichsam als unser bote ins Reich zurück, zeig denen dort, dass sie stolz sein können auf das, was wir hier bauen und weiterführen und dass hier von Bill bis V.[Vincent], jeder in jeder lage, das heilige bild adligen menschtums hochhält und dass wir wissen, dass auch die daheim gebliebenen stuhl und tisch für uns bereit halten, und sollte die trennung noch ein menschenalter währen. Ich bin froh, von dir so viel schönes zu besitzen: dein gedicht, das an meiner schranktür täglich zu mir spricht, die abschrift der Wilde-sinngebilde, dies und jenes schöne blatt und nun noch dieses prachtvolle heft mit den symbolischen zeichgen. Wie oft habe ich es schon betrachtet, bald allein, bald mit B. oder V. oder anderen, und immer ging ein alle ergreifender zauber davon aus und jedesmal entdeckte ich neues, mich unmittelbar treffendes.“[288]

Dieser Freundeskreis, der ohne die Quäkerschule Eerde so kaum hätte entstehen können, hat – von den erwähnten Opfern abgesehen – die Zeit des Zweiten Weltkriegs relativ unbeschadet überstanden, und er ist der Schule auch in den Nachkriegsjahren verbunden geblieben. Joke Haverkorn, die ab dem 1. September 1949 die Internationale Quäkerschule Eerde besuchte, sah bei einer Schulaufführung im April 1950 in der vordersten Reihe, „wo sonst Vorstandsmitglieder und Eltern saßen […] einen älteren Mann, umgeben, wie es schien, von seiner eigenen Gesellschaft. In der Menge der Anwesenden fiel er durch seine ungewöhnliche Erscheinung auf: ein mittelgroßer Mann mit langen grau melierten Haaren, einer großen Nase und einem schmalen Mund, gekleidet in einen Samtrock. Seine eleganten Hände stützte er auf einen schwarzen Spazierstock mit Silberknauf. Neben ihm saß eine jüngere, gleich ungewöhnliche Dame mit langen blonden Haaren und gleich auffallender, weil langer Nase. Das seltsame Paar wurde links und rechts eingerahmt von hübschen jungen Männern, fast alle dunklen Aussehens. Eine unsichtbare Wand schien diese kleine Schar von dem Rest des Publikums, der hinter ihr Platz genommen hatte, zu trennen. […] Erst viel später wurde mir deutlich, dass ich bei dieser Gelegenheit Wolfgang Frommel und Gisèle van Waterschoot van der Gracht mit einigen der damaligen ‚Freunde‘ gesehen hatte. Die schönen dunklen jungen Männer waren ehemalige Schüler der Schule.“, Doch über Billy Hilsley, der wieder als Musiklehrer an der Schule wirkte, konnte Frommel bald auch einen neuen Kreis an der Schule etablieren und abermals junge Freunde gewinnen. „Dass in W.'s [Frommels] Nähe ‚Freund‘ und auch ‚Freundin‘ etwas ganz anderes bedeutete als das, was ich bisher darunter verstanden hatte“ blieb Haverkorn lange verborgen. Eine erste Ahnung davon bekam sie am 8. Juli 1953, Frommels Geburtstag, zu dem Frommel die Mitglieder des Schulchors in das in der Nähe der Schule gelegene Haus einer Freundin eingeladen hatte. Offenbar aber nur die männlichen Mitglieder, denn als Haverkorn etwas verspätet auch an dem Fest teilnehmen wollte, wurde sie von Frommel zwar mit einem für sie überraschenden Kuss auf den Mund begrüßt, dann aber nach Hause geschickt. „Eigentlich war ich erleichtert, denn ich hatte das Gefühl, etwas Fremdem und Unheimlichem entkommen zu sein. Hatte ich dieses Gefühl, weil ich noch nicht zu seinen ‚Auserwählten‘ gehörte? Sein Kuss auf meinen Mund unter der Toreinfahrt, als ich eintraf, hatte mir nicht geschmeckt und der beim Abschied auch nicht. Später sollte ich erfahren, dass mich das Schicksal, ein von W. gern benutztes Wort, nicht gehen lassen wollte und dass ich für mehrere Jahıre in seine nächste Nähe geraten würde. Allen Warnungen, auch seinen, zum Trotz.“
- Joke Haverkorn van Rijsewijk (* 18. Januar 1935 in Den Haag) gehörte zur 2. Generation der Frommel-Gefolgschaft und war eine Eerde-Schülerin der Nachkriegszeit. Sie besuchte vom 1. September 1949 an die Schule in Eerde. 1953 verließ sie die Schule und begann eine Ausbildung in einer Textilwerkstatt in der Nähe von Den Haag.[292] Zwei Jahre später kam sie über Gisèle van Waterschoot van der Gracht in engeren Kontakt zu den Bewohnern des Hauses an der Amsterdamer Herengracht und wurde allmählich zur von Frommel so benannten „schwarzen Peregrina“ im Umfeld des „Kreises“. Trotz ihrer engen Bindung an Frommel bewahrte sie sich eine gewisse Distanz und konnte sich 1956 als erfolgreiche Textilkünstlerin (sie webte künstlerisch gestaltete Wandteppiche) mit einem eigenen Atelier (De Uil / Die Eule) selbständig machen.[293]
Ihre enge Beziehung zu Wolfgang Frommel beendete sie 1964 durch die Hochzeit mit dessen Neffen Christoph Luitpold Frommel, mit dem sie nach Rom zog. Die Ehe wurde später geschieden.
Joke Haverkorn hat unter anderem an einem Buch über die Quäkerschule Eerde mitgewirkt und in der Schrift Entfernte Erinnerungen an W. sehr offen über ihr Leben im Kreis um Wolfgang Frommel und ihre Loslösung daraus berichtet: „Ich sehe ihn als eine tragische Gestalt. Und meine Liebe zu ihm und das Leben in seinem Kreis nachträglich als Survival-Kurs. Ich bin kein Opfer, war es nie. Aber sein totaler Anspruch an die ganze Person, der Verlust an Freiheit, das hat mein Leben belastet. Das hat mich später noch enorm beschäftigt und im Rückblick tief deprimiert. Man kann sich kaum von diesen frühen Eindrücken befreien – wir erleben das jetzt an den Diskussionen um jene, die ihm einst nahestanden, wie Frank Ligtvoet und Christiane Kuby. Ich war nach Frommels Tod 1986 erleichtert. Weil er ein Mensch war, der bis zuletzt in meiner Ehe, in meiner Familie sehr präsent gewesen ist.“[294]

##### Freundeskreis um Wolfgang Cordan
- Johannes Piron (von Cordan meist nur Hannes genannt)
- Eva Piron (später Eva Kohn bzw. Eva Monnier-Kohn, verheiratet mit Jan Monnier, einem niederländischen Widerstandskämpfer) war die jüngere Schwester von Johannes Piron. Sie lebte zeitweise auf dem Polderhof, auf dem sich die Freunde von Wolfgang Cordan versteckt hielten, war aber selber nicht untergetaucht und hatte, nachdem sie ihren Schulabschluss in Eerde absolviert hatte, in Amsterdam ein Biologie-Studium begonnen.[256]
Einige Details zu den Eltern von Eva und Johannes Piron aus der Zeit um das Ende des Krieges steuert Wolfgang Cordan bei: „In Frankfurt am Main lief Frau Piron den einmarschierenden Amerikanern mit einem Arm voll Blumen entgegen. Da feuerte noch einmal eine deutsche Kanone. Die Granate schlug ganz nahe ein und riss ihr beide Beine ab. Hatte man tatsächlich auf die Frau gezielt?
So war ich nun ganz und gar Pflegevater von Hannes und Eva, bis im Herbst der wirkliche Vater auftauchte. In englischer Uniform, ein Monokel im braungebrannten Gesicht und voller kurioser Geschichten. Die jungen Leute hatten Mühe, sich an den etwas sonderbaren Mann zu gewöhnen.“[295]
 Nach Bonavita hat Eva Piron mit Hilfe einer Tante die deutsch-holländische Grenze überwinden können und sich am 10. September 1939 in Eerde angemeldet. Zuvor habe sie in Frankfurt zwei Jahre lang das Philanthropin besucht.[296]
- Thomas (Tom) Maretzki (* 3. September 1921 – † 13. Dezember 2008), ein späterer Anthropologe, wird von Cordan folgendermaßen charakterisiert: „Auch mir wurde noch eine unerwartete Jüngerschaft zuteil. Nachdem ich die bibliophilen Kostbarkeiten in Maastricht eingepackt hatte und dem Gefängnis in Rotterdam entronnen war, fuhr ich mehrfach nach Eerde. Und da trat, in einer bewegenden Weise, ein anderer Junge an mich heran. Es war der Playboy der Schule […]. Aus reichem Berliner Haus, war er verwöhnt, eleganter Tennisspieler, großer Flirter. Ironischer Weise hatte er Liselotte [Brinitzer] mit Aufmerksamkeiten belagert. Wie diese war er bereits volljährig und in Eerde hängengeblieben. Seine Eltern waren geschieden, sein Vater irgendwo in Südamerika, der junge Mann suchte Rat und Stütze.“[255] Auch Thomas Maretzki floh mit Cordans Hilfe aus Eerde und nahm am niederländischen Widerstand gegen die Deutschen teil: „Tom hat die fünf Jahre aufs Würdigste durchgestanden, er hat an den gewagtesten Aktionen kaltblütig teilgenommen, er hat die Waffen der Nacht als ein Mann gebraucht.“[255]
 Thomas W. Maretzki erwarb 1951 an der University of Hawai'i den Bachelor in Anthropologie und wurde 1957 an der Yale University promoviert.[297] In der Literatur finden sich viele Arbeiten von ihm, die sich auf Forschungen in Okinawa beziehen. Zusammen mit seiner Frau forschte er seit 1954 in der dortigen Stadt Taira, wobei diese Forschungsarbeiten in ein Verbundprojekt der Universitäten Harvard, Yale und Cornell eingebunden waren, das darauf abzielte, die Folgen der frühkindlichen Erfahrung auf das Leben und die Kultur der Erwachsenen zu untersuchen.[298] Maretzkis letzte akademische Position war die eines emeritierten Professors für Anthropologie an der University of Hawai'i.[297]

### Fragen der „Individual’s sexual preferences“?
Die Rezeption der Quäkerschule Eerde im Kontext der Exilforschung beschränkte sich auf die Darstellung der Schule als weitgehend geglücktes reformpädagogisches Experiment unter den erschwerten Bedingungen des Exils. Doch weder bei Feidel-Mertz (Schulen im Exil) noch bei Budde (Katharina Petersen und die Quäkerschule Eerde) oder Hegner (Die internationale Quäkerschule Eerde) finden sich Hinweise auf ein Thema, das in der Schule spätestens nach dem Ausscheiden von Katharina Petersen als Schulleiterin und der Bestellung von Kurt Neuse zu ihrem kommissarischen Nachfolger diskutiert wurde: Päderastie bzw. Homosexualität. Es blieb Hans A. Schmitt vorbehalten, diese Frage wenigstens zu thematisieren, obwohl spätestens seit Claus Victor Bocks Buch Untergetaucht unter Freunden die Fakten zum Einstieg in die Diskussion vorlagen.
Schmitt kommt auf das Thema Homosexualität im Zusammenhang mit der Nachfolgeregelung nach dem Ausscheiden von Katharina Petersen zu sprechen. Er vermutet, dass die nur provisorische Bestellung von Kurt Neuse zum Schulleiter mit dessen Toleranz gegenüber William Hilsley und den Kreis um Wolfgang Frommel zusammenhängt.

„Vor allem Piet Kappers war von Frommels Besuchen beunruhigt. Er scheint befürchtet zu haben, dass die Schule zu einem Treffpunkt für homosexuelle Intellektuelle werden könnte, und um einer solchen Katastrophe vorzubeugen, bat er den neuen Schulleiter, Frommel vom Gelände zu verbannen. Neuse lehnte ab und argumentierte, dass die sexuellen Präferenzen eines Individuums - damals noch ausschließlich als eine Frage der persönlichen Wahl angesehen - seine eigene Angelegenheit seien, solange sie keine Schüler einbeziehen.“

Schmitt behauptet, von dieser Kontroverse erstmals in einem Interview mit Rose Neuse erfahren zu haben, das er am 27. Oktober 1992 mit ihr geführt habe. Er ist sich auch sicher, dass über diese Thematik nie öffentlich diskutiert wurde, um das weitere Gedeihen der Schule nicht zu gefährden. So gibt es auch keine Informationen darüber, wie Kappers zu seinen Informationen gekommen ist. Allerdings hat Schmitt schon in seinem vor der Studie Quakers and Nazis erschienenen Buch Lucky Victim die homoerotischen konnotierten Treffen der „Georgianer“ angesprochen. Wie er das tut, lässt den Schluss zu, dass diese unter den damaligen Schülern durchaus bekannt waren und einige von ihnen ahnten oder wussten, worum es bei den von Billy Hilsley organisierten George-Lesestunden auch ging:

„Unter Billys Schirmherrschaft wurden diese Gedichte bei Kerzenlicht gelesen, inmitten der antiken Möbel und der Wandteppiche aus dem siebzehnten Jahrhundert in der Versammlungshalle des Herrenhauses, in gewichtiger, düsterer Monotonie, jede Rezitation gefolgt von Pausen totaler, regungsloser Stille. Ich wurde nie ein echtes Mitglied der ‚Georgianer-Zelle‘ in Eerde. Ich mochte Mädchen mehr als Jungen, und meine eigene Lektüre ‚des Meisters‘ war bloß ein ehrfurchtsvolles Zugeständnis an einen Lehrer, den ich bewunderte.“

Ob Neuse Recht hatte, wenn er individuelle sexuelle Präferenzen von Lehrern verteidigt, so lange durch sie Schüler nicht tangiert werden, ist im Kontext von Schule aus heutiger Sicht fraglich. Gerade die Missbrauchsfälle an der Odenwaldschule, die 2016 zu deren Insolvenz und Schließung geführt haben, zeigen, wie unter dem Deckmantel des „pädagogischen Eros“ ein „quasi intimes Lehrer-Schüler-Verhältnis“ geschaffen wurde, das dafür sorgte, „dass die wahren Herrschaftsstrukturen zwischen Lehrer und Schüler verwischt wurden“. Verblüffend ist, dass schon Wolfgang Cordan in Bezug auf den George-Kreis und dessen Adepten in der Quäkerschule Eerde zu ähnlichen Einschätzungen kam. Ob Hilsley, Buri oder Bock: die nahezu weihevolle Lektüre der George-Texte, ihre Interpretation und Rezitation stand immer im Mittelpunkt, und in dieser Fixierung auf den „Meister“ sah Cordan „die Gegenform zum Ans-Licht-Heben einer jungen Seele, wie es Sokrates versucht hatte.“ Blinde Nachahmung von Vorbildern werde hier geübt, die aufrichtiges Denken verhindere, und er folgert daraus: „Es waltet also in der Erziehung im George-Stil dasjenige, was Krishnamurti ‚die Lüge‘ nennt, eine psychologische Tatsache, die sich im Verhalten der Bundesmitglieder zur Umwelt ausprägt. Geheimer Hochmut, geheime mentale Vorbehalte, die Tendenz, die Welt nur als eine unwürdige Szenerie für den Vollzug ‚wahren Lebens‘ zu betrachten, erschweren den Umgang mit Leuten des Kreises. Es sind diese Eigenschaften aber die Stigmata aller Sekten. Von solcher Problematik ahnten die Kinder in Eerde nichts. Sie wussten nur, dass hinter den Gedichten Georges eine zweite, rätselhafte Welt lag. Und sie sahen, dass einer derjenigen, der ihnen Geheimtüren öffnen konnte, der Musiklehrer, ein stiller freundlicher Mann war.“
Hinter dem freundlichen Musiklehrer, den man nach den Artikeln von Ligtvoet, Botje und Donkers (siehe Weblinks) eher als einen sich gut tarnenden Päderasten bezeichnen muss, aber stand der eigentliche Sachwalter des Georgischen Geistes: Wolfgang Frommel. Er verstand es, die geistige Suche seiner durchweg jüngeren männlichen Gefolgschaft in eine pädagogisch-erotische Sphäre zu transformieren, in der jene ‚höhere‘ Form der Liebe waltete, die als pädagogischer Eros bezeichnet wurde. Dass Körperlichkeit dabei nicht verschmäht wurde, steht meist zwischen den Zeilen, direkt aber bei Carl Victor Bock in seiner Beschreibung seines sexuellen Erstkontakts mit Frommel:

„Wir stiegen hinauf zum steilen Arbeitszimmer, das der Hausherr dem Gast überlassen hatte. An der aus hölzernen Latten gefügten Wand hingen die Häute von Schlangen: regungslos, schon abgestreifte Formen. Wir standen uns gegenüber, keiner sprach. Ich war fest entschlossen, diesem ernsten, auf mich gerichteten Blick standzuhalten. Ich spürte, wie er bald forschend, bald fordernd in mich drang. Die Schlangen fielen mir ein und wie sie sich häuteten. Sah ich in zwei Augen oder in eines? Ich suchte das Feld zwischen den Augen. Da änderte Wolfgangs Gesicht seinen Ausdruck. Fremde Züge schienen sich seiner – dann auch meiner – zu bemächtigen. Ein neues, viel älteres Antlitz tauchte unheimlich nah vor mir auf. War noch jemand im Raum? War ein dritter bei uns, als unsere Lippen sich trafen und der Funke zeugerisch in mich übersprang? Was ich erlebt hatte, war ein Sieg, aber auch eine Verpflichtung, und die liess sich nicht deuten, nur verwirklichen.“

Die hier beschriebene Begegnung zwischen Frommel und Bock fand im April 1941 statt, lange nachdem Kappers seine Vermutungen über homosexuelle Aktivitäten an der Schule geäußert hatte. Kann es sein, dass all dies über die Jahre verborgen geblieben ist? Hanna Jordan berichtete davon, dass erotische Beziehungen zwischen Jungen und Mädchen nicht verborgen geblieben seien und ein Pärchen gar der Schule verwiesen worden sei. Wieso aber blieben den „liebevollen und unauffälligen Lehrerbeobachtungen“ erotische Beziehungen zwischen Erwachsenen und Jungen oder zwischen Jungen untereinander verborgen? Was wusste Neuse, was das Ehepaar Reckendorf, das mit Frommel befreundet war und in dessen außerhalb von Schloss Eerde gelegener Wohnung die erwähnte Begegnung zwischen Frommel und Bock stattfand? War Neuses Verteidigung der individuellen sexuellen Präferenzen praktizierte Liberalität oder Verdrängung einer Realität, die es nicht geben durfte?
Wolfgang Cordan, der, wie oben zitiert, zwar den George-Kult ablehnte, ging in Eerde selber homosexuelle Beziehungen zu Schülern ein und räsonierte darüber im Sommer 1944: „Hier habe ich begriffen, was der platonische eros ist, wuchs durch den anspruch der an mich gestellt wurde in meine form und verlor die möglichkeit mich noch je zu verlieren.“
In voller Kenntnis der homosexuellen Aktivitäten im Umfeld von Frommel und Cordan schreibt Marita Keilson-Lauritz:

„Die Untertaucher, die dank Frommel und Cordan die Kriegs- und Besatzungsjahre überstanden haben, haben ihren ‚kentaurischen‘ - mal wilden, mal weisen – Rettern jedenfalls dankbare Erinnerungen bewahrt – jeder auf seine Weise. Und eigentlich ist das das Wichtigste, was hierzu zu sagen wäre.“

Vor dem Hintergrund dessen, wie der pädagogische Eros – Beispiel Odenwaldschule – in sexuelle Gewalt und sexuellen Missbrauch umschlagen kann, greift Keilson-Lauritzens Argumentation zu kurz. Nur, weil es aus dem Frommel-Cordan-Umfeld keine Opferberichte gab, was sich aber spätestens mit der Veröffentlichung der Artikel von Ligtfoet, Botjes und Donkers geändert hat, kann das kein Freibrief für sexuelle Kontakte zwischen Erwachsenen und Schülern in einer Schule sein. Das gilt für heterogene Beziehungen ebenso wie für homosexuelle. Und letztere beziehen ihre ideologische Rechtfertigung recht häufig aus einer spezifischen Antikenrezeption.

„In der literarischen und Antikenforschung gab es lange ein interessantes Thema. Was war eigentlich stärker, die Platonisierung der Georgischen Kreise oder die Georgisierung Platons. Das klingt auf den ersten Blick verwunderlich. Wie hätte George ex post die Wirkung des ersten europäischen Philosophen beeinflussen können? Es liegt doch auf der Hand, dass Platons Ideen, Narrative und Themen auf Stefan George und sein Umfeld wirkten. Tatsächlich aber beeinflussten die wort- und wirkmächtigen Schüler, Professoren und Dichterkollegen Georges die Platon-Forschung und damit die Sichtweise auf den Denker. Im Dunstkreis Georges werden 26 Arbeiten zu Platon gezählt. In der Forschung unterscheidet man zwischen einer Phase der Platon-Interpretation vor und nach George. Das bedeutet, in Anlehnung an eine Gedichtszeile Georges, dass die Kreise des Dichters ‚den Strahl von Hellas‘ in unsere Zeit umgelenkt und verstärkt haben.“

In Anlehnung an das obige Zitat von Negt ist deshalb darauf zu beharren, dass der von den George-Adepten propagierte pädagogische Eros letztlich keine erzieherische Funktion hatte, sondern ein Machtinstrument war. Auch an der Quäkerschule Eerde wollte man das nicht sehen, und in deren Rezeption, von der Randbemerkung Hans A. Schmitts abgesehen, bis heute nicht. Die Artikel von Ligtvoet, Botje und Donkers verdeutlichen die Notwendigkeit, die Rezeptionsgeschichte der Quäkerschule Eerde zu überdenken. In welcher Richtung das zu geschehen hätte, hat Jürgen Oelkers im Vorwort zu seinem Buch Eros und Herrschaft klar umrissen:

„Hinter dem Idealbild der ›humanistischen‹ und ›freiheitlichen‹ Pädagogik standen fehlbare Personen, die den Versuchungen der Macht ausgesetzt waren, Feindschaften aufgebaut haben, persönliche Verwerfungen aushalten mussten und lernen konnten, wie der Schein gewahrt Wird. Sie übten gegenüber den Schülern und den Eltern mehr oder Weniger offen Herrschaft aus, mussten untereinander Intrigen überstehen und gekränkte Eitelkeiten aushalten, Wahrend sie gleichzeitig höchste Ideale vertreten haben, die niemand überprüfen kann und die doch gelten sollen. Wer die Personen der Reformpädagogik angemessen beurteilen will, muss sie von dem her erschließen, was sie getan und nicht nur von dem, was sie geschrieben haben.“

## Kinderlandverschickung
Am 15. November 1943 erfolgte durch den „Beauftragten für die Provinz Overijssel des Reichskommissars für die besetzten Niederländischen Gebiete“ der Räumungsbefehl für das Schloss Eerde. Die Gebäude mussten ab dem 1. Dezember 1943 „für die Unterbringung von Bombengeschädigten aus dem Reichsgebiet“ zur Verfügung stehen. In dem schon erwähnten Tonband-Transkript berichtet Werner Hermans, dass Eerde nach der Beschlagnahmung durch die Deutschen für Schüler einer ausgebombten Schule aus Osnabrück genutzt worden sei. Gleichwohl hält sich in der Literatur das Gerücht, die Beschlagnahmung sei zugunsten der Hitlerjugend erfolgt oder die ausgebombte Schuljugend wird – so bei Feidel-Mertz – der Hitlerjugend gleichgesetzt. Dass diese polemisierende Gleichsetzung von ausgebombten Schülern und der Hitlerjugend einer differenzierteren Betrachtung bedarf, zeigt ein Blick auf die Webseite des Ernst-Moritz-Arndt-Gymnasiums in Osnabrück, die sich ihrerseits stützen kann auf die „Chronik der ‚Staatliche(n) Oberschule für Jungen‘ (heute: ‚Ernst-Moritz-Arndt-Gymnasium‘) für die Zeit des 2. Weltkriegs“.
Osnabrück zählte im Zweiten Weltkrieg zu den häufig angeflogenen Zielen der alliierten Bomber. Deren strategisches Ziel war es, das Ruhrgebiet, das „industrielle Herz Deutschlands“ vom Hinterland abzuschneiden und so die Versorgung der Wehrmacht zu stören. Da sich in Osnabrück Eisenbahnlinien kreuzen, wurde die Stadt schon sehr früh und sehr heftig angegriffen. 79 Luftangriffe auf Osnabrück verursachten schwere Schäden. Das Stadtgebiet wurde zu mehr als 65 Prozent zerstört; die mittelalterliche Altstadt war mit 94 Prozent am stärksten betroffen. Vor diesem Hintergrund wurden von den Behörden Maßnahmen ergriffen, im Rahmen der Kinderlandverschickung Schulkinder sowie Mütter mit Kleinkindern aus der vom Luftkrieg bedrohten Stadt längerfristig in weniger gefährdete Gebiete zu evakuieren. Betroffen davon war auch der Vorläufer des Ernst-Moritz-Arndt-Gymnasiums: „Am 15. Februar erhielt die Leitung unserer Schule durch Vermittlung des städtischen Schulamts die Aufforderung, die erforderlichen Maßnahmen zu treffen für eine Verlegung der Klassen 1-4 nach Holland (zwischen Zwolle und Apeldoorn) um den 20. März herum.“ Im Zuge dieser Maßnahme war zunächst ein anderes Osnabrücker Gymnasium für die Evakuierung nach Eerde vorgesehen, doch machte das davon keinen Gebrauch. So kam das Ernst-Moritz-Arndt-Gymnasium zum Zuge. „Am Dienstag, dem 21. März [1944], berichtete der Direktor in einer um 17 Uhr beginnenden Gesamtkonferenz über seine auf der Reise nach Holland gesammelten Eindrücke. Die Schüler der Klassen 1-4 sollen nach Holland übersiedeln, soweit ihre Eltern ihre Einwilligung dazu geben. Das Gymnasium Carolinum hat auf das ihm zuerst zur Verfügung gestellte Schloß Eerde in Ommen bei Zwolle verzichtet […]. Schloß Eerde soll nun unsere Schüler aufnehmen, die sich zur Übersiedlung nach Holland melden. Der Direktor gab eine ausführliche Beschreibung von Land und Leuten aus der näheren und weiteren Umgebung des Schlosses. Schloß Erde liegt unweit Zwolle, etwa 25 km von der Reichsgrenze entfernt, weitab vom Getriebe der Großstädte mitten zwischen gewaltigen Buchenwaldungen. Sein Besitzer, ein holländischer Baron, hat sein Schloß mit allem Zubehör an eine Gemeinde der Quäker verpachtet, die ihrerseits aus dem idyllisch gelegenen Herrensitz ein Landerziehungsheim für Quäkerkinder gemacht haben. Von der eben genannten holländischen Sekte hat die N.S.V. den Besitz mit seinem sämtlichen lebenden und toten Inventar übernommen. Die Klassenzimmer sind hell und luftig, desgleichen die Schlaf- und Tagesräume der Jungen. Die für die Lehrkräfte vorgesehenen Räume lassen ebenfalls nichts zu wünschen übrig. Das Gebäude hat Heizung und alle erforderlichen sanitären Einrichtungen. Auf den in unmittelbarer Nähe des Gutshauses gelegenen Sportplätzen und im Schwimmbad werden die Jungen reichlich Gelegenheit haben, ihren Körper zu stählen.“ Dass die Nationalsozialistische Volkswohlfahrt (N.S.V.) von der „höllänischen Sekte […] den Besitz mit seinem sämtlichen lebenden und toten Inventar übernommen“ habe, wie der Direktor darlegt, blendet natürlich aus, dass diese Übergabe in Wahrheit eine Enteignung der Quäker auf Veranlassung des „Beauftragten für die Provinz Overijssel des Reichskommissars für die besetzten Niederländischen Gebiete“ gewesen war.
28. März 1944 vermerkt das Schulprotokoll: „Eine große Anzahl unserer Schüler der Klassen 1-4 ist in den letzten Wochen von der Anstalt abgegangen. Ihre Eltern haben sie abgemeldet, weil sie glaubten, es nicht verantworten zu können, ihre Söhne dem geplanten Transport nach Holland, d. h. in besetztes Feindesgebiet, mitzugeben. Es haben sich besonders die Klassen gelichtet, die sich vornehmlich aus Schülern aus der Landbevölkerung der Osnabrücker Umgebung, der Kreise Melle und Quakenbrück zusammensetzen.“ Dennoch reisten Anfang Mai 1944 106 Schülerinnen und Schüler aus Osnabrück nach Eerde. Ihr Aufenthalt währte bis in den September 1944 und ist auf der Webseite der Schule auch durch zahlreiche Fotografien dokumentiert. Sehr eindrucksvoll für diese Zeit sind auch die auf einer Unterseite der Schul-Webseite dokumentierten Briefe eines Schülers an seine Eltern und Verwandten zu Hause.
Das Vorrücken der Alliierten beendete den Aufenthalt der Osnabrücker Schüler in Eerde: „Die durch den Durchbruch der Amerikaner bei Avranches geschaffene Lage und der ununterbrochene feindliche Vormarsch ließen das Verbleiben des KLV-Lagers in Holland als recht zweifelhaft und daher unerwünscht erscheinen. Angesichts des Heranrückens der anglo-amerikanischen Heere traten in großen Teilen ihres Landes die Holländer in den Streik, ja gingen zum offenen Aufruhr über. Am Sonnabend, dem 2. Sept., erreichte die Leitung unseres Lagers auf Schloß Eerde der Bescheid, daß der Abtransport des Lagers am 5. Sept. erfolgen würde. In Deventer sollte der Transportzug zusammengestellt werden. In Ruhe konnten somit die Vorbereitungen für die Heimreise getroffen werden. U. a. wurde noch ein 4 Zentner schweres Schwein geschlachtet, so daß den Jungen reichlich Fleisch und Wurstwaren als Wegzehrung mitgegeben werden konnten. Das übrige Vieh und alles das, was nicht mitgenommen werden konnte, wurde, wie auch die Verfügung über das ganze Schloß, der Obhut des deutschen Bereitschaftsführers der holländischen SS, Dr. Schwier, überlassen.“
Für die Kinder war damit ihre Odyssee aber noch nicht zu Ende: „Die Eltern der aus dem K.L.V.-Lager Schloß Eerde zurückgekehrten Schüler versammelten sich am 29. September [1944] in der Aula der Ratsoberschule, wo ihnen Näheres über eine bevorstehende Verschickung der Schüler in ein Lager im Gau Salzburg mitgeteilt wurde. Am 11. Oktober fuhr der sich aus Schülern der Staatlichen Oberschule und der Ratsoberschule zusammensetzende Transport vom Hauptbahnhof nach Hochkeilhaus Pongau, Gau Salzburg ab.“
Es ist ja schon angeklungen, dass die Kinderlandverschickung eine von der „Nationalsozialistischen Volkswohlfahrt“ geplante und organisierte Aktion war. Deshalb ist es wenig verwunderlich, dass auch andere NS-Organisationen einbezogen wurden, eben auch die Hitlerjugend: „Die Betreuung der Schüler durch die H.J. liegt in den Händen des Oberbannführers Hinrichs, die Lagermannschaftsführer werden aus den Reihen unserer Schüler gestellt. Die Unterrichtsaufsicht wird durch den Schulrat in Apeldoorn durchgeführt. Jedes Lager wird außerdem durch einen Militärarzt und eine NSV-Schwester betreut.“ Daraus aber ableiten zu wollen, Schloss Eerde sei 1943 für die Hitlerjugend beschlagnahmt worden, ist eindeutig verkehrt und kann auch nicht damit gerechtfertigt werden, dass auf vielen auf der Webseite des Ernst-Moritz-Arndt-Gymnasiums veröffentlichten Fotos die Jungen in HJ-Uniformen zu sehen sind. Die Protokolle aus der Schulchronik legen nahe, dass es an der Schule wenige oder keine Tendenzen gab, sich der NS-Ideologie zu widersetzen. Den Kindern ist das am wenigsten vorzuwerfen.

## Neubeginn und Neuausrichtung nach dem Krieg

### Neubeginn in Eerde
Nach der Beschlagnahmung der Schule für ausgebombte Schüler aus Osnabrück zogen einige Lehrer, darunter auch der untergetauchte Kurt Neuse, ins Haus De Esch. Sie lebten vermutlich von den in der Schulkasse verbliebenen Geldern und konnten auf die landwirtschaftlichen Produkte der Schule zurückgreifen, so dass sie keinen Hunger zu leiden hatten. Die Familie Warburg versteckte sich, und ebenfalls Otto Reckendorf. Der wurde jedoch entdeckt und in ein Bau-Bataillon gesteckt. Seine Frau versuchte derweil, sich und ihre beiden Kinder durch den Verkauf ihrer Webereien über Wasser zu halten. Elisabeth Schmitt, die durch ihr legalistisches Verhalten bereits den Abtransport der jüdischen Schülerinnen und Schüler mitzuverantworten hatte, drohte nun Opfer ihres eigenen Verhaltens zu werden:

„Elisabeth Schmitt, die bis 1944 durch ihre Ehe mit einem arischen Ehemann geschützt war, wurde am 29. März dieses Jahres verhaftet und nach Westerbork gebracht. Obwohl die örtliche Polizei sie vor der Einlieferung ausführlich gewarnt hatte, unternahm sie, getreu den Anweisungen, die sie zuvor den unglücklich ihr anvertrauten Person gegeben hatte, keine Anstrengungen, um zu entkommen. Nach einer Woche in Westerbork wurde sie entlassen und kehrte nach De Esch zurück. Dort gab sie weiterhin Unterricht für Lehrerkinder.“

Feidel-Mertz berichtet, dass auch der mittlerweile als „halbarisch“ rehabilitierte Heinz Wild zu den in De Esch versammelten Lehrkräften zählte und dass gegen Kriegsende auch noch V1- und V2-Stellungen in Eerde gebaut worden seien.
Philip van Pallandt versorgte die Gruppe mit BBC-Nachrichten und betrieb seine eigene Widerstandsarbeit: Er versteckte einen niederländischen Offizier und zwei amerikanische Flieger. „Schließlich rollte am 11. April 1945 ein kanadischer Panzer vor De Esch die zerklüftete Straße hinauf, und es war alles vorbei – bis auf die Trauer, die für immer andauern würde.“
Nach Kriegsende diente Schloss Eerde kurz als Unterkunft für ehemalige politische Gefangene, bevor die Frau des Verlegers Prakke, Frederica Prakke-Cruiger (* 28. Januar 1900 – † 13. März 1989) dort einen Kindergarten einrichtete, in dem Laura van Honk und Heinz Wild mitarbeiteten. Parallel dazu betrieb Piet Kappers – trotz der an ihm geübten Kritik wegen seiner Zusammenarbeit mit den deutschen Besatzern – die Wiedereröffnung der Schule:

„Weder die Folgen der Besatzung durch Zerstörung und Hunger noch die Unmöglichkeit britischer und amerikanischer Freunde, einen Teil ihrer angespannten Ressourcen für sein visionäres Unterfangen zu verwenden, entmutigten ihn. Als er in den Kindern der Beamten der niederländischen Exilregierung, die eine Schule brauchten, in der sie eine in Großbritannien begonnene Ausbildung abschließen konnten, eine Klientel fand, gab es kein Halten mehr, und im Mai 1946 erhob sich die Quäkerschule Eerde, phönixartig, aus der Asche der Besatzung.“

Die Ausstattung der Schule war schlechter als zu Beginn im Jahre 1934 und von der alten Lehrerschaft standen für den Neustart zunächst nur der aus der Internierung zurückgekehrte William Hilsley, Heinz Wild und Otto Reckendorf zur Verfügung. Werner Hermans fungierte als Schulleiter, wurde aber 1947 durch den amerikanischen Quäker Horace Eaton abgelöst. 1948 scheiterte der Versuch, Katharina Petersen wieder als Schulleiterin zurückzuholen. Diese von Feidel-Mertz als die „zweite Phase der Schule“ bezeichnet Zeit nach der Wiedereröffnung endete 1951. Es kam zu Konflikten zwischen den Quäkern und der Familie van Pallandt und in deren Folge zu einer Abspaltung. Die nach dem Krieg gegründete und von den van Pallandts unterstützte Grundschule verließ zusammen mit Werner Hermans, der inzwischen eine Pallandt-Tochter geheiratet hatte, Eerde und zog nach De Ulenpas in Hoog Keppel. Ab 1954 gab es auch eine Dependance in Rheedenoort. Die Quäkerschule aber arbeitete zunächst in Eerde weiter.
1954 kehrte ein ehemaliger Schüler, Enzio Meyer-Borchert, nach Eerde zurück: „Mitten im Studium ließ sich Enzio für ein Semester beurlauben, um dem Ruf seines wieder nach Eerde zurückgekehrten ehemaligen Musiklehrers zu folgen und an seiner alten Schule als Aushilfslehrkraft zu unterrichten. Auch Freund Buri ist zusammen mit seiner Frau Jannie an die Schule zurückgekehrt und mit ihnen im Trio scheint, wie es William Hilsley euphorisch formulierte, eine erneute Zusammenarbeit in Eerde wie eine ‚himmlische ewige Wiederkehr‘. Dort lernte er auch Renata Koch, seine künftige Frau, kennen, die die Schule in Eerde besucht hatte und sich als Weberin ausbilden ließ.“ Meyer-Borchert bleibt zunächst nur für ein paar Monate in Eerde und kehrt nach Karlsruhe zurück, um dort im Dezember 1954 sein erstes Staatsexamen für das Lehramt abzulegen. Anschließend geht er erneut für anderthalb Jahre nach Eerde zurück. Anfang Februar 1955 berichtet er in einem Brief an seine Mutter, dass er in Vertretung des erkrankten Buri Zeichnen und Deutsch unterrichten müsse. „Ich habe regelmäßig drei Klassen, die ich unterrichte, dazu einige einzelne Kinder, für die irgendwann im Stundenplan statt einer Freistunde Zeichnen eingesetzt ist, und ausserdem noch die praktische Arbeitsgruppe mit der ich male und modelliere. Die älteste Klasse sind die Kandidaten fürs diesjährige Oxford-Examen […] Die anderen beiden Klassen sind eine holländische von etwa 30 und eine amerikanisch-englische von etwa 10 jüngeren Kindern […] Die amerikanische Gruppe ist von einer unvorstellbaren Unerzogenheit und disziplinlosen Ungehemmtheit.“
Im November 1955 berichtet Meyer-Borchert, der kurz danach nach Deutschland zurückkehrte und als Studienreferendar in Hameln und Hannover arbeitete, von einem im Sommer erfolgten Wechsel in der Leitung der Schule, bei dem sein Freund Buri zum Konrektor berufen worden sei. „Manches hat dadurch sein Gesicht verändert, sehr zum Positiven, anderes ist beim Alten geblieben. Die Stimmung unter den Lehrern ist weitaus günstiger und zu einer erfolgreichen Zusammenarbeit, freundlicher, offener vertraulicher. Ein Geist des Einverständnisses und der Gemeinschaft ist langsam entstanden. Von einzelnen kann wieder Initiative ausgehen oder von Gruppen. Bill Hilsley beginnt wieder Stücke vorzubereiten, und zum ersten Mal seit drei Jahren hat vor etwa drei Wochen ein Herbstabend stattgefunden.“
Meyer-Borcherts Ausführungen lassen den Schluss zu, dass es um den inneren Schulfrieden in der „neuen“ Quäkerschule Eerde seither nicht gut bestellt war, und er verweist auf ein weiteres ungelöstes Problem: die unerfreuliche Stimmung unter den Kindern, der die Lehrkräfte relativ hilflos gegenüber standen. „Keiner weiss recht, woher diese allgemeine Verwilderung kommt und wie man ihr begegnen soll. Hilsley meint einfach, es sei ein allgemeines Zeichen der Zeit, aber ich glaube nicht ganz daran. Sicher ist wohl, dass die hier übliche amerikanische Heldenverehrung, die Jazzmusikbesessenheit etc. beträchtlich dazu beitragen, aber sicher ist das auch nicht der einzige Grund.“ Gegenüber seiner früheren Verurteilung der Jazzmusik-Liebhaber als Verbrecher und Abschaum (siehe oben „Die soziale Herkunft und soziale Prägung“) hört sich das schon beinahe aufgeklärt an und lässt vermuten, dass er zu der Lehrerfraktion an der Schule gehörte, die, wie der neue Rektor, auf Überzeugungsarbeit setzen wollte statt auf drakonische Strafen. Gleichwohl vermutet er, dass die Anhänger der von ihm als „Prügelpartei“ ironisierten Fraktion „langsam das Übergewicht bekommen bzw. die anderen unter dem Druck der Umstände den Mut verlieren.“
Auch auf diese Nachkriegsjahre fällt der Schatten des sexuellen Missbrauchs, wie oben schon mehrfach ausgeführt. Und es sind die gleichen Protagonisten, die erneut als Täter im Zentrum stehen: William Hilsley und Wolfgang Frommel. Es greifen aber auch die gleichen Mechanismen wie an der alten Quäkerschule. So, wie einst Kurt Neuse aufgekommene Gerüchte über homosexuelle Beziehungen zu einer Frage der individuellen sexuellen Präferenz erklärte und der Sache nicht auf den Grund ging, scheint auch an der Nachfolgeeinrichtung die Schulleitung kein Interesse an einer Aufklärung gehabt zu haben. Haverkorn, die Anfang der 1950er Jahre für sich in Anspruch nahm, „die Lehre einer Freundschaft, die geprägt vom pädagogischen Eros leicht in die Homosexualität gerät“, noch nicht durchschaut zu haben, wird indirekt mit den in der damaligen Zeit unaussprechlichen Dingen konfrontiert. „Als in jenen Jahren auf der Schule Unruhe entstand wegen Anzeichen dieser angeblich unaussprechbaren ‚Freundschaft‘ und ich darauf von meinem Vater, der inzwischen dem Vorstand der Schule angehörte, angesprochen wurde, weil angeblich einige meiner Freunde in die Nähe dieser gefährlichen Liebe geraten waren, hatte ich keine Ahnung, um was es sich handelte. Ich schüttelte seine lästigen Fragen ab. Nicht nur, weil ich wirklich keine Ahnung von diesen erotischen Gefahren hatte, sondern ich gehörte auch einer Generation an, die gerade die Beschränkungen des Zweiten Weltkrieges hinter sich gebracht hatte und auf der Suche war nach einem heiteren Leben ohne irgendwelche Beschränkungen oder Vermutungen welcher Art auch immer. Ich genoss die schöne Umgebung des Schlosses, liebte die Freiheit, die zum Leben in fortschrittlichen Landschulheimen gehört, war empfänglich für künstlerische Dinge, das hatte ich von zu Hause mitbekommen, und verliebte mich, wie jedes andere Mädchen meines Alters auch, in hübsche Jungens.“ Es sieht ganz danach aus, dass sich Haverkorns Vater mit der abweisenden Antwort seiner Tochter zufriedengegeben hat, denn sie berichtet nicht davon, dass weder er noch andere Verantwortliche der Schule der Sache weiter nachgegangen seien. Eine weitere Chance, Kinder vor dem Missbrauch zu schützen, wurde vertan, Hilsley blieben noch viele Jahre, um unter der Maske des freundlichen Musiklehrers sein perverses Tun fortzusetzen.

### Schule auf Schloss Beverweerd
Für die Schule in Schloss Eerde ging es allmählich aufs Ende zu – wenngleich nicht aufgrund der von Meyer-Borchert geschilderten internen Schwierigkeiten und inneren Widersprüchlichkeiten. 

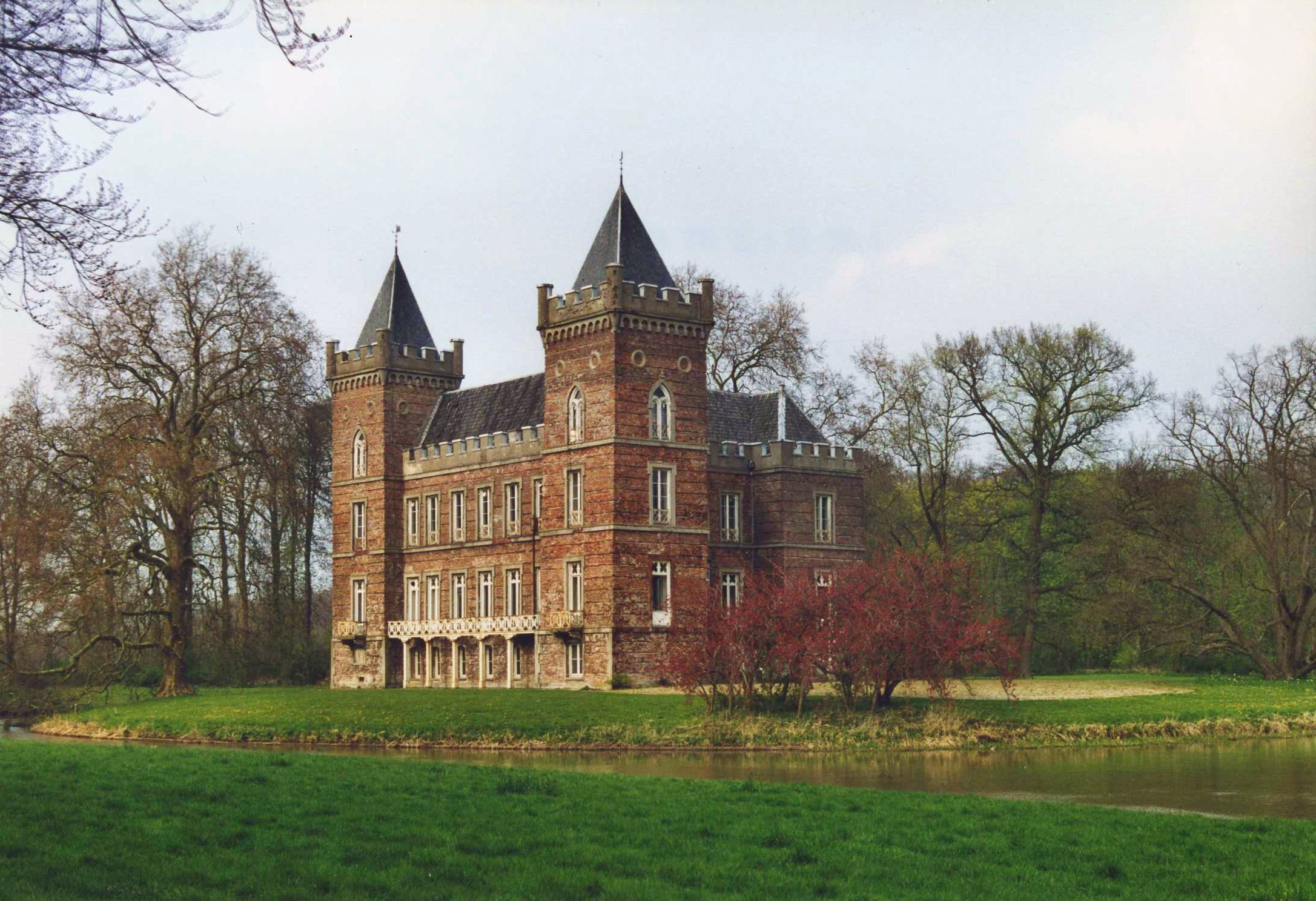
Schloss Beverweerd

 1958 verlängerte Baron van Pallandt nicht mehr den Vertrag mit den Quäkern über die Anmietung von Schloss Eerde. Damit endete die Geschichte der Quäkerschule an diesem Ort. Die Schule zog 1959 ins Schloss Beverweerd, wo sie als „Beverweerd International School“ weiterarbeitete. Friedrich W. Buri war auch hier wieder als Lehrer tätig und ebenfalls William Hilsley. In einem Bericht eines niederländischen Quäkers heißt es anlässlich der Neueröffnung:

„The school has moved into new quarters and will open its gates for the pupils on September 12 at the Castle Beverweerd. Living quarters will be ready by then. The hall to be used for musical and theater performances and to include a gymnasium is still in the process of being built; so are two homes for the staff, which will be com-pleted at a later date. Owing to lack of labor, the prepara-tion of a sports field can start only this fall. The official opening will, therefore, be much later. We hope to unveil a bronze plaque of Horace Eaton, made by the well-known sculptor Titus Leeser, in October, when one of his daugh-ters will be present. It will have a place in the Main Hall.“

Für Hans A. Schmitt war dies kein Neubeginn, sondern mehr ein Schritt in Richtung Ende. „In the long run, however, Kappers’s dream of Eerde’s perpetuity died with him. When the school’s lease was not renewed in 1958, Friends relocated the school at Beverweerd Castle, near Utrecht, with Hilsley remaining as the last holdover from the original faculty. Twelve years later, three years after Kappers’s death, the Dutch Yearly Meeting decided that the student body had come to represent a degree of affluence that neither deserved nor required their continued support. Like Eerde, Beverweerd ceased being a Quaker school. The need for such an institution had been tied to the Nazi terror after all.“ Im Jahr 1971 zogen sich die Quäker aus der von ihnen gegründeten Schule zurück, aus der „International Quaker School Beverweerd“ wurde die „International School Beverweerd“. Diese Schule existierte bis 1997.
So wie Joke Haverkorn in ihrem schon zitierten ZEIT-Interview keinen Zweifel daran lässt, dass es in der vorangegangenen Ära in Eerde zu sexuellen Übergriffen durch Hilsley und Frommel gekommen ist, so kann das durch die Veröffentlichungen von Frank Ligtfoet und den Journalisten Harm Ede Botje und Sander Donkers auch für die Schule auf Schloss Beverweerd als gesichert angesehen werden. Und wieder wurde weggesehen: Ein von Hilsley missbrauchter Junge sagte „seiner Mutter, er wolle nichts mehr mit Hilsley zu tun haben – ohne ihr zu sagen, was passiert sei. Er beschwerte sich beim Schuldirektor, aber laut ihm wurde nichts mehr unternommen. Er begann wegzulaufen und simulierte eine Blinddarmentzündung, indem er enorme Mengen Kaugummi schluckte.“
William Hilsley blieb nach der Schließung der Schule bis zu seinem Tode am 12. Januar 2003 der einzige Bewohner von Schloss Beverweerd. Nachdem das Gebäude lange leer gestanden hatte, kaufte 2005 die „Stichting Philadelphia Vegetarisch Centrum“ das Schloss. Es sollten darin Wohnungen für ältere Vegetarier gebaut werden, doch im Jahr 2009 wurden die Arbeiten wegen aus Geldmangel eingestellt. Seit 1990 veranstaltete die „Stichting Kasteelconcerten Beverweerd“ Schlosskonzerte in Beverweerd. Die Webseite der Stiftung, die viele Informationen und Fotografien aus der Geschichte der Quäkerschulen in Eerde und Beverweerd vorhält, gibt aber keine Auskunft darüber, ob diese Konzerte, die auch dem Werk von William Hilsley gewidmet waren, weiterhin veranstaltet werden.